# Словесные названия российского оружия
Эта страница — глоссарий официальных словесных названий российского оружия. О неофициальных (жаргонных) русскоязычных названиях оружия см. Русский военный жаргон.
Словесные названия российского оружия
А
Б
В
Г
Д
Е
Ё
Ж
З
И
К
Л
М
Н
О
П
Р
С
Т
У
Ф
Х
Ц
Ч
Ш
Щ
Э
Ю
Я
Присвоение наименований моделям (изделиям) типов и видов вооружений обычно производится в соответствии с одной из установившихся традиций:
- по названию НИОКР, конкурса или желанию конструкторов: «Грач», «Судья» и тому подобное;
- по литере модификации: «Ангара» — С-200А, «Вега» — С-200В, «Дубна» — С-200Д и т. п.;
- аббревиатурно: «Корд» — Ковровские ОРужейники-Дегтярёвцы; «Нона» — Новое Орудие Наземной Артиллерии и т. п.;
- по логике серии: САУ — «цветочная серия»: «Гиацинт», «Тюльпан», «Пион»; средства ПВО — «речная серия»: «Шилка», «Тунгуска», «Двина», «Нева»; РСЗО — стихийные явления: «Град», «Смерч», «Ураган»;
- ассоциативно: переносные зенитные ракетные комплексы — «Стрела», «Игла»; комплекс постановки помех — «Мошкара»; маскировочные костюмы снайпера — «Леший», «Кикимора»;
- военный юмор или военный жаргон: наручники — «Нежность»; пехотная лопатка и семейство радиостанций — «Азарт», тяжёлая огнемётная система — «Буратино»;
- в честь создателей: танк «Владимир» (по имени главного конструктора); зенитный ракетный комплекс «Антей-2500» (по названию предприятия-разработчика);
- по ярко выраженному свойству или действию: танковая динамическая защита «Контакт» (срабатывает при контакте); система пожаротушения «Иней» (распыляет порошок), выстрел к подствольному гранатомёту — «Подкидыш» (после соударения с преградой вышибной заряд подкидывает гранату на высоту 2—3 метра, где и происходит взрыв).

## Список
в алфавитном порядке

### А
- «Абаим-Абанат» — штурмовой разградительно-заградительный спецавтомобиль на базе ГАЗ-233034 (СПМ-1)
- «Абакан» — 5,45-мм общевойсковой автомат АН-94 (6П33) производства завода «Ижмаш»
- «Абзац» — приёмо-передающая УКВ радиостанция Р-173  -  «Абзац-М» — приёмо-передающая УКВ радиостанция Р-173М с цифровым режимом работы с функцией маскировки речи и передачи данных со скоростью до 16 кбит/сек
- «Абзац» — 220-мм агитационный реактивный снаряд 9М27Д для ракетной системы залпового огня «Ураган»
- «Абонент» — телефонный аппарат засекречивающей аппаратуры связи П-171Д
- «Абрикос» — 220-мм реактивный снаряд 9М27С с зажигательной боевой частью для ракетной системы залпового огня «Ураган»
- «Абрис» — авиационная система глобальной навигации и посадки
- «Абхазия» — экспедиционное океанографическое судно проекта 976
- «Авангард» — стратегический гиперзвуковой ракетный комплекс
- «Авангард» — управляемый боевой блок Ю-71, позволяющий использование МРБ по стратегии «глобального удара»
- «Авария» — авиационная аварийная портативная УКВ радиостанция Р-855А1
- «Август» — опытная подводная лодка проекта 613 с корпусным покрытием НППРК-1
- «Авдотка» — аппаратура тонального телеграфирования П-327-12
- «Авис» — беспилотный летательный аппарат мБЛА-С «Авис»
- «Аврора» — ракета-носитель
- «Аврора» — комплекс ПРО с ракетой А-351 (проект)
- «Аврора» — перспективный артиллерийский комплекс управляемого вооружения
- «Аврора» — корабельный гидроакустический комплекс
- «Автобаза» — наземный комплекс исполнительной радиотехнической разведки 1Л222
- «Автограф» — гидроакустический измеритель скорости звука МГ-53
- «Автомат» — авиационный контейнер постановки пассивных помех (бункер выброса полуволновых диполей) типа АСО-2Б, АПП-22
- «Автоматизация» — изделие 48Я6
- «Автоматизм» — оперативно-тактический тренажёрный комплекс для подготовки командиров ВМФ
- «Автономия» — перспективный противотанковый ракетный комплекс
- «Автопокрышка» — телеграфный комплекс П-115
- «Автострада» — авиационная противорадиолокационная ракета РПЗ-59
- «Агава» — тепловизионный прицел наводчика танка Т-90
- «Агат» — морской минный тральщик проекта 02668
- «Агат» — аппаратура космической связи
- «Агат» — автоматизированная малая шифровальная машина М-105
- «Агат» — танковый командирский прицельный комплекс ТКН-4С (ПНК-4С)
- «Агат» — комплекс аппаратуры уплотнения воздушных и кабельных фронтовых линий связи П-310М
- «Агат» — комплекс фотоаппаратуры 11В38 на орбитальной станции «Алмаз»
- «Агат» — проект оперативно-тактического ракетного комплекса 9К713 [Sterlite]
- «Агент» — револьвер ТКБ-0216Т
- «Аглень» — 72,5-мм реактивная противотанковая граната РПГ-26 (6Г19)
- «Адмиралец» — рейдовый служебно-разъездной катер проекта 371
- «Агона» — танковый комплекс управляемого вооружения 9К117
- «Адонис» — корабль измерительного комплекса проекта 19510[1]
- «Адрос» — авиационная станция оптико-электронного подавления
- «Адунок» — автоматизированный дистанционно-управляемый наблюдательно-огневой комплекс
- «Адъютант» — авиационная радиоэлектронная система
- «Адъютант» — универсальный мишенно-тренировочный комплекс (УМТК) 9Ф6021Э в составе: наземная машина управления на базе Урал-5323 с прицепом, мишени воздушные: ракетного типа с турбореактивным двигателем, самолётного типа с воздушно-винтовой тягой, самолётного типа с турбореактивным двигателем и вертолётного типа
- «Азалия» — авиационная станция постановки помех (ЛО24, ЛО27)
- «Азалия» — беспилотный постановщик помех К-10ПП/К-10СП (ПКР К-10СН+СПС-151)
- «Азарт» — лопата пехотная из броневой стали
- «Азбука» — телефонный коммутатор П-206Б
- «Азид» — семейство станций радиорелейной связи
- «Азимут» — малое гидрографическое судно проекта 860
- «Азимут» — шифровальный прибор
- «Азимут» — авиационная РЛС бокового обзора
- «Азов» — корабельный цифровой вычислительный комплекс
- «Азов» — радиолокационный измерительный комплекс 5К17
- «Азов» — двухэшелонный противоракетный комплекс С-225 (ПРС-1)
- «Азур» — комплексы аппаратуры уплотнения линий связи П-330
- «Аист» — противотанковая управляемая ракета
- «Аист» — патрульный катер для погранвойск проекта 1398
- «Аист» — разведывательный БПЛА вертолётного типа
- «Аист» — авиационная аппаратура телевизионной разведки (М-152)
- «Аистёнок» — переносная РЛС артиллерийской разведки
- «Айболит» — бронированная медицинская машина для ВДВ
- «Айва» — портативная УКВ радиостанция пограничных войск
- «Айнет» — танковая система дистанционного подрыва осколочно-фугасных снарядов
- «Айсберг» — патрульный катер
- «Айсберг» — ледокольный сторожевой корабль проекта 97-П
- «Айсберг-Разрез» — авиационный комплекс двухчастотной РЛС
- «Академик Алексей Крылов» — научно-исследовательские корабли проекта 1846[2]
- «Академик Крылов» — океанографические исследовательские корабли проекта 852
- «Академик Николай Андреев» — научно-исследовательские корабли проектов 19241/19242[3]
- «Академик Сергей Королёв» — научно-исследовательские корабли проекта 1908[4]
- «Акация» — корабельная УКВ радиостанция Р-609
- «Акация» — 152-мм самоходная гаубица 2С3 (объект 303)
- «Акация» — АСУ войсками (силами) военного округа
- «Акация» — корабельная система управления стрельбой 3Р-10 ракетного комплекса 3К-10
- «Акация» — плоский барьер безопасности ПББ
- «Акация» — авиационный высотомер
- «Аква» — подводный автономный телеуправляемый комплекс
- «Акваланг» — переносной пеленгатор Р-396У
- «Аквамарин» — минный тральщик проекта 266 [Yurka]  -  «Аквамарин-М» — минный тральщик проекта 266М [Natya]
- «Аквамарин» — морской минный тральщик проекта 254
- «Акваторий» — мобильный водолазный противодиверсионный комплекс
- «Акватория» — специальная радиостанция
- «Акведук» — комплекс радиосвязи (портативных и возимых радиостанций) Р-168
- «Аквилон» — комплекс оптического подавления
- «Акела» — боевой нож
- «Аккорд» — корабельная БИУС МВУ-111 для подводных лодок проекта 705
- «Аккорд» — АСУ Внутренних Войск
- «Аккорд» — тренажёр 5Г98 для ПВО (С-75, С-125)
- «Аккорд» — аппаратура передачи данных ПВО (модем)
- «Аккорд» — ёмкостный датчик для КС-185
- «Аккумулятор» — специальная головная часть для ракет Р-2
- «Аксон» — атомная подводная лодка специального назначения проекта 09780 (667АК)
- «Актай» — сверхлёгкий многоцелевой вертолёт
- «Актиния» — авиационная бортовая аварийная КВ радиостанция Р-861
- «Акула» — десантный катер проекта 1176
- «Акула» — тяжёлая ракетная атомная подводная лодка проекта 941
- «Акула» — аппаратура кодовой сверхбыстродействующей связи Р-758 для ВМФ
- «Акула» — авиационная противокорабельная торпеда РБТ-700
- «Акцент» — тепловизионный наблюдательный прибор ТНП-1 (1ПН62)
- «Акция» — малогабаритная УКВ радиостанция Р-147  -  «Акция-П» — малогабаритный УКВ радиоприёмник Р-147П
- «Акция» — батарея 6РЦ83 для Р-147, Р-147П
- «Алазань» — 82,5-мм противоградовая ракета
- «Алан» — электронный ракетный комплекс-автомат
- «Алатау» — наземный РЛК
- «Алдан» — экспериментальная система ПРО А-35
- «Аллея» — корабельная БИУС МВУ-203
- «Аллигатор» — ударный вертолёт Ка-52
- «Аллигатор» — 533-мм самонаводящаяся торпеда 53-61
- «Алмаз» — серия космических аппаратов
- «Алмаз» — корабельная БИУС МВУ-105;-106
- «Алмаз» — авиационный радиолокационный прицел
- «Алмаз» — авиационный бортовой аварийный информатор П-591Б
- «Алмаз» — базовый минный тральщик проекта 1252
- «Алмаз» — телеуправляемый шнуроукладчик проекта 1253
- «Алмаз» — программно-коммутирующее устройство 9ЕИ-3584 (для авиационной бомбовой кассеты РБК 500У АО1-2)
- «Алмаз» — АСУ КП объединений и ЦКП Войск ПВО
- «Алмаз» — индуктивное периметровое средство обнаружения
- «Алтаец» — станция постановки помех сотовой связи
- «Алтаит» — 30-мм несерийный автоматический гранатомёт 6Г25 (мод. АГС-17)
- «Алтай» — радиолокационный комплекс П-80 (1РЛ118)
- «Алтай» — многоцелевой транспортёр-тягач МТ-ЛБВ-НС
- «Алтек» — тренажёр комплекса «Спектр»
- «Алтын» — титановый защитный шлем
- «Алфавит» — радиостанция Р-974
- «Алфавит» — командно-штабная машина Р-125
- «Альбатрос» — учебно-тренировочный самолёт Л-39
- «Альбатрос» — МБР с крылатым боевым блоком
- «Альбатрос» — БПЛА (конвертоплан)
- «Альбатрос» — УКВ радиостанция (опытная)
- «Альбатрос» — самолёт-амфибия А-40
- «Альбатрос» — малый противолодочный корабль проекта 1124
- «Альбатрос» — корабельный радиолокационный комплекс РЛК-101
- «Альбатрос» — бронебойная авиабомба БРАБ-1500
- «Альбатрос» — корабельный авторулевой
- «Альт» — корабельная цифровая вычислительная система 3Р-69
- «Альтаир» — самолёт-амфибия Бе-200
- «Альтаир» — космический аппарат-ретранслятор 11Ф669 («Луч»)
- «Альтернатива» — оптико-электронная прицельная система
- «Альтиус» — экспериментальный разведывательный БПЛА большой продолжительности полёта («Альтаир»)
- «Альфа» — очки и бинокль ночного видения
- «Альфа» — лазерный целеуказатель
- «Альфа» — ракетная боевая управляющая система
- «Альфа» — сверхзвуковая ПКР 3М51 (П-900); 3М54
- «Альфа» — авиационная прицельно-поисковая система
- «Альфа» — корабельная центральная вычислительная система МВУ-103
- «Альфа» — бронешлем
- «Альфа» — стационарный КВ радиоприёмник ВРП-1, ВРП-2, ВРП-3 (Р-253)
- «Альфамарин-5000» — миноискатель
- «Альянс» — система морского оружия
- «Алыча» — малогабаритная копировальная фотокамера «прокатки»
- «Аляй» — военный танкер проекта 160
- «Амазонка» — радиодальномер РД-75 зенитно-ракетного комплекса С-75М
- «Амбулатория» — экспортный вариант Ми-8МТВ в санитарном варианте — Ми-17-1ВА
- «Амга» — ракетовоз-погрузчик проекта 1791 (МБР РСМ-40 для подводных лодок проекта 667Б)
- «Амёба» — комплекс дистанционной постановки помех (БПЛА)
- «Аметист» — противокорабельная ракета П-70 (4К-66)
- «Аметист» — малый противолодочный корабль проекта 1124П
- «Аметист» — автоматизированный комплекс радиоразведки
- «Аметист» — авиационная бортовая РЛС Н-003 (МиГ-23МЛА)
- «Аметист» — корабль-водитель тральщика-шнуроукладчика проекта 1253В
- «Амулет» — корабельная противодиверсионная гидроакустическая система МГ-717(747)
- «Амулет» — противоподкопное периметровое средство обнаружения
- «Амур» — система противоракетной обороны А-135 (5Ж60)  -  «Амур-П» — полигонный противоракетный стрельбовой комплекс 5Ж60П
- «Амур» — экспортный вариант подводных лодок проекта 677  -  «Амур-950» — уменьшенная экспортная модификация проекта 677 «Лада»
  -  «Амур-1650» — экспортная модификация проекта 677 «Лада» 4-го поколения
- «Амур» — КВ радиоприёмник Р-154
- «Амур» — 23-мм счетверённая установка (башня) АЗП-23 для ЗСУ-23-4 «Шилка»
- «Амур» — авиационный автоматический радиокомпас АРК-5
- «Амур» — военный танкер для сбора радиоактивных отходов проекта 1151.1
- «Амур» — понтонный парк ППС-81 на шасси КрАЗ-260Г
- «Амур» — специальный поезд (бронесостав)
- «Анабар» — самоходный прибор гидроакустических помех МГ-14
- «Анаконда» — система контроля морских рубежей
- «Анаконда» — истребитель-перехватчик Ла-250
- «Аналог» — экспериментальный МиГ-21И-1
- «Анапа» — корабельная опускаемая гидроакустическая станция
- «Ангара» — стартовая позиция МБР Р-7
- «Ангара» — радиостанция Р-354
- «Ангара» — авиационная наземная переносная УКВ радиостанция Р-809
- «Ангара» — КВ радиостанция 2Р20
- «Ангара» — ЗРК С-200
- «Ангара» — ракета-носитель
- «Ангара» — корабельная РЛС МР-300
- «Ангара» — 37-мм АЗП-37-2М (500-П) в ЗСУ-37-2
- «Англия» — ботинки с высокими берцами
- «Ангстрем» — носимая УКВ радиостанция для спецслужб
- «Андога» — навигационный комплекс
- «Андромеда» — подводная лодка проекта 667М
- «Андромеда» — БИУС АПЛ
- «Андромеда» — перспективный комплекс управления ВДВ
- «Анива» — станция радиотехнической разведки
- «Анис» — корабельный комплекс связи
- «Анис» — телефонный аппарат специальный
- «Анкер» — корабельная станция обнаружения работающих РЛС
- «Анкер» — обнаружитель взрывных устройств
- «Анкер» — 125-мм БПС 3БМ39
- «Анкер» — опытный танк Т-90ЕА (объект 187)
- «Анод» — лазерный прибор разведки ЛПР-2
- «Анонс» — антенно-фидерное устройство
- «Ансат» — лёгкий многоцелевой вертолёт
- «Антарес» — катер на подводных крыльях проекта 133 («Дельфин»)
- «Антарктида» — транспортный самолёт Ил-76ТД
- «Антей» — автоматизированная приёмная аппаратура РТР
- «Антей» — система управления ракетной стрельбой ПКР П-6
- «Антей» — военно-транспортный самолёт Ан-22
- «Антей» — подводная лодка проекта 949А
- «Антей» — ЗРК С-300ВМ (9К81М)
- «Антисвид» — аппаратура обнаружения скрытых оптико-электронных устройств
- «Антиснайпер» — малогабаритная лазерная локационная аппаратура
- «Антракт» — базовый комплекс средств наблюдения (с БПЛА)
- «Анчар» — большой противолодочный корабль проекта 11990
- «Анчар» — радиовысотмер А-079 ПКР Х-59МК
- «Анчар» — станция помех КВ радиосвязи Р-325 (Р-325М, Р-325М2)
- «Анчар» — подводная лодка проекта 661
- «Анчар» — серия однопозиционных радиоволновых извещателей для охраны периметра
- «Аолл» — автономная корабельная цифровая вычислительная система
- «Аппассионата» — корабельный малогабаритный навигационный комплекс
- «Арагви» — цифровая система передачи данных ПВО
- «Аракс» — цифровая система передачи данных ПВО
- «Аракс» — космический аппарат оптико-электронной разведки 11Ф664 («Аркон»)
- «Арал» — вибрационное периметровое средство обнаружения
- «Арахис» — портативная цифровая УКВ радиостанция
- «Арбалет» — семейство радиостанций Р-163
- «Арбалет» — носимый комплекс радиопеленгации и подавления
- «Арбалет» — вертолётная надвтулочная РЛС (на Ка-52)
- «Арбалет» — 30-мм противопехотный ручной гранатомёт ТКБ-0249
- «Арбалет» — новый парашют для ВДВ и спецназа
- «Арбалет-ДМ» — роботизированный пулемётный боевой модуль с дистанционным управлением для машин семейства «Тигр»
- «Арбат» — станция связи
- «Аргон» — авиационный радиоприцел ПРС-1
- «Аргон» — авиационный бортовой связной КВ радиопередатчик Р-835
- «Аргон» — корабельная система управления стрельбой
- «Аргон» — военные ЭВМ
- «Аргон» — космический аппарат фоторазведки
- «Аргон-Фтор» — корабельная КВ радиостанция Р-617
- «Аргонавт» — интегрированный модуль радиосвязи (морской)
- «Аргумент» — резиновая дубинка
- «Аргумент» — РЛК
- «Аргунь» — стрельбовой комплекс ПРК А-35 «Алдан»
- «Аргунь» — радиолокационный измерительный комплекс
- «Аргунь» — корабельная гидроакустическая станция МГ-322
- «Аргус» — ночной визир, ночной телевизионный прицел
- «Аргус» — катер на воздушной подушке (с ракетами «Вихрь»)
- «Аргус» — система контроля герметичности космических аппаратов
- «Арена» — комплекс активной танковой защиты
- «Арена-5» — подрывная машинка  -  «Арена-5М» — подрывная машинка
- «Арка» — узел связи
- «Арка» — сборно-разборное сооружение
- «Аркан» — ПТУР 9М117М1 (ЗУБК23-1) для комплексов 9К116
- «Аркан» — ракета класса «воздух-земля» Х-23М
- «Аркон» — космический аппарат оптико-электронной разведки 11Ф664
- «Арктика» — малое гидрографическое судно проекта 861
- «Арктика» — корабельная гидроакустическая станция для подводных лодок МГ-200
- «Арктика» — марка противооблединительной жидкости
- «Армавир» — ракета-мишень РМ-75МВУ
- «Армат» — 130-мм артиллерийская установка А-192
- «Армата» — опытная перспективная универсальная бронированная платформа (танк, БМП, БРЭМ)
- «Армерия» — топливозаправщик ТЗ-4БПД
- «Арон» — авиационная РЛС для управления огнём оборонительного вооружения
- «Арс» — система ручной стыковки космических аппаратов
- «Артек» — КВ/УКВ радиостанция Р-166 (на шасси КамАЗ)
- «Артек-Гелиос» — радиоприёмник КВ и УКВ Р-170П
- «Артек-Сириус» — возбудитель радиопередатчика КВ/УКВ Р-170В
- «Артиллерист» — самоходная десантная баржа А-3
- «Артиллерист» — большой охотник за подлодками проекта 122 (122А)
- «Арфа» — корабельный цифровой вычислительный комплекс МВМ-13
- «Арфа» — корабельная гидроакустическая станция миноискания МГ-519
- «Арфа» — авиационная антенная система
- «Арфа» — радиопередатчик
- «Архипелаг» — малый разведывательный корабль проекта 861М
- «Архипелаг» — передающий радиоцентр ВМФ 83Т54-2М («Скат-2М»)
- «Архипелаг» — система глубоководных аппаратов, используемая на подводных лодках проекта 611П
- «Аспект» — серия 152-мм специальных (ядерных) снарядов для пушек 2А36, 2С5
- «Астероид» — подвижная станция спутниковой связи правительственная
- «Астра» — переносные УКВ радиостанции Р-105Д, Р-108Д, Р-109Д
- «Астра» — береговой теплопеленгатор
- «Астра» — опытное танковое управляемое вооружение
- «Астра» — 120-мм самоходный миномёт 2С8 («Ландыш»)
- «Астра» — аппаратура радиоэлектронной борьбы
- «Астра» — система регенерации воздуха на подводных лодках
- «Астролог» — автомобиль МЗКТ-7930
- «Асфальт» — программно-коммутирующее устройство 9ДИ-3593 (для авиационной бомбовой кассеты РБК 500У БЕТАБ-М)
- «Атака» — ПТУР 9М120 для КУВ 9К113, 9К114, 9-А-2313
- «Атака» — корабельный цифровой вычислительный комплекс МВМ-012
- «Атака» — 55-литровый рюкзак
- «Атлант» — защитный костюм сапёра
- «Атлант» — тяжёлый транспортный самолёт 3М-Т (ВМ-Т)
- «Атлант» — ракетный крейсер проекта 1164
- «Атлант» — 30-мм автоматический станковый гранатомёт АГС-30 (6Г25) (ТКБ-722К)
- «Атлантида» — авиационная система противолодочного вооружения (опытная)
- «Атлас» — авиационная бортовая связная КВ радиостанция Р-842
- «Атлет» — тяжёлая ТРС станция Р-410 (Р-420)
- «Атолл» — корабельный радиолокатор
- «Атолл» — малогабаритный лазерный целеуказатель-дальномер 1Д26
- «Атом» — автоматическая система защиты бронетехники от оружия массового поражения
- «Аттракцион» — программно-коммутирующее устройство 9ДИ-3518 (для авиационной бомбовой кассеты РБК 500У ПТАБ)
- «Аут» — боевая разведывательная машина БРМ-1КМ (об.512)
- «Афалина» — подводная лодка-лаборатория проекта 1710
- «Афалина» — сторожевые катера проекта 04024
- «Афганит» — комплекс активной танковой защиты
- «Ахиллес» — мишень-имитатор подводных лодок
- «Аэробус» — бортовая аппаратура внутренней связи и коммутации П-511
- «Аэрокосмос» — авиационная ракетно-космическая система
- «Аэрон» — беспилотный летательный аппарат вертолётного типа
- «Аэрофон» — баллистическая ракета 9М72 с головкой самонаведения
- «Аякс» — корабельный гидроакустический комплекс
- «Аякс» — малогабаритный специальный фотоаппарат
- «Аякс» — проект многоцелевых гиперзвуковых самолётов

### Б
- «Бабочка» — фугасная противопехотная мина ПФМ-1 («Лепесток»)
- «Багарий» — бронежилет
- «Багет» — цифровая ТРС станция Р-417
- «Багет» — серия военных ЭВМ
- «Багет» — корабельная станция спутниковой связи Р-795-80
- «Багира» — 9-мм самозарядный пистолет МР-444
- «Багира» — 140-мм танковая пушка
- «Багульник» — гиперзвуковая зенитная управляемая ракета («Сосна»)
- «Багульник» — портативная КВ радиостанция Р-143
- «Багульник» — техническая система охраны периметра
- «База» — прибор гироскопической стабилизации для зенитных управляемых ракет
- «База» — корабельная РЛС управления огнём ЗРК (МПЗ-301)
- «База» — самолётный радиолокационный дальномер СРД-5А
- «База» — комплекс пассивной локации ПВО
- «Базальт» — противокорабельная ракета П-500 (4К80)
- «Базальт» — корабельное радиоприёмное устройство
- «Базальт» — засекречивающая аппаратура связи Т-244
- «Базальт» — опытный рейдовый тральщик проекта 1254
- «Байгыш» — очки ночного видения, ночные бинокли
- «Байкал» — судоподъёмное судно проекта 05410 (проект)
- «Байкал» — АСУ зенитно-ракетной бригады (ракетного полка) 73Н6
- «Байкал» — поисково-прицельный комплекс вертолёта Ка-25ПЛ
- «Байкал» — радиолокационный комплекс ЗСУ-37-2
- «Байкал» — проект лёгкого вертолёта Ка-11
- «Байкал» — первоначально предлагавшееся название космического корабля «Буран»
- «Байкал» — многоразовый ракетный ускоритель
- «Байкал» — пистолет ИЖ-70
- «Байкал» — фототелевизионная аппаратура для космического аппарата «Зенит-2»
- «Байкал» — специальный поезд (бронесостав)
- «Байкал» — необитаемый боевой модуль АУ220М с 57-мм пушкой 2А91
- «Байконур» — шахтная пусковая установка для РН «Днепр»
- «Байонет» — комплекс информационно-технических средств поддержки принятия и реализации решений
- «Баклан» — авиационная УКВ радиостанция
- «Баклан» — ТРС станция Р-408
- «Баклан» — корабельная РЛС
- «Баклан» — авиационный скафандр
- «Баксанец» — 9-мм пистолет-пулемёт ОЦ-39П (ТКБ-0247)
- «Баку» — эскадренный миноносец II серии проекта 38-бис
- «Баку» — авиационная система дальней навигации/прицельно-поисковая система
- «Бал» — береговой ракетный комплекс 3К60
- «Балансир» — корабельный тепловой имитатор
- «Балашов» — реактивный пехотный огнемёт унифицированный РПО-У
- «Балеринка» — 30-мм авиационная автоматическая пушка 9А-4071
- «Балкан» — 40-мм автоматический станковый гранатомёт АСПГ (6Г27)
- «Балканы» — армейский штабной самолёт Ту-134А
- «Баллада» — армейский информационный комплекс
- «Баллиста» — аппаратура контроля и тестирования каналов связи СБУ РВСН
- «Балтика» — корабельная МР-2ПВ и береговая навигационная РЛС
- «Балхаш» — отдельный радиотехнический узел (объект 1291, ОС-2)
- «Бамбук» — синхронизирующая аппаратура (единое время)
- «Банан» — модифицированный танк Т-72-120/Т-72Э
- «Банан» — антенна широкодиапазонная
- «Банкер» — авиационная бортовая МВ-ДЦВ радиостанция Р-999
- «Бант» — защищённый авиационный бортовой самописец
- «Бант» — танковая УКВ радиостанция
- «Бард» — тепловизионный наблюдательный прибор 1ПН82
- «Баргузин» — проект БЖРК
- «Баргузин» — радиостанция Р-141Д
- «Барий» — самолётный радиолокационный запросчик-ответчик (СРЗО) системы государственного опознавания
- «Барий» — авиационная телевизионная система
- «Барк» — корабельная система кругового обзора
- «Барк» — ракетный комплекс Д-19УТТХ с морской МБР 3М91 (РСМ-52В)
- «Баркас» — ручной противотанковый гранатомёт РПГ-32 (6Г40)
- «Бармица» — комплект боевой экипировки для военнослужащих
- «Бармица» — портативная КВ радиостанция
- «Барнаул» — автоматизированная система управления переносным зенитно-ракетным комплексом
- «Барнаул» — комплекс средств разведки и управления ПВО
- «Барракуда» — подводная лодка проекта 945
- «Баррикада» — 23-мм патрон со стальной остроконечной пулей для КС-23
- «Баррикада» — корабельный ПУС
- «Барс» — автомобиль УАЗ-3159
- «Барс» — танк Т-80У-М1
- «Барс» — бортовая авиационная РЛС Н011
- «Барс» — базовая автоматизированная рабочая станция (наземный сегмент БПЛА «Грант»)
- «Барс» — РЛС управления огнём МР-103 (АУ АК-725)
- «Барс» — авиационная РЛС управления оружием
- «Барс» — неуправляемая авиационная ракета АРЗОС-212
- «Барс» — боевой нож
- «Барс» — СВП
- «Барс» — название типа подводных лодок 1920 — 1930-х годов
- «Барсук» — подвижный узел связи на базе УАЗ-3159
- «Барсук» — единый пулемёт АЕК-999 на базе ПКМ производства Ковровского механического завода
- «Барсук» — самолёт М-203 (проект)
- «Бархан» — армейский полноприводный автомобиль на базе ГАЗ-66
- «Бархан» — экспериментальный автомобиль на шасси КамАЗ-43501
- «Барьер» — носимая станция спутниковой связи Р-438
- «Барьер» — РЛС ПВО
- «Барьер» — ПКП РВСН на базе МАЗ-543 («Гранит»)
- «Барьер» — ПТРК боевых машин (с ПТУР Р-2)
- «Барьер» — система радиолокационного и визуального наблюдения
- «Барьер» — зональная система ПРО (проект)
- «Барьер» — авиационная станция РЭБ СБ-1
- «Басня» — КУВ 9К116-3 (9М117; ЗУБК10-3) для БМП-3
- «Басня» — многокупольная парашютно-реактивная система П-235
- «Бастион» — комплекс средств автоматизации командного пункта зоны ПВО
- «Бастион» — стационарный береговой ракетный комплекс
- «Бастион» — танковый и артиллерийский КУВ 9К116-1 (9М117М; ЗУБК-10М)
- «Басурманин» — армейский нож
- «Басурманин» — БМП-1АМ — модернизация БМП-1 с заменой башни на дистанционно управляемый боевой модуль от БТР-82А
- «Батрак» — комплекс обеспечения средств управления и связи
- «Баттерфляй» — пограничный сторожевой корабль
- «Бахча» — боевая машина десанта БМД-3, БМД-4
- «Бахча-У» — универсальный боевой модуль
- «Баян» — КВ радиостанция большой мощности Р-135 на шасси Урал-375Д
- «Беглянка» — БРЭМ-Л на базе БМП-3
- «Бегущая косуля» — 5,6-мм однозарядная произвольная винтовка БК-2 («Бегущий кабан»)
- «Бегущий кабан» — 5,6-мм однозарядная произвольная винтовка БК-3 и БК-5
- «Бегущий олень» — 7,62-мм спортивная произвольная винтовка БО-59
- «Безмолвие» — малошумная телеуправляемая противолодочная торпеда (опытная)
- «Бейсур» — корабельный навигационный комплекс
- «Бекас» — самолёт-амфибия Бе-103
- «Бекас» — ракета-мишень на базе ЗУР В-880М (С-200)
- «Бекас» — авиационная радиостанция
- «Бекас» — БПЛА
- «Бекас» — комплекс технических средств передачи видео- и тепловизионной информации (15Э1836)
- «Бекас-Авто» — серия гладкоствольных полуавтоматических ружей, производства завода «Молот»  -  «Бекас-12М Авто» — 12 калибр
  -  «Бекас-16М Авто» — 16 калибр
- «Белград» — 122-мм РСЗО (белорусская модификация БМ-21)
- «Белка» — ракета-мишень РМ-207А-У
- «Белка» — 140-мм реактивный снаряд М-14-С (химический)
- «Белка» — радиостанция военной разведки 4ТУД
- «Белка» — лёгкая подвижная малоканальная УКВ радиорелейная станция Р-401М
- «Белозер» — аппаратура космической связи Р-438У
- «Белозер» — командно-штабная машина (КШМ) Р-125Б
- «Бентос-300» — экспериментальные подводные лодки-лаборатории проекта 1603  -  «Бентос» — рабочие подводный аппараты «Бентос-1» и «Бентос-2» для буксировки подводных лодок-лабораторий «Бентос-300»
- «Бердыш» — 9-мм самозарядный пистолет ОЦ-27
- «Берег» — 130-мм береговой самоходный артиллерийский комплекс
- «Берег» — ПУС
- «Берег» — новый боевой модуль для БМД-2М
- «Бережок» — боевой модуль Б05Я01 для БМП-2М и БМП-3
- «Бережок» — модификация бронетранспортёра БТР-90
- «Берёза» — танк Т-80УД (об.478Б)
- «Берёза-Катанная» — опытный основной танк (об. 478Б со сварной башней)
- «Берёза» — авиационная станция предупреждения об облучении РЛС СПО-15
- «Берёза» — командно-штабная машина 1В110/1В110-1 в составе комплекса средств автоматизации управления огнём (КСАУО) артиллерии 1В17 «Машина-Б»
- «Берёза» — стационарная КВ радиостанция Р-140
- «Берёза» — комплекс средств преодоления ПРО на МБР РТ-2
- «Березина» — большой военный транспорт пр.1833 («Пегас»)
- «Береста» — гидроакустический измеритель скорости звука МГ-23 для ПЛ
- «Берилл» — самоходный прибор гидроакустического противодействия МГ-114
- «Берилл» — корабельный КВ радиоприёмник для кораблей типа «крейсер» Р-674
- «Бериллий» — самоходный автоматический прибор гидроакустического противодействия МГ-124
- «Беркут» — активно-импульсный телевизионный прибор ночного видения
- «Беркут» — ЗРК С-25 [SA-1 Guild]
- «Беркут» — ракетный крейсер/большой противолодочный корабль пр. 1134
- «Беркут» — малый ракетный корабль пр. 31513У
- «Беркут» — радиостанция Р-807 (РСБ-70)
- «Беркут» — радиостанция Р-134
- «Беркут» — проект перспективного палубного истребителя С-37 (Су-47)
- «Беркут» — авиационный противолодочный поисково-прицельный комплекс на Ил-38 и Ту-142
- «Беркут» — БПЛА (проект)
- «Берлога» — машина радиационной и химической разведки на базе Т-72
- «Берта» — возимый УКВ радиоприёмник Р-313М
- «Бесстрашие» — лазерный имитатор стрельбы 9Ф824 для стрелкового оружия
- «Бестер» — спасательный подводный аппарат пр. 18270
- «Бета» — бортовой вычислительный комплекс для АСУВ
- «Бета» — цифровая станция каналообразования и коммутации
- «Бета» — АСУ 9В514 на базе МТ-ЛБу
- «Бета» — переносной контрольно-слежечный КВ радиоприёмник Р-312
- «Бета» — 120-мм управляемая мина
- «Бетаир» — самолёт-амфибия Бе-200 («Альтаир», «Иркут»)
- «Бехонда» — 122-мм имитатор воздушной цели ИВЦ-21
- «Биатлон» — 5,6-мм многозарядная спортивная винтовка БИ-4  -  «Биатлон-7-2» — 5,6-мм многозарядная спортивная винтовка БИ-7-2
- «Бизань» — корабельная станция радиотехнической разведки
- «Бизань» — проект возвращаемой авиационно-космической системы
- «Бинокль» — РЛС траекторных измерений
- «Бизон» — 9-мм пистолет-пулемёт ПП-19
- «Бизон» — большой противолодочный корабль пр. 10210 (проект)
- «Бизон» — воздушный командный пункт со спецсвязью Ил-22 (изделие 36 «Бизон»)
- «Бином» — переносная радиостанция Р-107
- «Бином» — корабельная система управления ракетным оружием
- «Бином» — семейство радиотехнических периметровых средств обнаружения на основе линии вытекающей волны (ЛВВ)
- «Бион» — космический комплекс
- «Бирюза» — командная радиолиния управления Э-502-20 (комплекса Э-500)
- «Бирюза» — ПКР 3М-54 (П-10)
- «Бирюза» — РЛС П-3
- «Бирюза» — оптическая система
- «Бирюса» — среднее кабельное судно пр. 1175
- «Бирюса» — 23-мм счетверенная установка (башня) для ЗСУ-23-4М «Шилка»
- «Бирюса» — ЗРК С-300ПТ
- «Бирюса» — электроконтактный датчик для КС-185
- «Битта» — магнитная приёмная антенна
- «Блеск» — светодальномер
- «Блесна» — радиолокационная мишень
- «Блесна» — корабельный радиопередатчик
- «Блик» — ночной бинокль БН-1 (1ПН33Б)
- «Блик» — многоканальная лазерно-лучевая система управления
- «Блок» — бортовая СУ ПКР П-35
- «Блок» — 40-мм противопехотный гранатомёт с дистанционным управлением
- «Блокировка» — корабельная система управления оружием
- «Бобр» — мишенный комплекс 9Ф689 (на базе РСЗО «Град»)
- «Бобр» — нож-мачете (в комплекте ножи «Робинзон» и «Оса»)
- «Богомол» — робот
- «Боек» — электронный кодировочный аппарат
- «Боец» — скоростной патрульный катер проекта 13987
- «Бозон» — авиационная радиостанция
- «Боксёр» — перспективный танк объект 225
- «Болид» — проект ПКР (развитие П-700)
- «Большевик» — торпедный катер проекта 183 [P-6 class]
- «Бомбарда» — опытное 152-мм морское орудие
- «Бор» — прототип космического корабля «Буран» (беспилотный орбитальный ракетоплан)
- «Бор» — авиационный поисковый магнитометр
- «Бор» — система удержания ПЛ в заданном коридоре стрельбы
- «Бор» — автомобильная малоканальная УКВ радиорелейная станция Р-403
- «Борей» — стратегические атомные подводные лодки 4-го поколения проектов 955/09550/09551  -  «Борей-1» — стратегические атомные подводные лодки 4-го поколения проекта 955
  -  «Борей-2» — стратегические атомные подводные лодки 4-го поколения проекта 935
  -  «Борей-А» — стратегические атомные подводные лодки 4-го поколения проекта 955А
  -  «Борей-Б» — стратегические атомные подводные лодки 4-го поколения проекта 955А
- «Борец» — проект учебно-боевого самолёта Т-504
- «Борисполь» — топопривязчик 1Т134
- «Борисполь» — переносной автоматизированный метеорологический комплект (1Б65)
- «Борисфен» — перспективный ракетный комплекс
- «Борит» — общевойсковой титановый защитный шлем 6Б6
- «Бородач» — ручной огнемёт МРО-А
- «Борт» — система траекторного управления (СТУ) самолётов
- «Бот» — буксируемый отводитель торпед
- «Ботинок» — самоходный миномёт 2С32
- «Бра» — аппаратура громкоговорящей и телефонной связи 15Э487
- «Брамос» — экспортная ПКР
- «Браслет» — противодиверсионная ГАС МГ-7
- «Брасс» — ручной противотанковый гранатомет РПГ-29 на станке 6Т16
- «Брат» — малогабаритный БПЛА
- «Брелок» — комплекс средств УКВ радиосвязи
- «Брест» — приборы управления торпедной стрельбой
- «Бриг» — цифровая ТРС станция Р-423-1
- «Бриг» — аппаратура РТР на КА «Целина»
- «Бригантина» — корабельный комплекс радиосвязи
- «Бриз» — семейство корабельных навигационных систем
- «Бриз» — разгонный блок для РН («Протон-М», «Рокот»)
- «Бриза» — КШМ на шасси ГАЗ-66-14
- «Бриллиант» — радиовысотомер малых высот РВ-3
- «Бриллиант» — возбудитель радиопередающих устройств Р-786
- «Бриллиант» — телеграфная аппаратура скрытной связи
- «Брод» — танковая система преодоления водных преград
- «Бронза» — корабельная ГАС МГ-345
- «Броня» — РЛС П-40 (1РЛ111)
- «Броня» — авиационная РЛС
- «Броня» — боевая машина пожарной разведки на базе танка Т-55
- «Броня» — комплекс автоматических телефонных станций дальней засекреченной связи П-179
- «Бросок» — самоходный прибор гидроакустического противодействия МГ-104
- «Брусника» — стационарный КВ радиоприёмник Р-155
- «Брусника» — корабельный КВ радиоприёмник Р-678
- «Брусника» — артиллерийский прицел ночной АПН-6
- «Брусок» — информационно-расчётная система Войск ПВО
- «Буг» — комплекс вооружения (боевой модуль) для бронетехники
- «Буг» — прицел-прибор наведения 1К13-2 для БМП-3
- «Буг» — автоматизированный радиолокационный и связной комплекс П-95 (1РЛ116)
- «Буг» — береговой радиопеленгатор Р-705
- «Будка» — БМД-2 и её боевой модуль
- «Буйвол» — опытный артиллерийский подвижный бронированный наблюдательный пункт АПБНП об. 610
- «Буйность» — бронетранспортёр БТР-80А
- «Бук» — серия ЗРК 9К37М1; 9К37М1-2
- «Бук» — бронированная скрывающаяся пулемётная установка
- «Бук» — командная радиостанция
- «Бук» — танковый прицел-прибор наведения 1К32
- «Бук» — авиационная система улучшения видеоизображений
- «Бук» — 9-мм опытный пистолет-пулемёт ОЦ-22
- «Буквица» — контрольно-проверочная аппаратура РЭБ Л-183-1
- «Букет» — станция прямошумовых помех (СПС-22, СПС-33, СПС-44, СПС-55) самолёта РЭП Ту-16П «Букет» (и сам самолёт), и Як-28ПП
- «Букет» — радиостанция
- «Букет» — наручники конвойные на 5 человек
- «Букет» — опытный пистолет-пулемёт ТКБ-0102
- «Буклет» — танковый многоканальный прицел наводчика
- «Буксир» — контрольно-проверочная машина артвооружения танков (1И37)
- «Булава» — морская МБР Р-30 (РСМ-36)
- «Булава» — аппаратура закрытия информации магистральных линий связи Т-222
- «Булава» — корабельная антенна РТР
- «Булат» — РЛС бокового обзора Б-001 для Як-28БИ
- «Булат» — танк Т-64БМ
- «Булат» — корабельная БИУС (на ПЛ)
- «Булат» — бронетранспортёр
- «Бумеранг» — орбитальный возвращаемый аппарат
- «Бумеранг» — перспективная средняя колёсная унифицированная боевая платформа
- «Бумеранг» — противовертолётная мина ПВМ
- «Бумеранг-БМ» — необитаемый боевой модуль для оснащения боевых машин пехоты К-17, Б-11 и Т-15
- «Бункер» — комплект сооружения
- «Бункер» — автомобильная КВ радиостанция большой мощности радиосетей ГШ Р-100
- «Бункер» — корабельный СДВ радиоприёмник для ПЛ Р-684
- «Бункеровка» — тренажёр 2Х51 для обучения экипажей САУ
- «Бунтарь» — опытный танк об.477 («Боксёр»)
- «Бунтовщик» — стационарная защищённая станция спутниковой связи
- «Бур» — малогабаритный гранатометный комплекс МГК (ГК-62)
- «Бур» — танковый неуправляемый реактивный снаряд
- «Буран» — танковый ночной комплекс ТО1-КО1
- «Буран» — космический корабль многоразового использования 11Ф35 («Рассвет»)
- «Буран» — авиационный РЛК на Ан-72
- «Буран» — армейский грузовой автомобиль (на базе Урала)
- «Буран» — ЗРК
- «Буран» — корабельная станция обнаружения работающих РЛС МРКП-58
- «Буран» — стратегическая крылатая ракета М-40 (РСС-40)
- «Буран» — опытный НАР АРС-240 (С-24)/АРС-280
- «Буран» — автоматизированный комплекс связи надводных кораблей Р-782
- «Буратино» — 220-мм тяжёлая огнемётная система ТОС-1 (об.634)
- «Буревестник» — сторожевые корабли пр. 1135
- «Буревестник» — автомобиль для погранвойск УАЗ-31515
- «Буревестник» — самолёт-снаряд средней дальности П-100 для АПЛ
- «Буревестник» — авиационная автоматическая прицельно-поисковая система (АППС)
- «Буревестник» — навигационная РЛС МР-244М для надводных кораблей
- «Бурея» — корабельный комплекс управления артиллерийским огнём
- «Бурлак» — ракета-носитель запускаемая с самолёта
- «Бурлак» — проект унифицированной танковой башни
- «Бурлаки» — система авиационной буксировки истребителей за Ту-4
- «Бурун» — малый ракетный корабль пр. 1234.1 [Nanushka-III]
- «Бурун» — реактивная противолодочная система РБУ-4500А
- «Бурун» — корабельная РЛС
- «Бурун» — РЛС сопровождения в комплексе С-2 «Сопка»
- «Бурундук» — катер-водитель мишеней пр.1392
- «Буря» — межконтинентальная крылатая ракета В-350 Ла-350
- «Буря» — ракета-носитель (проект)
- «Буря» — авиационная сверхзвуковая КР Х-22 (К-22)
- «Буря» — корабельная система управления огнём РБУ «Смерч-2;3»
- «Буря» — гранатомёт-карабин
- «Буссоль» — стационарная береговая РЛС контроля надводной обстановки МР-232
- «Бустер» — подвижная мастерская техобслуживания и ремонта кабелей связи
- «Бутон» — космический комплекс обнаружения
- «Бутон» — машина связи и управления (РВСН)
- «Бухта» — крейсер управления пр.68У-1 (68У-2) (Жданов)
- «Бухта» — корабельная РЛС
- «Бухта» — корабельная система РЭБ[источник не указан 2627 дней]
- «Буян» — малые артиллерийские корабли пр. 21630
- «Буча» — взрывозащитный комплект
- «Бычок» — палубный штурмовик Ту-91
- «Бычок» — 7,62-мм опытный автомат ТКБ-408-2

### В
- «Ваза» — радиолокационно-приборный комплекс РПК-1 (1РЛ35)
- «Ваза» — КВ радиостанция фронтовой разведки Р-131
- «Вагон» — опытный автомобиль УАЗ-3172
- «Вайгач» — корабельная РЛС обнаружения надводных целей МР-212
- «Вайгач» — корабельная навигационная РЛС МР-231-3
- «Вакуум» — бронебойные оперённые подкалиберные снаряды 3БМ69 «Вакуум-1» и 3БМ70 «Вакуум-2»
- «Вал» — 9-мм автомат специальный (АС) (6П30)
- «Вал» — подвижный разведывательный пункт ПРП-3 (1Ж3)
- «Вал» — малый разведывательный корабль пр. 393А
- «Вал» — 90-мм реактивный осветительный снаряд 9М41
- «Валар» — ручной противотанковый гранатомёт
- «Валдай» — беспилотный авиационный комплекс на базе Элерона-10 для ФСБ России
- «Валерия» — станция радиотехнической разведки и пассивной локации
- «Вальщик» — 100-мм БПС к пушке МТ-12
- «Вампир» — 105,2-мм ручной противотанковый гранатомёт РПГ-29 (6Г20) (ТКБ-0175)
- «Вант» — 125-мм БПС 3БМ32(33)
- «Вант» — тяжёлый передвижной щит
- «Ваня» — ядерная авиабомба (изд. 242, 602)
- «Варан» — роботизированный технический комплекс (робот-сапёр)
- «Варево» — авиационная переносная УКВ радиостанция для авианаводчиков Р-853В1
- «Вариант» — морская МБР Р-39 (3М65) (РСМ-52) [SS-N-20 Styrgeon]
- «Вариант» — 40-мм гранатомёт-лопата
- «Варна» — струйный пехотный огнемёт СПО
- «Варта» — танковый (на Т-84) комплекс оптико-электронного подавления («Стража»)
- «Варшавянка» — дизель-электрические подводные лодки проекта 636 — модернизация проекта 877ЭКМ «Палтус»[Improved Kilo]
- «Варяг» — 9-мм самозарядный пистолет МР-445
- «Вахта» — самолётный цифровой навигационный комплекс НК-45
- «Василёк» — 82-мм автоматический миномёт 2Б9
- «Василёк» — радиолучевой периметральный датчик
- «Василёк» — радиотрансляционная линия РЛ-30-1М (1РЛ51М2)
- «Василёк» — подвижная многоканальная ДЦВ радиорелейная станция Р-404
- «Вега» — комплекс ДРЛО (Ан-71)
- «Вега» — трёхкоординатная станция радиотехнической разведки 85В6-А
- «Вега» — корабельная ГАС МГ-325
- «Вега» — ЗРК С-200В
- «Веер» — вертолётная радиотехническая система ближней навигации
- «Веер» — радиотехническая система траекторных измерений 52Н6
- «Веер» — АСУ зенитно-ракетной бригады ПВО
- «Веер» — малый штурмовой щит
- «Веер» — корабельный радиопеленгатор Р-718
- «Веер» — однопозиционное активное инфракрасное средство обнаружения для помещений
- «Вездесущий» — двухзвеньевые тягачи семейства ДТ-10ПМ, ДТ-30ПМ
- «Вездеход» — ботинки юфтевые с высокими берцами (БВБ)
- «Везувий» — разгонный блок РН «Энергия»
- «Веко» — двухспектральная обзорно-прицельная система
- «Вектор» — 9-мм автоматический пистолет СР-1 (6П53)
- «Вектор» — пневмовездеход
- «Вектор» — калибровочный (юстировочный) КА 11Ф633 («Тайфун-1»)
- «Вектор» — разведывательная подвижная станция РПС-6 (1РЛ234)
- «Вектор» — комплекс средств автоматизации зенитно-ракетной бригады Войск ПВО
- «Вектор» — анализатор сигналов радионавигационых станций Р-389
- «Вектор» — корабельный ракетный комплекс с ПКР КСС (проект)
- «Вектор» — морской измерительно-управляющий комплекс
- «Вектор» — стабилизатор танкового вооружения (на об.478)
- «Великан» — опытный реактивный бомбардировщик ЕФ-150
- «Вена» — 120-мм самоходное орудие 2С31
- «Венец» — авиационная аппаратура управления ракетным оружием
- «Веник» — авиационная система постановки активных помех
- «Вепрь» — бронеавтомобиль ГАЗ-3902
- «Вепрь» — 5,45-мм автомат
- «Вепрь» — 9/12,5-мм двухствольный пистолет для ВВС
- «Вепрь» — боевая машина разминирования БМР-3М (об.197)
- «Вепрь-12» — гладкоствольное самозарядное ружьё на основе РПК («Молот»)
- «Верба» — многоцелевая мина МЗУ-2
- «Верба» — опытная баллистическая ракета Р-12У (8К63К) с КСП ПРО
- «Верба» — средства прорыва ПРО МБР УР-100УТТХ (надувные ложные цели)
- «Верба» — аппаратура расшифровки данных с «Тестера»
- «Верба» — переносной зенитно-ракетный комплекс 9К333
- «Вереница» — проект малогабаритной МБР Ф-22
- «Вереск» — мобильная высокоточная однопунктная оптико-электронная станция
- «Вереск» — 9-мм пистолет-пулемёт СР-2
- «Вереск» — граната светозвуковая скрытого ношения
- «Верп» — базовый тральщик III серии пр. 53У
- «Вертикаль» — ракета-носитель для запуска высотных зондов
- «Вертикаль» — комплекс наблюдения и разведки с БПЛА
- «Вертун» — самолётная станция спутниковой связи
- «Верхушка» — авиационная система ориентации
- «Вершина» — подвижный радиовысотомер ПРВ-11 (1РЛ119)
- «Весна» — аппаратура ЗАС Т-206
- «Весна» — автомобильный КВ радиопеленгатор Р-316
- «Веста» — гидроакустическая станция
- «Вест» — самоходный ПТРК («Корнет» на шасси УАЗ-3151)
- «Вестерн» — серия камуфлированных стреляющих устройств (пистолет-авторучка и т. п.)
- «Вестерн» — бесшумный патрон с накатной пулей для стреляющих устройств типа «Вестерн»
- «Ветер» — корабельный противолодочный комплекс РПК-7 (86Р; 88Р) [SS-N-16 Stallion]
- «Ветер» — переносной комплект минирования ПКМ-1
- «Ветер» — авиационный навигационный комплекс
- «Ветер» — доплеровский измеритель скорости сноса ДИСС-1 (на Бе-10)
- «Ветка» — универсальный малогабаритный кумулятивный заряд УКМЗ
- «Вето» — насадка для метания взрывпакета из АК-74
- «Веха» — аппаратура ЗАС Т-205
- «Вечный» — эскадренный миноносец пр. 956У
- «Вешка» — спасательный радиобуй
- «Вешка» — геодезическая аппаратура потребителей 14Ц828 прецизионной точности СНС ГЛОНАСС
- «Взлёт» — корабельный БПЛА
- «Взлёт» — многоочаговая светошумовая граната
- «Взлёт» — система управления полётом крылатой ракеты КСР-5
- «Взлёт» — проект ракеты-носителя 11К65МУ(«Космос-3МУ»)
- «Взломщик» — 7,62-мм снайперская винтовка СВ-98) (6С11)
- «Взмах» — нож разведчика специальный НРС
- «Виварий» — АСУ бригады реактивной артиллерии (РСЗО «Смерч») 1К123
- «Видеолокатор-Дозор» — автономный пост видеотепловизионного наблюдения
- «Видимость» — бортовой авиационный радиолокатор посадки
- «Визави» — портативная КВ радиостанция Р-162-01
- «Визит» — бронежилет
- «Визир» — корабельный КВ радиопеленгатор для ПЛ Р-704
- «Визир» — панорамный обнаружитель Р-381Т1-5 станции РТР Р-318Т1
- «Викинг» — 9-мм самозарядный пистолет МР-446 (экспортный)
- «Викинг» — гусеничные машины семейства ГМ-5970
- «Виконт» — УКВ радиостанция Р-158
- «Винт» — корабельная станция определения кавитации (МГ-512)
- «Винт» — опытная НАР ТРС-82М
- «Винторез» — 9-мм винтовка снайперская специальная ВСС (6П29)
- «Винтук» — опытный пистолет ограниченного поражения МР-472
- «Виньетка» — низкочастотная активно-пассивная ГАС
- «Виола» — серия служебных средств УКВ радиосвязи Р-838. Разрабатывалась для военных и гражданских аэродромных служб, в дальнейшем применялась структурами МО, МВД, КГБ, МГА, морского и речного флота Союза ССР  -  «Виола-А» — абонентская радиостанция    -  «Виола-АА» — автомобильная радиостанция      -  «Виола-АА-ДС» — автомобильная радиостанция

    -  «Виола-АД» — стационарная радиостанция с дистанционным управлением (первая в стране радиостанция с микропроцессорным управлением, 1985 год)
    -  «Виола-АМ» — мотоциклетная радиостанция
    -  «Виола-АП» — радиостанция для пожарных машин
    -  «Виола-АС» — стационарная радиостанция

  -  «Виола-Л» — линейная радиостанция-ретранслятор
  -  «Виола-М» — радиостанция
  -  «Виола-Н» — носимая радиостанция
  -  «Виола-П» — портативная радиостанция
  -  «Виола-С» — стационарная радиостанция
  -  «Виола-Ц» — центральная стационарная радиостанция    -  «Виола-Ц-АД» — центральная стационарная радиостанция
- «Вираж» — авиационная система РТР СРС-4; СРС-9
- «Вираж» — КВ-СВ радиоприёмник (радиоразведка)
- «Вираж» — ГСН 9Э47 (ЗУР 9М37)
- «Вираж» — высокоскоростная малоразмерная ракета-мишень 9М316М
- «Вискоза» — автоматизированная система управления ракетной бригады 1К120 (система управления нанесением ударов)
- «Висла» — РЛС
- «Висла» — авиационный магнитометр
- «Витебск» — авиационный комплекс РЭБ
- «Витим» — быстроразвертываемая радиолучевая сигнализационная система
- «Виток» — 33-мм универсальный портативный гранатометный комплекс (ГПМ-33 (он же РГС-33))
- «Виток» — СДВ радиоприёмник Р-391
- «Витрина» — 50-мм надульный гранатомётный комплекс (на АКС-74У)
- «Витязь» — двухзвенные вездеходы ДТ-10, ДТ-20, ДТ-30
- «Витязь» — зенитный ракетный комплекс С-350 (50Р6А)
- «Витязь-2000» — проект многоцелевого истребителя
- «Витязь» — 9-мм пистолет-пулемёт ПП-19-01-20 (на базе АК-104)
- «Витязь» — перспективный ЗРК средней и малой дальности
- «Витязь» — разгрузочный жилет
- «Вихрь» — большой торпедно-ракетный катер пр. 206 [Shershen]; 206МР [Matka]; пр.02065 [Vliss]
- «Вихрь» — авиационный ПТРК 9К121 [AT-16 Scallion] [AT-9 Whirlwind]
- «Вихрь» — корабельный ЗПРК
- «Вихрь» — корабельный противолодочный комплекс РПК-1 [SUW-N-1 / FRAS-1]
- «Вихрь» — морской пожарно-спасательный буксир [Iva]
- «Вихрь» — 9-мм малогабаритный автомат СР-3
- «Вихрь» — авиационный радиоприцел
- «Вихрь» — корабельный СДВ радиоприёмник Р-677
- «Вихрь» — авиационные автоматические орудия
- «Вихрь» — 364-мм тактический ракетный комплекс (БР-215)
- «Вихрь» — разгонный блок для РН «Энергия» (проект)
- «Вихрь» — система управления КРДД Х-45 на Т-4
- «Вишня» — авиационная станция радиоперехвата
- «Вишня» — боевой нож для спецподразделений
- «Вишня» — корабельная радиостанция
- «Вишня» — 100мм снаряд 3УОФ19-1 для пушки БМП-3.
- «Вишня» — аппаратура адаптации Р-016В
- «Владимир» — основной боевой танк Т-90А
- «Водичка» — войсковое средство ремонта (РТВ ПВО)
- «Водник» — БТР, автомобиль (ГАЗ-3937)
- «Водолей» — вертолёт, летающая лаборатория Ми-6ВР
- «Водопад» — противолодочный ракетно-торпедный комплекс РПК-6М [SS-N-16 Stallion]
- «Воевода» — тяжёлая МБР Р-36М2 (РС-20В) [SS-18 mod.5 Satan] [SS-X-26]
- «Возгонка» — резак пиротехнический малогабаритный РПМ-20
- «Воздух» — АСУ соединениями и частями воздушной армии
- «Воздух» — авиационный рентгенометр
- «Воздушный старт» — авиационный ракетно-космический комплекс (Ан-124АРКК)
- «Воин» — тяжёлый защитный комплект
- «Воин» — серия камуфлированных стреляющих устройств
- «Вокзал» — патрон к стреляющим устройствам типа «Вестерн»
- «Волан» — спасаемый летательный аппарат
- «Волат» — серия тяжёлых автомобилей МЗКТ
- «Волга» — стационарный ЗРК (экспортный С-75)
- «Волга» — корабельная РЛС МР-310У
- «Волга» — баллистическая ракета Р-1 [SS-1 Scunner]
- «Волга» — проект оперативно-тактического ракетного комплекса 9К716
- «Волга» — 12,7-мм снайперская винтовка В-94 (ОСВ-96)
- «Волга» — авиационная аппаратура системы управления КР КСР-5
- «Волга» — РЛС СПРН П-8
- «Волк» — перспективный бронеавтомобиль ВПК-3927  -  «Волк-1» — ВПК-39271 — модификация с колёсной формулой 4×4 рамной конструкции с защищённым однообъёмным функциональным модулем
  -  «Волк-2» — ВПК-39272 — модификация с колёсной формулой 4×4 с открытым модулем для перевозки грузов и личного состава с возможностью установки функциональных модулей
  -  «Волк-3» — ВПК-39273 — модификация с колёсной формулой 6×6 с функциональным модулем для перевозки личного состава
  -  «Волк-4» — ВПК-39274 — модификация с колёсной формулой 6×6 с противоминной защитой
- «Волна» — ЗУР к ЗРК «Шторм»
- «Волна» — система управления огнём танка Т-55
- «Волна» — ракета-носитель (на базе МБР РСМ-50)
- «Волна» — перископ астрокорректора
- «Волна» — БРПЛ Р-11ФМ [Scud-A] комплекса Д-1
- «Волна» — колёсный самоходный паром БАЗ
- «Волна» — морской ЗРК [SA-N-1 Goa]
- «Волна» — дизель-электрическая ПЛ АВ-611 [Zulu-V]
- «Волна» — радиоприёмное устройство
- «Волна» — корабельный ракетный комплекс ЧМ-1 с КР 10ХН
- «Волна» — 23-мм патрон с инертным контейнером для учебно-тренировочной стрельбы  -  «Волна-Р» — 23-мм патрон с резиновой пулей
- «Волна» — авиационная аппаратура обнаружения и регистрации ЭМИ
- «Волна» — универсальный ракетный комплекс М-1 с ракетой В-600 (4К90)
- «Волна» — аппаратура ЗАС Т-204
- «Волна» — ретранслятор правительственной связи на КА «Экспресс»
- «Волнение» — термобарическая ГЧ 9М216 (боеприпасы к РСЗО «Смерч»)
- «Волнение» — радиовзрыватель 9Э371, 9Э381 (для боевых элементов кассетных головных частей РС РСЗО)
- «Волнорез» — малогабаритный комплекс постановки помех, навешиваемый на технику с помощью мощного магнита, закреплённого в основании конусообразного корпуса. Каждый модуль соответствует своему диапазону подавления и является независимой единицей. В систему могут быть подключены до 8 модулей  -  «Волнорез-Н» — комплекс постановки помех с питанием от аккумуляторов ЗУБР
- «Волхов» — стационарный ЗРК С-75М2
- «Волхов» — мобильный ЗРК С-300ПС; ПМ; ПМУ1 [SA-10 Grumble mod.B]
- «Волхов» — морской ЗРК М-2 [SA-N-2 Guideline]
- «Волхов» — корабельная радиостанция
- «Волхов» — авиационный радиоприёмник на Ил-38
- «Вольфрам» — возбудитель ВД-43;-54 для передатчиков
- «Вольфрам» — АСУ торпедной стрельбой на ПЛ
- «Воркута» — авиационный скафандр
- «Ворон» — реактивная зенитная система РЗС-115
- «Ворон» — сверхзвуковой подвесной беспилотный самолёт-разведчик
- «Ворон» — объёмно-детонирующие авиабомбы ОДАБ-500, ОДАБ-500П
- «Ворон» — тактический ракетный комплекс 3Р7
- «Ворон» — периметровая волоконно-оптическая система сигнализации
- «Ворон» — проект БПЛА
- «Ворон» — серия бронежилетов
- «Воронеж» — загоризонтная РЛС дальнего обнаружения 77Я6 СПРН
- «Ворох» — комплект взрывных зарядов
- «Ворошиловец» — тяжёлый артиллерийский тягач
- «Ворчун» — самолётная станция спутниковой связи
- «Ворчун» — 7,62-мм бесшумный револьвер РСС (ОЦ-38)
- «Восток» — серия космических аппаратов фоторазведки
- «Восток» — космический корабль 11Ф63
- «Восток» — десантный катер пр. 1733
- «Восток» — ракета-носитель 8К72 (Р-7)
- «Восток» — РЛС ПВО
- «Восток» — 5,6-мм вышибной патрон (7Щ1)
- «Восторг» — авиатранспортабельная дорожно-землеройная машина АДЗМ
- «Восход» — авиационная система управления вооружением СУВ-25Т
- «Восход» — корабельная РЛС МР-600
- «Восход» — наземный стартовый комплекс 11К65
- «Восход» — ракета-носитель 11А57
- «Восход» — космический корабль
- «Восход» — авиационная станция РТР
- «Восход» — демодулирующая аппаратура Р-374В-2
- «Вощина» — новое семейство автомобилей БАЗ
- «Вояж» — 9-мм автомат малогабаритный СР.3, камуфлированный в дипломате
- «Впрыск» — ручная граната слезоточиво-раздражающего действия
- «Вспышка» — магистральный КВ приёмник Р-160П
- «Встреча» — авиационный пеленгатор перехвата
- «Встреча» — космический аппарат-мишень ИС-М (5В91Т)
- «Всход» — самоходный зенитный ракетный комплекс 9К37М1-2А
- «Вуаль» — 50-мм портативное стреляющее устройство (УС-50)
- «Вул» — 7,62-мм пистолет самозарядный специальный ПСС (6П28)
- «Вулкан» — ракета-носитель 11К37 (РЛА-130)
- «Вулкан» — ПКР П-1000 (3М70) [SS-N-27]
- «Выбор» — ПКП
- «Выдра» — комплект тактического снаряжения
- «Выдра» — десантная баржа пр. 1176
- «Вызов» — защитный бронекомплект
- «Вымпел» — корабельная РЛС управления огнём АУ АК-630 (МР-123/176)
- «Вымпел» — корабельный комплекс РЭП
- «Вымпел» — система навигации и посадки (ВКС «Буран»)
- «Выпь» — аэростат-ретранслятор для ВВС
- «Выпь» — разгрузочный жилет
- «Вырез» — бесшумный резак пиротехнический малогабаритный РПМ-10
- «Выруб» — разрушитель взрывных устройств
- «Выруб» — 50-мм граната ГВ-50 для экстренного вскрытия дверей для гранатомета РГС-50
- «Выруб» — изделие для метания гранаты ГВ-50 из гранатомета РГС-50
- «Высота» — радиостанция Р-140М
- «Высота» — ракета-носитель на базе БРПЛ РСМ-45
- «Высота» — корабельный противолодочный комплекс РПК-1 («Вихрь»)
- «Высота» — подвесные фильтры-гондолы для забора проб воздуха на радиоактивность на МиГ-25ЛЛ
- «Выстрел» — переносная УКВ радиостанция Р-129
- «Выстрел» — танковая КВ радиостанция Р-130
- «Выстрел» — граната светозвуковая, закамуфлированная под Ф-1
- «Выстрел» — бронированная пограничная машина БПМ-97 (КАМАЗ-43296)
- «Выхлоп» — 12,7-мм бесшумная снайперская винтовка ВССК (6С8)
- «Вычегда» — корабельная ГАС целеуказания МГ-311
- «Вьюга» — корабельный противолодочный комплекс РПК-2 (81Р) [SS-N-15 Starfish]
- «Вьюга» — система управления противорадиолокационными ракетами (Воздух-Земля) БА-58
- «Вьюга» — пассивная радиолокационная ГСН
- «Вьюга» — автоматизированная система приёма-передачи сигналов боевого управления по радио (РВСН)
- «Вьюга» — коллиматорный прицел для АК
- «Вьюн» — ручная граната
- «Вьюшка» — ручная граната комбинированного действия (светошум. + резиновая картечь)
- «Вяз» — корабельный КВ радиопередатчик Р-640

### Г
- «Гавот» — пьезоэлектрический датчик для КС-185
- «Гавот» — вибрационное средство обнаружения для блокировки водопропусков
- «Гагара» — спасательный катер проекта 14010 (авиадесантируемый)
- «Гагара» — 240-мм активно-реактивная мина
- «Гагара» — авиационный магнитометр на Бе-6
- «Гагара» — авиационная ИК поисковая противолодочная система
- «Газель» — бронированный спецавтомобиль для МВД СПМ-2
- «Газетчик» — станция защиты РЛС от противорадиолокационных ракет (34Я6)
- «Газон» — корабельный комплекс наведения истребительной авиации
- «Газон» — аппаратура РЭБ
- «Газон» — семейство проводноволновых периметровых средств обнаружения
- «Гайдук» — корвет проекта 58250 (проект)
- «Гайдук» — быстроразвертываемая радиотехническая система на основе ЛВВ (гражданский вариант — Виадук)
- «Гал» — шестиствольный миномёт
- «Галантерея» — разгрузочный жилет
- «Галерея» — однопозиционное радиолучевое средство обнаружения с возможностью организации санкционированных проходов
- «Галл» — 82-мм бесшумный миномёт 2Б25 (ОКР «Супермодель»)
- «Галс» — корабельная/авиационная РЛС
- «Галс» — геостационарный спутник связи 17Ф71(73)
- «Галс» — авиационная трансляционная приставка к РЛС
- «Гамбринус» — радиолокационно-тепловизионный комплекс контроля надводной обстановки
- «Гамма» — мобильная РЛС большой дальности
- «Гамма» — танковая аппаратура топопривязки
- «Гамма» — панхроматическая съёмочная аппаратура для ИСЗ «Минитор»
- «Гамма» — авиационный радиолокатор вооружения (Ан-8)
- «Гамма» — автономный астрофизический комплекс 19К-А30
- «Гамма» — станционная аппаратура
- «Гамма» — гидроакустическая станция звукоподводной связи ПЛ с водолазами МГВ-5П
- «Ганг» — ЗРК (экспортный Бук)
- «Гангутец» — сторожевой корабль проекта 35 [Mirka-I]
- «Ганимед» — авиасбрасываемый спасательный контейнер
- «Гардения» — авиационная станция РЭП Л-203И
- «Гардиан» — бронетранспортёр
- «Гардина» — сигнализационная система обеспечения охраны госграницы С-175
- «Гармонь» — малогабаритная переносная РЛС обнаружения воздушных целей 1Л122М
- «Гарпия» — сигнализационный комплекс
- «Гарпия» — низкоуровневая телевизионная камера
- «Гарпун» — корабельная РЛС целеуказания 4Ц53
- «Гарпун» — ГСН на КР Х-45
- «Гарпун» — быстроходный патрульный катер А77
- «Гарпун» — система авиабуксировки МиГ-15 с помощью Ту-4
- «Гарпун» — переносная станция наземной разведки ПСНР-3 (1РЛ129)
- «Гарпун-Бал» — РЛК
- «Гваюла» — радиорелейная станция миллиметрового диапазона
- «Гвоздика» — 122-мм самоходная гаубица 2С1
- «Гвоздика» — авиационная станция РЭП СПС-143
- «Гвоздика» — генератор опорной частоты до Гиацинта
- «Гвоздь» — 40-мм газовый (CS) выстрел к ГП-25
- «Гвоздь» — 125-мм опытный танковый КУВ (позже стал КУВ «Кобра»)
- «Гейзер» — КА-ретранслятор 11Ф663 («Поток»)
- «Гектор» — КА фоторазведки 11Ф690 («Зенит-2М»)
- «Гелий» — авиационный бортовой связной КВ передатчик Р-836УМ
- «Гелиос-РЛД» — проект беспилотного летательного аппарата разработки компании Кронштадт
- «Генератор» — специальная ГЧ для ракет Р-2
- «Генетика» — набор для исследования документов
- «Гео» — пилотажные очки ночного видения III поколения
- «Георгин» — радиолучевое средство обнаружения РЛД-73
- «Геотон» — спектрозональная съёмочная аппаратура для космического комплекса «Ресурс»
- «Геофизика» — стратосферный самолёт-разведчик М-55
- «Геофизика» — авиационные очки ночного видения
- «Геофил» — тренажёр наводчика танка
- «Гепард» — автомобиль оперативной связи
- «Гепард» — сторожевой корабль проекта 11661 («Татарстан») [Gepard]
- «Геракл» — сверхтяжёлый двухбалочный самолёт
- «Геракл» — КА фоторазведки 11Ф692М («Зенит-4МКМ»)
- «Геракл» — радиовзрыватель 9-А-8712 (для 500 кг авиабомб)
- «Герань» — инфракрасная система предупреждения
- «Герань» — копия иранских БПЛА Shahed-136
- «Герань» — специальная ГЧ для ракет Р-2
- «Герань» — авиационная станция активных помех СПС-162
- «Герань» — бортовая испытательная аппаратура на самолёте Ли-2ЛЛ
- «Герань» — химическая боевая часть неуправляемой баллистической ракеты 9М21Г комплекса 9К52 «Луна-М»
- «Герб» — сейсмическое средство обнаружения
- «Гербицид» — быстроразвертываемый комплекс охраны временных стоянок самолётов
- «Геркулес» — корабельная ГАС ГС-572
- «Геркулес» — береговая СДВ радиостанция
- «Геркулес» — межорбитальный буксир 17Ф11 с ядерным ракетным двигателем (проект)
- «Гермес» — САУ (2х155-мм)
- «Гермес» — управляемое вооружение КМ-5
- «Гермес» — спутник фоторазведки
- «Гермес» — перспективный высокоточный ПТРК большой дальности
- «Гжель» — бронежилет
- «Гиацинт» — семейство 152-мм артиллерийских орудий в самоходном (литера «С») и буксируемом (литера «Б») вариантах  -  «Гиацинт-Б» — 152-мм самоходная пушка 2C5 (объект 307)    -  «Гиацинт-БК» — опытная версия 2А43 с картузным заряжанием разработки ОКБ-9
    -  «Гиацинт-БК-1» — опытная версия 2А53 с картузным заряжанием разработки КБ Завода имени Ленина
    -  «Гиацинт-БК-1М» — опытная версия 2А53М с картузным заряжанием разработки КБ Завода имени Ленина

  -  «Гиацинт-С» — 152-мм буксируемая пушка 2А36
- «Гиацинт» — генератор опорной частоты
- «Гибка» — турельная установка 3М47 для ПЗРК «Игла»  -  «Гибка-Р»
  -  «Гибка-М5» — турельная установка для поражения воздушных низколетящих со скоростями до 400 м/с целей днём и ночью
  -  «Гибка-М6» — турельная установка для поражения воздушных низколетящих со скоростями до 400 м/с целей днём и ночью
  -  «Гибка-С» — самоходный зенитно-ракетный комплекс на шасси бронеавтомобиля «Тигр»
- «Гибка» — зенитный ракетный комплекс на шасси ВПК-233116
- «Гибрид» — неконтактный взрыватель 9Э328
- «Гигиена» — мобильная станция очистки и консервирования воды СКО-10 для инженерных войск производительностью 8-10 м³ питьевой воды в час на шасси Урал-532361
- «Гидрограф» — система морского оружия
- «Гильза» — перспективный БТР (БТР-92?)
- «Гиндукуш» — спасательное судно проекта 05430 (проект)
- «Гиперон» — прицел снайперский панкратический 1П59
- «Гиря» — гирокомпас
- «Глаз» — танковый управляемый снаряд
- «Глаз» — опытный ПТРК
- «Глет» — радиостанция
- «Глобус» — космический комплекс системы спутниковой связи ЕССС-2
- «Глобус» — серия космических аппаратов
- «Глобус» — РЛ-система посадки
- «Глобус» — испытательный КА 17Ф15 («Радуга-1»)
- «Глубина» — СДВ радиолиния скрытной связи (морская)
- «Глубина» — корабельный СДВ радиоприёмник для ПЛ Р-676
- «Глубина» — глубоководный аппарат проекта 952 (проект)
- «Гневный» — эскадренный миноносец проекта 57-бис [Krupny]
- «Гнейс» — самолётная РЛС
- «Гном» — 12,5-мм револьвер ОЦ-20
- «Гном» — подвижный РК с малогабаритной крылатой МБР (проект)
- «Гном» — 40-мм ручной шестизарядный револьверный гранатомёт РГ-6 (6Г30)
- «Гном» — генератор шума
- «Гном» — самоприцеливающийся боевой элемент 9Н282 для кассетных БЧ
- «Гоби» — электросигнализационный комплекс для охраны государственной границы (КС-185)
- «Гоблин» — 9-мм пистолет-пулемёт
- «Гобой» — носимо-возимый ПТРК 9К111-1 («Конкурс»)
- «Гобой» — установка разминирования УР-88 (объект 190)
- «Годограф» — семейство вибрационных и сейсмических периметровых средств обнаружения
- «Голец» — морская мина
- «Голиаф» — береговая СДВ радиостанция
- «Голотурия» — станция наземной артиллерийской разведки 1РЛ232МП-К
- «Голубая акула» — проект катера-экраноплана
- «Гонец» — серия космических аппаратов (связь)
- «Горбач» — штурмовик/разведывательный самолёт Ил-20 [Coot]
- «Горгона» — проект контейнера морского десантирования (модификация «Ганимеда»)
- «Горец» — многофункциональная инженерная дорожная машина МИДМ
- «Горец» — 120-мм минометный комплекс МЗ-304 на базе бронеавтомобиля «Тигр-М»
- «Горец» — специальный бронированный автомобиль КамАЗ-3958 на базе КамАЗ-43501
- «Гориец» — защищённая антенна для КП
- «Горизонт» — корабельный навигационный комплекс
- «Горизонт» — гидроакустический измеритель скорости звука МГ-43 для ПЛ
- «Горизонт» — КА связи 11Ф662
- «Горизонт» — стабилизатор танкового вооружения СТП-1
- «Горизонт» — РЛС П-18
- «Горизонт» — стационарная ТРС станция
- «Горизонт» — радиокомандная система наведения с земли на МиГ-17ПФГ
- «Горностай» — сторожевой корабль проекта 50 [Riga]
- «Горьковчанин» — комплекс РЛ-разведки
- «Горка» — серия полевых костюмов для горно-стрелковых войск
- «Горн» — ПКП
- «Горн» — проект МБР
- «Горнист» — радиолокационная станция 1Л121
- «Горностай» — патрульный катер проекта 20990
- «Горностай» — сторожевой корабль проекта 50 (Леопард) [Riga]
- «Город» — разгрузочный жилет
- «Горчак» — универсальное огневое сооружение
- «Горьковчанин» — вертолётный комплекс радиолокационной разведки 1К130 с вертолётом Ка-31
- «Госпиталь» — программно-технический комплекс 3 ЦВКГ (83Т94)
- «Граб» — исследовательский Ту-22М
- «Граб» — корабельная автоматизированная система управления 3Р-13.9
- «Гравий» — корабельный РЛК
- «Град» — 122-мм реактивная система залпового огня 9К51 БМ-21 на шасси Урал-375 (БМ-21 2Б5) и Урал-4320 (БМ-21-1 2Б17)  -  «Град-1» — 122-мм реактивная система залпового огня 9К55 9П138 на шасси ЗиЛ-131
  -  «Град-В» — 122-мм воздушно-десантная реактивная система залпового огня 9К54 БМ-21В на шасси ГАЗ-66
  -  «Град-ВД» — 122-мм воздушно-десантная реактивная система залпового огня 9К54 БМ-21ВД на базе БТР-Д
  -  «Град-М» — 122-мм корабельная реактивная система залпового огня А-215 с 22-ствольной пусковой установкой
  -  «Град-П» — 122-мм лёгкая переносная реактивная система залпового огня 9П132
- «Град» — 140-мм корабельная РСЗО С-39
- «Град» — самолётный радиолокационный дальномер СРД-3
- «Град» — опытный четырёхствольный подводный пистолет
- «Град» — авиационная противосамолётная заградительная система
- «Град» — авиационный радиодальномер СРД-3
- «Град» — разгрузочный жилет
- «Градус» — СВ-пеленгатор (морская радиотехническая разведка)
- «Гранат» — стратегическая КРМБ КР-55 (3М10) С-10 [SS-N-21 Sampson]
- «Гранат» — радиостанция Р-113
- «Гранат» — 40-мм подствольный гранатомёт ГП-30У (экспортный)
- «Гранат» — фотоприёмное устройство для космических аппаратов
- «Гранат» — обнаружитель скрытых объектов
- «Гранат» — опытный танк (бронеобъект)
- «Гранат» — радиовысотомер А-068-01А
- «Гранат» — морской минный тральщик-вертолётоносец проекта 923 (проект)
- «Гранильщик» — гусеничный минный заградитель ГМЗ-3 (объект 318)
- «Гранит» — сборное железобетонное сооружение
- «Гранит» — система охраны особо важных объектов
- «Гранит» — ракетный комплекс П-700 и ПКР 3М45 [SS-N-19 Shipwreck]
- «Гранит» — ПКП на базе МАЗ-543 («Барьер»)
- «Гранит» — проект двухступенчатой баллистической ракеты
- «Гранит» — атомные подводные лодоки с крылатыми ракетами П-700 «Гранит» проекта 949 [Oscar-I]
- «Гранит» — радиорелейная радиостанция Р-416Г
- «Гранит» — ремонтно-диагностический комплекс
- «Гранит» — АСУ 5Д91
- «Гранит» — комплекс технических средств подвижной радиотелефонной связи (Р-169 и П-227БРМ)
- «Гранит» — проект берегового ПКР комплекса
- «Гранит» — телефонно-телеграфная радиостанция спецназа ВМФ
- «Граница» — автоматизированная система охраны государственной границы
- «Грант» — малогабаритный БПЛА
- «Грань» — 120-мм артиллерийский КУВ КМ-8
- «Грань» — геостационарный КА военной связи 11Ф638 («Радуга»)
- «Грань» — серия бронежилетов
- «График» — специальная радиостанция космической связи
- «Графит» — корабельная МВ радиостанция Р-619
- «Графит» — бортовая аппаратура командно-программно-траекторной радиолинии КПТРЛ для КА «Янтарь»
- «Грация» — лёгкий бронежилет (женский)
- «Грач» — 9-мм пистолет ПЯ Ярыгина (6П35)
- «Грач» — самолёт Су-25 [Frogfoot]
- «Гребень» — авиационная курсовая система
- «Гребешок» — авиационная панорамная РЛС обнаружения и ретрансляции
- «Гребешок» — опытный вертолёт воздушный пеленгатор Ми-10ГР
- «Гребешок» — радиостанция для поиска и перехвата радиорелейных связей Р-343
- «Грезы» — сейсмомагнитометрическое маскируемое средство обнаружения
- «Гремящий» — большой противолодочный корабль проекта 57А [Kanin]
- «Гренадер» — комплект боевой защитной экипировки
- «Гринда» — система подготовки торпедных аппаратов (СПТА)
- «Гриф» — быстроходный патрульный катер проекта 1400 [Zhuk]
- «Гриф» — датчик солнца
- «Гриф» — 152-мм осколочно-фугасный снаряд 3ОФ25
- «Гриф» — радиовзрыватель ЗУР «400»
- «Грифель» — артиллерийское вооружение
- «Грифон» — катер проекта 14006 (с ракетным комплексом «Атака»)
- «Грифон» — двухспектральная система видеонаблюдения
- «Гроза» — стрелково-гранатомётный комплекс ОЦ-14  -  «Гроза-1» — вариант ОЦ-14-1А под патрон 7,62×39 мм
  -  «Гроза-4» — вариант ОЦ-14-4 под патрон 9×39 мм
- «Гроза» — 7,62-мм малогабаритный специальный пистолет МСП
- «Гроза» — корабельная РСЗО МС-73 (Град-М) и её ПУС
- «Гроза» — прибор управления торпедной стрельбой
- «Гроза» — серия самолётных метеонавигационных локаторов
- «Гроза» — проект палубного ударного самолёта
- «Гроза» — авиационная РЛС (проект комплекса перехвата К-100)
- «Гроза» — оптический прицел бомбардировочный ОПБ-15Т на Ту-160
- «Гроза» — проект тяжёлой ракеты-носителя РЛА-110 (на базе РН «Энергия»)
- «Гроза» — стабилизатор танкового вооружения
- «Гроза» — водометный спецавтомобиль
- «Гроза» — танк Т-80 (объект 219 сп.2)
- «Гроздь» — 50-мм пиропатрон инфракрасный ППИ-50 (Л-043)
- «Грозный» — ракетный крейсер проекта 58
- «Гром» — авиационная ракета Х-23 (X-66) класса «воздух-земля»
- «Гром» — 73-мм гладкоствольное орудие 2А28 (ТКБ-04) для БМП
- «Гром» — опытный ПКР комплекс П-750 (3М25) [SS-N-24 Scorpion]
- «Гром» — РЛС система управления корабельным ЗРК «Шторм»
- «Гром» — экспериментальная 80-мм РСЗО (НУРС С-8) для ВДВ
- «Гром» — станция орудийной наводки СОН-15
- «Гром» — БРПЛ Р-39М
- «Гром» — оперативно-тактический ракетный комплекс (Украина)
- «Гром» — сторожевой корабль проекта 12441 («Новик»)
- «Гром» — комплекс вооружения (боевой модуль) для бронетехники
- «Гром» — стабилизатор танкового вооружения ПУОТ-2
- «Гром-Э1» — корректируемая планирующая авиационная бомба с ракетным двигателем
- «Грот» — навигационная аппаратура потребителя (ГЛОНАСС-Navstar)
- «Грот» — телефонный аппарат
- «Груша» — аппаратура телевизионной трансляции
- «Груша» — малый БПЛА
- «Груша» — ПЛ с крылатыми ракетами проекта 667АТ [Yankee-Notch]
- «Губка» — датчик сигнализации
- «Гукол» — метеорадиолокатор
- «Гуммит» — авиационный маяк-ответчик
- «Гурзуф» — корабельная станция РЭП МП-150
- «Гусар» — автомобиль УАЗ-3153Г (ТС-3132) с вооружением (ПК и АГС)
- «Гусар» — бронежилет
- «Гусар» — бронированная командирская (санитарная) машина УАЗ-2966 (на базе УАЗ-3159)
- «Гусеница» — тяжёлый механизированный мост ТММ-6 на шасси колёсного тягача МЗКТ-7930
- «Гусь» — планка для установки фонаря на автомат (Б-9)
- «Гюйс» — корабельный КВ радиоприёмник Р-697
- «Гюйс» — корабельная РЛС обнаружения надводных и воздушных целей
- «Гюрза» — 9-мм автоматический пистолет СР-1 (Вектор)
- «Гюрза» — ЗРК 9А34А (модернизация на базе ЗРК «Стрела-10М»)
- «Гюрза» — 125-мм опытное танковое управляемое вооружение для Т-64А
- «Гюрза» — корабельный трал ПКУМ
- «Гюрза» — техническая система охраны периметра
- «Гюрза» — серия боевых ножей
- «Гюрза» — корабельный комплекс оптико-электронного подавления

### Д
- «Даль» — комплекс дистанционной химической разведки КДХР-1Н
- «Даль» — ЗРК большой дальности с ракетой 5В11
- «Даль» — КВ приёмник (другое обозначение — КВ, «Даль-М» — КВ-М)
- «Дальномер» — неконтактный взрыватель малокалиберного снаряда
- «Дальность» — автоматизированная радиолиния скрытной связи (морская)
- «Дамба» — 122-мм противодиверсионная РСЗО ДП-62 (БМ-21ПД)
- «Данко» — разведывательный комплекс
- «Дань» — комплекс воздушной мишени
- «Дарьял» — надгоризонтная РЛС СПРН 90Н6
- «Даугава» — вынесенная приёмная позиция 5У83 для РЛС «Днепр»
- «Даурия» — поисково-спасательное судно проекта 596П
- «Двина» — авиационная КВ радиостанция РСБ
- «Двина» — стационарный ЗРК С-75 (В-750) [SA-2 Guideline]
- «Двина» — шахтная пусковая установка для Р-12
- «Двина» — авиационный СВ-КВ приёмник УС-8
- «Двухсотник» — ИМР-2Е - модернизация ИМР-2 для ликвидации аварии на ЧАЭС, обеспечивала до 250 раз уменьшение влияния радиации на экипаж, изготовлено 3 экз.
- «Дебаркадер» — переносная корабельная аварийная станция спутниковой связи Р-667
- «Дева» — 82-мм миномёт 2Б24
- «Девиз» — прибор управления торпедной стрельбой
- «Деймос» — командно-штабные машины Р-142Н, Р-142Д  -  «Деймос-Д» — командно-штабная машина ВДВ Р-142Д на шасси ГАЗ-66Б с КУНГом КМ-66ДС
  -  «Деймос-Н» — командно-штабная машина Р-142Н на шасси ГАЗ-66
- «Дейтерий» — подвижный разведывательный пункт ПРП-4М (1В145) на шасси БМП-2
- «Дека» — радиолокационная мишень
- «Дельта» — авиационная станция наведения ракет (Воздух-Земля)
- «Дельта» — система 3А-99 гиростабилизации боевого модуля ЗРАК 3М-89
- «Дельта» — автоматизированный радиолокационный и связной комплекс 29Н6
- «Дельфин» — атомные подводные лодки с баллистическими ракетами (РПКСН) проекта 667БДРМ [Delta-IV]
- «Дельфин» — РЛС ПВО П-8
- «Дельфин» — погружающийся ракетный катер проекта 1231 (опытный)
- «Дельфин» — катер на подводных крыльях проекта 133 (Антарес) [Muravey]
- «Дельфин» — машина радиационной, химической и биологической разведки БРДМ-2РХБ
- «Дельфин» — проект ракетного танка (об.431)
- «Дельфин» — проект авианесущего катамарана
- «Дельфин» — автоматизированная система управления радиоразведкой Р-730
- «Дельфин» — сторожевой корабль проекта 1159 [Koni]
- «Дельфин» — спасательное судно проекта 21300
- «Дельфин» — учебно-тренировочный самолёт Л-29
- «Дельфин» — серия вибрационных периметровых средств обнаружения
- «Демонстратор» — самолёт летающая лаборатория (Ил-76МФ)
- «Деривация-ПВО» — плавающая боевая машина (БМ), вооружённая 57-мм пушкой 2А90 2С38 ЗАК-57
- «Десерт» — РЛС ПВО П-12НМ
- «Десна» — РЛС ПВО 22Ж6М
- «Десна» — ЗРК С-75М
- «Десна» — шахтная пусковая установка 8П775 для Р-9А
- «Десна» — авиасбрасываемая морская мина
- «Десна» — ремонтная машина гусеничная РМ-Г (объект 507)
- «Джейран» — десантный катер на воздушной подушке проекта 12321 [Aist]
- «Джета» — шлем противоударный ПШ-97
- «Джиггер» — средство беспосадочного десантирования из вертолёта
- «Джигит» — опорно-пусковая установка для ПЗРК
- «Джигит» — РЛС П-15 (РЛС)
- «Дзержинский» — опытный крейсер ПВО проекта 70Э
- «Диабазол» — комплекс разведки и подавления УКВ радиосвязи Р-330М1П
- «Диагноз» — тяжёлая ТРС станция Р-410М
- «Диагональ» — техническое средство охраны помещений
- «Диалог» — станция звукоподводной связи для надводных кораблей МГ-35М
- «Диалог» — активное инфракрасное периметровое средство обнаружения
- «Диамант» — периметровое вибрационное средство обнаружения
- «Диаметр» — серия пассивных инфракрасных средств обнаружения для помещений
- «Диана» — корабельная центральная вычислительная система МВУ-104 для подводных лодок проекта 667БД
- «Диана-Бурлак» — авиационная ракета-носитель
- «Диез» — 26-мм пиропатрон инфракрасный ППИ-26-2-1 (Л-218-1)
- «Диксон» — опытовый стенд специального назначения проекта 59610
- «Дилемма» — 152-мм самоходная пушка 2С5М
- «Дилемма-Мста» — 152-мм самоходная гаубица 2С19М2
- «Дипломант» — комплекс средств автоматизации корабельной тактической группы
- «Дипломат» — корабельная БИУС
- «Дипломат» — бронепанель для кейса
- «Дирижёр» — индукционный импульсный миноискатель
- «Дирижёр» — комплекс средств автоматизации ЗРБр Войск ПВО
- «Дискрет» — аппаратура уплотнения спутниковых линий связи
- «Дискрет» — комплект измерительных приборов для проводных линий связи П-323
- «Диспетчер» — аппаратура адаптивной КВ связи
- «Дистанция» — устройство дистанционного исследования мин
- «Дистанция» — комплекс связи П-469 для подводных лодок проекта 677
- «Днепр» — РЛС противоракетной обороны
- «Днепр» — ракета-носитель (на базе МБР Р-36М)
- «Днепр» — портативная УКВ радиостанция 70РТП-2-ЧМ
- «Днепр» — приёмник радиотехнического контроля и разведки ПРКР-1 (1РК-9)
- «Днепр» — аппаратура измерения и контроля физического поля корабля
- «Днестр» — стационарный ГАК МГК-607
- «Днестр» — РЛС ПРО
- «Днестр» — аппаратура исследования гидроакустических полей и кильватерного следа надводных и подводных кораблей
- «Днестр» — навигационный эхолот НЭЛ-Д1М
- «Дог» — револьвер
- «Дождь» — комплекс РКПТЗ («Удав»)
- «Дождь» — специальная плащ-палатка СПП-1
- «Дозор» — возимый поисковый КВ радиоприёмник Р-310
- «Дозор» — разведывательный и разведывательно-ударный БПЛА  -  «Дозор-3» — разведывательно-ударный БПЛА («Дозор-600»)
  -  «Дозор-4» — разведывательный БПЛА («Дозор-85»)
  -  «Дозор-85» — разведывательный БПЛА
  -  «Дозор-100» — масштабный прототип разведывательно-ударного БПЛА «Дозор-600»
  -  «Дозор-600» — разведывательно-ударный БПЛА
- «Дозор» — бронированная пограничная машина БПМ-97 (КАМАЗ-43296)
- «Дозор» — АСУ ЦКП Войск ПВО, разведки ВМФ
- «Дозор-Тюльпан» — система целеуказания
- «Долина» — стационарный КВ радиоприёмник Р-252
- «Долина» — наземный стартовый комплекс МБР Р-9А
- «Долина» — корабельный РТК
- «Доминанта» — возимый КВ радиоприёмник Р-309К
- «Дон-2Н» — многофункциональная РЛС противоракетной обороны 5Н20 [Pill Box]
- «Дон» — радиоприёмник Р-376
- «Дон» — корабельная навигационная РЛС
- «Дон» — датчик быстродействия Р-014Д
- «Дон» — техническое средство охраны помещений
- «Дон» — выстрел ТБГ-7ВЛ (7П62) с термобарической гранатой для РПГ-7
- «Дон» — КА оперативной фоторазведки 17Ф12 («Орлец-1»)
- «Донец» — ЗПРК
- «Донец» — корабельная РЛС
- «Донец» — РЛС раннего обнаружения (проект)
- «Доспехи» — взрывозащитный костюм
- «Драгун» — серия армейских автомобилей ГАЗ-3837
- «Драгун» — бронежилет
- «Дракон» — система управления стрельбой танка
- «Дракон» — система разминирования
- «Дракон» — ракетный комплекс 2К4 для истребителя танков ИТ-1
- «Дракон» — ПКР П-15 (4К40) [SS-N-2 Styx]
- «Дракон» — санитарный катер
- «Дракон» — корабельная СУО
- «Дрейф» — ручная газовая граната
- «Дрель» —  авиабомба (планирующая бомбовая кассета)  ПБК-500У
- «Дренаж» — РЛС П-35
- «Дрозд» — комплекс активной танковой защиты
- «Дрозд» — 23-мм полицейский карабин КС-23
- «Дрозд» — вибромагнитометрическое периметровое средство обнаружения
- «Дрок» — самоходный миномёт 2С41 для ВДВ
- «Дротик» — 5,45/9-мм автоматический пистолет АП СБЗ ОЦ-23 («Дрель»)
- «Друг» — корабельная станция радиоразведки для ПЛ Р-722
- «Дружба» — РЛС П-14
- «Дуб» — серия авиационных бортовых командных УКВ-радиостанций Р-801 (РСИУ-4) и Р-802 (РСИУ-5)  -  «Дуб-4» — бортовая авиационная командная ламповая УКВ-радиостанция РСИУ-4 «Дуб-4»
  -  «Дуб-5» — бортовая авиационная ламповая командная УКВ-АМ радиостанция РСИУ-5 «Дуб-5»    -  «Дуб-5В» — авиационная бортовая командная УКВ-радиостанция для ВВС РСИУ-5В «Дуб-5В»      -  «Дуб-5ВЯ» — бортовая авиационная ламповая командная УКВ-АМ радиостанция РСИУ-5ВЯ «Дуб-5ВЯ», для работы с аппаратурой ЗАС «Яхта» Т-817

    -  «Дуб-5Г» — авиационная бортовая командная УКВ-радиостанция для ГВФ РСИУ-5Г «Дуб-5Г»
    -  «Дуб-5ГМ» — авиационная бортовая командная УКВ-радиостанция для ГВФ РСИУ-5ГМ «Дуб-5ГМ»
    -  «Дуб-5П» — авиационная бортовая командная УКВ-радиостанция для ГВФ РСИУ-5П «Дуб-5П»
    -  «Дуб-5Т» — авиационная бортовая командная УКВ-радиостанция РСИУ-5Т «Дуб-5Т»
    -  «Дуб-5ЯН» — авиационная бортовая командная УКВ-радиостанция РСИУ-5ЯН «Дуб-5ЯН»
- «Дублёр» — комплекс радиотехнической защиты РЛС
- «Дублёр» — бортовая аппаратура в ЗУР В-755
- «Дублёр» — система централизованного оповещения
- «Дублёр» — маскирующий пост (5Н78) для ЗРК С-75 М3
- «Дублон» — защитный костюм сапера ЗКС
- «Дубна» — ЗРК С-200Д
- «Дубна» — средний морской танкер
- «Дубрава» — корабельная РЛС
- «Дуга» — загоризонтная РЛС 5Н32
- «Дуга» — калибровочный КА 17Ф114 («Тайфун-3»)
- «Дукат» — магнитометрическое маскируемое периметровое средство обнаружения
- «Дунай» — РЛС противоракетной обороны П-19 (1РЛ134) [Cat House] [Top Roost]
- «Дунай» — авиационный бортовой связной СВ-КВ радиопередатчик Р-807 (1-РСБ-70)
- «Дуплет» — автоматизированный прицел-дальномер для снайперского оружия (1П65)
- «Дуплет» — сейсмомагнитометрическое маскируемое радиоканальное периметровое средство обнаружения
- «Дурак» — ядерная авиабомба (РДС-7)
- «Дуск» — система топливного контроля (авиационно-космическая)
- «Дуэль» — 55-мм противодиверсионный гранатомёт ДП-61
- «Дуэт» — портативная радиостанция
- «Дуэт» — корабельная 30-мм автоматическая установка АК-630М1-2
- «Дуэт» — ночной наблюдательный прибор ННП-22 (1ПН39)
- «Дым» — опытный средний танк (об.442)
- «Дюгонь» — новейшее десантное судно на воздушной каверне
- «Дюза» — система контроля герметичности в КА
- «Дюна» — РЛС ПВО П-5
- «Дюраль» — авиационная аппаратура госопознавания на Бе-10
- «Дятел» — авиационный маркерный радиоприёмник МРП-48
- «Дятел» — опытный БПЛА
- «Дятел» — 9-мм бесшумный гранатомёт-пистолет
- «Дятел» — Фоторегистрирующая станция ФРС-4
- «Дятел» — УКВ радиостанция Р-407

### Е
- «Евразия» — самолёт М-150 (проект)
- «Егерь» — сумка нагрудная (разгрузка)
- «Егерь» — автомобиль ГАЗ-3325
- «Егоза» — спиральное заграждение из армированой колюче-режущей ленты
- «Егорлык» — дрейфующий малогабаритный комбинированный прибор гидроакустических помех МГ-34
- «Егорьевск» — большой морской танкер пр.563Е
- «Единорог» — большой десантный корабль пр. 1174 [Rogov]
- «Ежевика» — авиационная наземная подвижная КВ радиостанция Р-820М (РАС-КВ)
- «Ель» — засекречивающая аппаратура связи Т-226
- «Енисей» — ракета-носитель (проект)
- «Енисей» — 37-мм зенитная самоходная установка ЗСУ-37-2
- «Енисей» — РЛС П-12 (1РЛ14)
- «Енисей» — корабельный ГАК МГК-1001
- «Енисей» — стрельбовой комплекс с ПР А-350Р
- «Енот» — 533-мм самонаводящаяся торпеда СЭТ-65
- «Ермак» — МБР РТ-23М (проект) [SS-24 Scalpel]
- «Есаул» — пистолет ПДТ-9Т
- «Есаул» — специализированное транспортное средство УАЗ-39461-00-03 на базе УАЗ-Pickup
- «Есаул» — бронеавтомобиль УАЗ-2945 на базе УАЗ-3163 «Патриот»

### Ё
- «Ёж» — перспективный морской ЗРК [SA-N-12 Grizzly или SA-N-7B Grizzly]
- «Ёлка» — самолёт-постановщик пассивных помех Ту-16П [Badger-F]
- «Ёрш» — ПЛ пр. 671 [Victor-I]
- «Ёрш» — установка для чистки канала орудийного ствола
- «Ёрш» — патрульный катер на воздушной каверне
- «Ёрш» — корабельный передатчик
- «Ёрш» — спасательный катер пр. 347М (03473) (авиадесантируемый)

### Ж
- «Жаворонок» — разведывательный БПЛА
- «Жало» — 85-мм противотанковая пушка  -  «Жало-Б» — 85-мм буксируемая противотанковая пушка 2А55 (опытная)
  -  «Жало-С» — 85-мм самоходная противотанковая пушка 2С14 (опытная)
- «Жасмин» — авиационное прицельно-вычислительное устройство ПВУ-В-1
- «Жасмин» — двухплоскостной стабилизатор танкового вооружения 2Э42-4
- «Жасмин» — факсимильный аппарат П-111-1
- «Жгут» — ГАС измерения скорости звука в воде
- «Желудь» — опытный танк Т-62-166
- «Желудь» — танковый автомат заряжания (опытный)
- «Жемчуг» — фотоаппаратура на спутниках «Янтарь»
- «Жемчуг» — авиационная РЛС
- «Жемчуг» — аппаратура подавления сетей Wi-Fi
- «Жемчуг» — проект глубоководной атомной подводной лодки пр.952 с корпусом из стеклопластика (НИР «Глубина»)
- «Жемчуг» — пограничный сторожевой корабль пр.43
- «Жемчуг» — корабельный комплекс телеметрических измерений
- «Жесть» — прибор ночного вождения
- «Жетон» — авиасбрасываемый гидроакустический буй РГБ-НМ1
- «Жизнь» — оконечная аппаратура П-494
- «Житель» — станция помех Р-330Ж комплекса Р-330М1П («Диабазол»)
- «Житомирец» — БПЛА
- «Жук» — авиационная РЛС Н010 на МиГ-29 и Су-27  -  «Жук-8-II» — модификация для китайского истребителя J-8IIM. Представляет собой импульсно-доплеровскую РЛС с планарной ЩАР
  -  «Жук-54» — авиационная РЛС
  -  «Жук-27» — авиационная РЛС
  -  «Жук-МС» — авиационная РЛС
  -  «Жук-Ф» — бортовая РЛС с пассивной ФАР, предназначенная для установки на самолёты МиГ-33 (МиГ-29М/М3)    -  «Жук-ФЭ» — экспортный вариант

  -  «Жук-МФ» — модернизация РЛС Жук-М с использованием ПФАР    -  «Жук-МФЭ» — экспортный вариант

  -  «Жук-МСФ» — многофункциональная бортовая радиолокационная станция Н031    -  «Жук-МСФЭ» — экспортный вариант

  -  «Жук-МА» — модификация РЛС с использованием активной фазированной антенной решётки    -  «Жук-МАЭ» — экспортный вариант

  -  «Жук-А» — облегчённая версия «Жук-МА»    -  «Жук-АЭ» — экспортный вариант
- «Жук» — инженерная разведывательная машина ИРМ
- «Жук» — неконтактный радиовзрыватель РВ-24
- «Жук» — бронежилет
- «Журавль» — авиационная бортовая командная УКВ радиостанция Р-862
- «Журавль» — унифицированная вышка (78Я6)
- «Журналист» — средство защиты РЛС от противорадиолокационных ракет

### З
- «Забайкалье» — большой разведывательный корабль проекта 394Б
- «Забоина» — автоматизированная система управления ИАП ПВО (24Е6)
- «Забой» — электронная АТС внутренней связи
- «Забор» — противопульный штурмовой щит (стальной)
- «Забрало» — бронежилеты 6Б11, 6Б12, 6Б13, 6Б17—6Б20  -  «Забрало-3» — бронежилеты 6Б11 (6Б11-1, 6Б11-2, 6Б11-3)
  -  «Забрало-4» — бронежилеты 6Б12 (6Б12-1, 6Б12-2, 6Б12-3, 6Б12-4)
  -  «Забрало-5» — бронежилеты 6Б13 и 6Б13-1
  -  «Забрало-6» — бронежилеты 6Б19 для наружных боевых постов кораблей и морской пехоты и 6Б20 для боевых пловцов
- «Завеса» — корабельный радиопеленгатор
- «Загадка» — специальный фотоаппарат
- «Загон» — противолодочная корректируемая авиационная бомба КАБ-250-100
- «Заколка» — 125-мм БПС 3БМ22(23) («Надежда»)
- «Залп» — корабельная артиллерийская РЛС
- «Залив» — разведывательный КА («Космос-3М»)
- «Залив» — малогабаритный радиоприёмник
- «Залив» — корабельная станция РТР МРП-11-12
- «Залом» — серия бронежилетов
- «Занос» — реактивная многофункциональная граната РМГ (6Г33)
- «Запад» — корабельный противолодочный комплекс РБУ-6000
- «Запев» — коллиматорный прицел 1П63
- «Запор-Лиана» — противоавтомобильное портативное заграждение
- «Запорожье» — большой разведывательный корабль проекта 994Б
- «Запорожье» — автономный полевой заправщик азотом (воздухом) (1Э74)
- «Запуск» — промысловая трёхствольная пусковая установка ТКБ-0166
- «Зарево» — тепловизионная обзорно-прицельная подсистема ТПП-9С475Н для Ми-24ПН
- «Зарево» — комплекс аппаратных для полевых узлов связи
- «Зарево» — неконтактный взрыватель для НАР «Овод»
- «Зарево» — специальная авиабомба для постановки тепловых помех
- «Заречье» — авиационная прицельно-поисковая система
- «Зарница» — визир 9Ш121-01 для ПТРК «Фаланга-МВ»
- «Зарница» — обзорно-прицельная система 9С484 для ПТРК «Штурм»
- «Зарница» — корабельная РЛС
- «Зарница» — 73-мм гладкоствольное орудие (опытное)
- «Зарница» — корабельный ГАК
- «Зарница» — комплекс средств автоматизации организационно-мобилизационного развертывания флота 83Т27МВ
- «Заря» — светошумовая граната
- «Заря» — стабилизатор танкового вооружения (на ПТ-76Б)
- «Заря» — корабельный ГАК
- «Заря» — корабельная РЛС
- «Заря» — модуль МКС (ДОС-8, Мир-2)
- «Заря» — перспективная РЛС для экраноплана
- «Заря» — перспективный многоразовый космический корабль 14Ф70
- «Заря» — приставка к СРЗО-2 «Хром-Никель»
- «Заря» — корабельный радиопеленгатор Р-715
- «Заря» — серия БЦЭВМ
- «Заря» — стационарная система КВ, УКВ радиосвязи с космонавтами
- «Заря» — комплекс технических средств оповещения и информации П-166
- «Заслон» — авиационная РЛС СБИ-16/система управления вооружением
- «Заслон» — авиационный радиолокационный прицел РП-31
- «Заслон» — комплекс активной танковой защиты
- «Заслон» — система ПРО (проект)
- «Заслон» — широкополосный аппаратно-программный IP-шифратор М-543
- «Заслон» — портативная копировальная фотокамера
- «Застава» — БПЛА
- «Затравщик» — войсковой индивидуальный рацион питания (ИРП)
- «Захват» — авиационная оптико-электронная система
- «Захват» — радиовысотомер малых высот А-051
- «Защита» — авиационная станция оптико-электронного подавления
- «Защита» — охранная телевизионная система
- «Защита» — серия защитных шлемов
- «Заявка» — аппаратура автоматизации диспетчерского контроля Войск ПВО 47Л6
- «Звезда» — ракета-мишень РМ-217М
- «Звезда» — корабельная ГАС МГ-369
- «Звезда» — бронированный грузовой автомобиль Урал-4320-31
- «Звезда» — комплекс пушечного вооружения самолёта Ту-4
- «Звезда» — 23-мм свето-шумовой патрон для КС-23
- «Звезда» — ракетоплан Ту-136 (Красная Звезда)
- «Звезда» — проект военно-исследовательского КК 11Ф73 (7К-ВИ)
- «Звезда» — проект долговременной лунной базы (ДЛБ)
- «Звезда» — служебный модуль МКС
- «Звездочка» — аппаратура коллективной защиты РЭС корабля
- «Звездочка» — поисково-спасательный корабль/морской транспорт вооружения пр.20180
- «Звездочка» — носимый поисковый УКВ радиоприёмник радиосетей ВДВ (Р-254)
- «Звено» — авиационная навигационная система РКСМ (на Ан-124)
- «Звено» — авиационная система обеспечения полёта в строю (на Ан-12)
- «Звено» — носимый поисковый УКВ радиоприёмник радиосетей ВДВ (Р-254М)
- «Зверобой» — подвижной пост технического наблюдения
- «Звук» — приставка для ПУС РБУ-2500
- «Звук» — микрофотокамера
- «Звук» — аппаратура многодорожечной магнитной записи М-64
- «Зебра» — ручной тепловизионный прибор
- «Зебра» — самолёт Ан-12Б-ВКП (воздушный командный пункт корпусного и армейского звена)
- «Зебра» — самолёт Ил-22М-11 воздушный командный пункт (изделие 40 «Зебра»)
- «Зевс» — КВ/УКВ радиопередающая станция (узловая) Р-161У
- «Земледелие» — сухопутная система дистанционного минирования
- «Земля» — переносная радиостанция
- «Земля» — гидроакустический лаг ЛА-1
- «Земля» — астронавигационная система на КР Ту-121
- «Земляника» — бронекомплект для комсостава 6Б24
- «Зенит» — дневно-ночной визир НВ-500
- «Зенит» — ПКП
- «Зенит» — комплексная аппаратная телефонной связи П-240БТЗ на базе БТР-80
- «Зенит» — ракета-носитель 11K77 на база МБР РС-20 (проект)
- «Зенит» — серия разведывательных космических аппаратов
- «Зенит» — ПТУР 9М128 для КУВ 9К112-1, 9К117 («Агона»)
- «Зенит» — радиолокационная ГСН 5Г11
- «Зенит» — станция орудийной наводки СОН-4
- «Зенит» — прибор управления стрельбой
- «Зенит» — 7,62-мм однозарядная целевая винтовка ЦВ-55  -  «Зенит-2» — 7,62-мм однозарядная произвольная винтовка ЦВ-56
- «Зеница» — дневно-ночная автоматизированная оптико-электронная система (ЗРК «Бук»)
- «Зефир» — авиационный комплекс гамма-разведки
- «Зефир» — корабельный радиотехнический комплекс траекторных измерений
- «Зея» — спутник связи
- «Зима» — авиационная станция инфракрасной разведки
- «Змея» — 7,62-мм специальный патрон ПЗАМ (7У2)
- «Знак» — бортовая аппаратура внутренней связи и коммутации П-510
- «Зодиак» — корабли измерительного комплекса проекта 1914
- «Зодчий» — микрофотокамера
- «Зола» — специальный фотоаппарат
- «Золотой Рог» — морской танкер
- «Зона» — корабельный радипеленгатор
- «Зонд» — серия лунных космических аппаратов
- «Зонт» — комплект деформирующей маскировочной маски
- «Зонт» — неконтактный взрыватель 9Э156 (для боевого элемента 9Н730 КБЧ ОТР 9М723)
- «Зонтик» — командно-штабная машина ПВО Р-146
- «Зоопарк» — радиолокационный комплекс артиллерийской разведки и управления огнём 1Л219
- «Зоркий» — проект самолёта вертикального взлёта и посадки
- «ЗОТИК» — аппаратно-программный комплекс разведки нового поколения
- «Зрачок» — телевизионная система наблюдения ТКН-451 (МТ-70) за ближней подводной обстановкой для ПЛ
- «Зубило» — беспилотное транспортное средство с колесной формулой 4×4 для оказания различной помощи действующим штурмовым группам
- «Зубр» — малые десантные корабли на воздушной подушке проекта 12322 [Pomornik]
- «Зубр» — КВ радиостанция большой мощности Р-136 (армия — ГШ)
- «Зуммер» — приборы управления стрельбой торпедным оружием
- «Зыбь» — ракета-носитель на базе БРПЛ РСМ-25
- «Зяблик» — авиационная бортовая радиостанция Р-867

### И
- «Ива» — авиасбрасываемый гидроакустический буй РГБ-Н
- «Ива» — корабельное антенно-фидерное устройство (К-650)
- «Иван» — 50 Мт водородная бомба (изделие 202) АН602
- «Иван» — ядерная авиабомба «изделие 37д» (РДС-37)
- «Иволга» — патрульный экраноплан ЭК-12П
- «Игла» — ПЗРК 9К310 [SA-16 Gimlet]; 9К38 [SA-18 Grouse]
- «Игла» — морской ЗРК [SA-N-10 Grouse]
- «Игла» — авиационная РЛС бокового обзора
- «Игла» — экспериментальная гиперзвуковая ракета
- «Игла» — искатель-уничтожитель мин
- «Игла» — радиосистема автоматической стыковки (КК «Союз», ОКС «Алмаз»)
- «Игла» — опытный самолёт радиотехнической разведки Ил-18Д («изделие 20»), прототип Ил-20
- «Игрушка» — 533-мм торпеда ТЭ-2 (проект)
- «Изотоп» — комплекс аппаратуры сопряжения линий связи с госсетью П-333
- «Изумруд» — базовый тральщик пр. 1252
- «Изумруд» — теплообнаружитель
- «Изумруд» — авиационная РЛС РП-1; РП-2; РП-5
- «Изумруд» — авиационный радиолокационный прицел РП-1
- «Изумруд» — авиационная малогабаритная ГАС
- «Изумруд» — прибор определения момента старта БРПЛ на ПЛ пр. 629Б
- «Изумруд» — шифровальная машина М-101
- «Изъятие» — мобильный комплекс гамма-разведки
- «Икар» — МБР Р-36М3
- «Икар» — блок выведения для РН «Союз»
- «Икар» — авиационный комплекс ЛО45
- «Икар» — катер на подводных крыльях
- «Илим» — авиационный радиокомпас АРК-5 («Амур»)
- «Иллюминация» — осветительная ракетная система 9К510
- «Имбирь» — РЛС секторного обзора 9С19М2 (С-300В)
- «Импульс» — радиовысотомер больших и малых высот РВ-21
- «Импульс» — комплекс аппаратуры импульсного уплотнения и каналообразования П-331
- «Импульс» — взрывное устройство для вскрытия дверей
- «Инвар» — система танкового противопожарного оборудования ЗЭЦ-19
- «Инвар» — ПТУР 9К119М (ЗУБК20) (при разработке ТКБ-695) для КУВ 9К118, 9К119, 9К120
- «Ингибитор» — устройство локализации взрыва
- «Ингода» — тепловизионный (комбинированный) танковый прицел
- «Ингул» — большое кабельное судно пр. 1112 [Klazma]
- «Ингул» — универсальный боевой модуль для бронетехники
- «Иней» — система противопожарного оборудования танков 3ЭЦ13
- «Иней» — система топливного контроля (авиационно-космическая)
- «Инжир» — авиационная ретрансляционная станция
- «Инициатива» — семейство авиационных РЛС
- «Инкас» — универсальный бронежилет
- «Инкубатор» — 220-мм реактивный снаряд с кассетной БЧ (РСЗО «Ураган»)
- «Иноходец» — перспективный беспилотный авиационный комплекс («Иноходец-РУ» — проектный «Сириус»)
- «Инспектор» — разведывательный БПЛА
- «Интеграл» — автоматизированная радиолиния скрытной связи (морская)
- «Интеграл» — радиостанция, применяемая в Войсках ПВО
- «Интегратор» — аппаратура автоматической связи (морская)
- «Интерьер» — аппаратура ЗАС Т-231
- «Инфауна» — комплекс радиоразведки и радиоподавления РБ-531Б для ВДВ
- «Информатор» — геостационарный спутник связи
- «Иня» — малогабаритная телевизионная камера
- «Ирбис» — СВП пр. 15063
- «Ирбис» — экспортная АПЛ пр.971И (пр. 09719)
- «Ирбис» — авиационная бортовая РЛС с ФАР Н035 (Су-35БМ)
- «Ирис» — авиационная система наблюдения (Ми-24К)
- «Ирис» — стационарный металлоискатель
- «Иркут» — переносная радиостанция
- «Иркут» — многоцелевой самолёт-амфибия Бе-200 (модификация)
- «Иркут» — разведывательный БПЛА (Иркут-2М, Иркут-10, Иркут-200, Иркут-850)
- «Иркутянин» — опытный корабельный вертолёт Ка-10 (Ка-8)
- «Иртыш» — комплекс управления огнём 1А45 для танков Т-80У
- «Иртыш» — РЛС целеуказания
- «Иртыш» — авиационный бортовой связной КВ передатчик Р-836
- «Иртыш-Амфора» — ГАК для ПЛ 4-го поколения 3П05
- «Исеть» — 152-мм самоходная гаубица 2С30
- «Искандер» — оперативно-тактический ракетный комплекс 9К720 («Тендер») [SS-26 Stone]
- «Искатель» — гидролокатор для водолаза МГВ-9
- «Искатель» — малогабаритный разведкомплекс с БПЛА
- «Искорка» — разведывательный БПЛА
- «Искра» — радиометрический комплекс 1ПН88
- «Искра» — 40-мм подствольный гранатомёт ТКБ-048М (опытный)
- «Искра» — РЛС артиллерийской разведки АРСОМ-2 [Small Yawn]
- «Искра» — авиационная радиотехническая система ближней навигации РСБН-5С
- «Искра» — корабельный ПУС
- «Искра» — комплекс средств автоматизации 9С795И-5 стационарных пунктов управления РВиА
- «Искра» — корабельный КВ радиопередатчик Р-641
- «Искра» — телефонная сеть специального назначения
- «Ислочь» — многоканальный танковый прицел наводчика
- «Испанка» — авиационная станция постановки оптико-электронных помех Л-166В1
- «Исполком» — комплекс Т-231
- «Истра» — опытная РЛС ПРО (РКЦ-35ТА)
- «Истра» — бортовое приёмное устройство комплекса «Нерчинск»
- «Исток» — авиационный автоматический радиокомпас АРК-У2
- «Историк» — аппаратура ЗАС Т-240
- «Итиль» — большой палубный танкер пр. 15230
- «Ицыл» — нож-мачете
- «Ишим» — самолёт МиГ-31И (запуск лёгкой РН)

### К
- «Кабан» — многоцелевой мишенный ракетный комплекс 96М6М
- «Кабарга» — корабельная ГАС миноискания МГ-99 для тральщиков
- «Кабина» — РЛК ПВО большой дальности (модернизированный П-80)
- «Кабрис» — авиационная бортовая индикационно-вычислительная система
- «Кавказ» — автоматизированная система управления 65С37
- «Кадмий» — РЛ-прицел авиационного вооружения (на Ту-80)
- «Кадр» — прибор управления артиллерийским танковым огнём 1А22
- «Кадр» — сбрасываемый контейнер для фотоплёнки на Су-24МР
- «Казак» — серия бронежилетов
- «Казарка» — РЛС разведки наземных целей
- «Казбек» — кресло для десантирования личного состава в БМД
- «Казбек» — катапультируемое кресло в КК Союз
- «Казбек» — большой морской танкер проекта 563
- «Казбек» — командная боевая система (терминал) СПРН «Око»
- «Казуар» — ночной стрелковый прицел НСПУ-3 (1ПН51)
- «Кайман» — семейство внедорожных/плавающих автомобилей
- «Кайра» — авиационная лазерно-телевизионная прицельная система
- «Кайра» — УКВ радиоприёмник Р-375
- «Кайра» — неакустический комплекс обнаружения подводных лодок МНК-300
- «Кактус» — корабельная РЛС МР-200
- «Кактус» — активная проводная охранная система
- «Кактус» — опытная баллистическая ракета Р-12У (8К63К) с КСП ПРО
- «Кактус» — комплект танковой динамической защиты
- «Кактус» — авиационная система РЭБ СПС-120
- «Кактус» — носимая УКВ радиостанция 21РТН-2-ЧМ
- «Кактус» — система управления двигателями мягкой посадки
- «Калам» — семейство армейских автомобилей ЗИЛ
- «Калибр» — корабельный противолодочный комплекс (91Р)
- «Калибр» — дозвуковая КР для стрельбы по наземным целям 3М-14 (3К14)
- «Калибр» — ракетный комплекс С-14 (3К-14) для ПЛ
- «Калибровщик» — самолёт для проверок работы аэродромных радиотехнических средств Ан-26 («Стандарт»)
- «Калибровщик» — самолёт летающая лаборатория (Ил-28)
- «Калина» — артиллерийский прицел ночной АПН-4
- «Калина» — ночной наблюдательный прибор ННП-20 (1ПН42)
- «Калина» — бортовое синхронизирующее устройство БСУ на КА «Янтарь»
- «Калина» — радиовысотмер А-080-01
- «Калитка» — электронно-оптический преобразователь
- «Калитка» — атомная глубоководная станция (батискаф) пр.10830 («Лошарик»)
- «Калкан» — артиллерийский разведывательный прибор АРП-1 (1Н11)
- «Калкан» — водомётный патрульный катер пр. 50030
- «Калуга» — большая подводная лодка проекта 877МПЛБ (Б-800)
- «Кальмар» — атомная подводная лодка проекта 667БДР [Delta-III]
- «Кальмар» — десантные катера на воздушной подушке проекта 1206 [Lebed] [Pelikan]
- «Кальмар» — авиационный прицельно-поисковый комплекс ППС 7071
- «Кальмар» — морской транспорт вооружений (транспорт-ракетовоз) проекта 1791Р (шифр «Кальмар-3»)
- «Кама» — РЛС 38Ж6
- «Кама» — аппаратура подготовки пуска ракеты Х-22
- «Кама» — РЛС/комплекс траекторных измерений
- «Кама» — 300-мм РСЗО 9К58-4
- «Кама» — авиационный бортовой связной КВ радиопередатчик Р-806 (РСБ-5)
- «Кама» — гидроакустическая станция звукоподводной связи МГ-1
- «Камбала» — реактивно-всплывающая противокорабельная мина КРМ
- «Камелия» — многомодовый оптический кабель
- «Камелия» — авиационная аварийная портативная УКВ радиостанция Р-855
- «Камера» — система контроля герметичности в КА
- «Камергер» — 115-мм БПС к пушке У-5ТС
- «Камчатка» — корабль освещения подводной обстановки КОПО проекта 10221
- «Кан» — ПТУР 9М117М для комплексов 9К116
- «Канадит» — ночной прицельный комплекс для стрельбы из автомата (1ПН73-2)
- «Канал» — ночной стрелковый прицел
- «Канал» — радиоприёмник Р-382П
- «Канарейка» — бесшумный стрелково-гранатомётный комплекс 6С1 «Канарейка»
- «Канат» — неконтактный взрыватель АЗ-Т-01 для 57-мм ОФС
- «Каноэ» — комбинированный аэродромный подвижный радиоузел Р-980
- «Кант» — радиолокатор с синтезированной апертурой
- «Кантата» — корабельный комплекс РЭП
- «Капля» — телефонная аппаратура уплотнения П-309
- «Капля» — неконтактный взрыватель для ПКР Х-31ПК
- «Капля» — радиовысотомер малых высот А-044
- «Капрал» — армейский мотоцикл
- «Капрал» — служебный пистолет ПСТ
- «Капсула» — самолёт воздушный командный пункт Ан-12БКК
- «Капустник» — АСУ самоходной артиллерии 1В127; 1В152
- «Каралон» — лазерный прибор разведки ЛПР-1 (1Д13)
- «Карандашик» — твердотопливная ракета Тополь-М
- «Карантин» — 300-мм реактивный снаряд с объёмно-детонирующей ГЧ (РСЗО «Смерч»)
- «Карат» — вертолётная КВ радиостанция
- «Карат» — корабельный цифровой вычислительный комплекс
- «Карат» — телевизионно-оптический визир 9Ш33А (ЗРК «Нева») 9Ш38 (ЗРК «Оса»)
- «Карат» — защитный комплект сапёра облегчённый ЗКСО
- «Каратель» — серия боевых ножей («Каратель» и «Антитеррор»)
- «Каратель» — бронеавтомобиль ГАЗ-29651
- «Каркас» — автоматизированная информационная система 83Т302
- «Кармин» — танковый комбинированный командирский прибор наблюдения ТКН-2
- «Карпаты» — авиационный бортовой комплекс обороны БКО-2 (Л-234)
- «Карпаты» — судоподъёмное судно пр. 530
- «Картаун» — 130-мм перспективная корабельная артиллерийская установка
- «Картечь» — 23-мм авиационная пушка Р-23М (опытная)
- «Карусель» — стабилизатор вооружения СВУ-500
- «Касание» — комбинированный ночной артиллерийский прицел
- «Касательная» — унифицированный командный пункт ЗРК 9С912 для подразделений ПВО СВ
- «Касатка» — вертолёт Ка-60
- «Касатка» — артиллерийский катер на воздушной подушке проекта 1238
- «Касатка» — корабельная система целеуказания
- «Касатка» — корабельная РЛС
- «Касатка» — корабельная навигационная система (космическая)
- «Касатка» — подводная лодка с КР пр. 651
- «Касатка» — корабельная система пожаротушения
- «Касатка» — ядерная авиабомба (РН-49)
- «Каскад» — РЛК МРК-50
- «Каскад» — боевой КА 17Ф111 с ракетным оружием (проект)
- «Каскад» — 50 литровый рюкзак
- «Каскад» — боевая информационно-управляющая система МВУ-100ПВ для ПЛ
- «Каста» — мобильная двухкоординатная радиолокационная станция дециметрового диапазона кругового обзора дежурного режима 35Н6
- «Кастет» — 40-мм ручной противопехотный гранатомёт РГМ-40
- «Кастет» — 100-мм артиллерийский КУВ 9К116 (9М117; ЗУБК10) для МТ-12
- «Катер» — корабельная УКВ радиостанция
- «Катран» — тепловизор
- «Катран» — корабельный КВ радиоприёмник Р-399А
- «Катран» — штурмовой нож
- «Катран» — ракетный катер проекта 20970
- «Катран» — средняя дизель-электрическая подводная лодка проекта 613Э с электрохимическими генераторами (ЭХГ) (экспериментальная)
- «Катюша» — РСЗО (реактивный миномёт) БМ-13
- «Каунас» — 220-мм тяжёлая огнемётная система ТОС-1А (24-х ствольная)
- «Каур» — унифицированный модуль КА-ретрансляторов
- «Кашалот» — подводные лодки проекта 1910 [Uniform]
- «Кашалот» — машина химической разведки
- «Кашалот» — гидроакустическая станция МГА-6 спасательных судов
- «Кашалот» — стационарный СДВ радиоприёмник Р-260
- «Кашалот» — корабельный КВ-УКВ радиоприёмник Р-680
- «Каштан» — 9-мм пистолет-пулемёт АЕК-919К
- «Каштан» — корабельный зенитный ракетно-артиллерийский комплекс (экспортный)[CADS-N-1]
- «Каштан» — прицел коллиматорный
- «Каштан» — комплекс средств автоматизации (5К99) пунктов наведения ИА ПВО
- «Каштан» — корабельная аппаратура громкоговорящей связи и трансляции П-400
- «Квадрат» — ЗРК (экспортный «Куб»)
- «Квадрат» — танковая навигационная аппаратура ТНА-3
- «Квадрат» — авиационная станция детальной РТР
- «Квакер» — ночные пассивные очки НПО-1 (1ПН63)
- «Квант» — морской комбинированный ЗРК (ПКР) (опытный)
- «Квант» — самолётный радиолокационный дальномер СРД-5М
- «Квант» — радиотехнический комплекс Э-700 для Як-44Э
- «Квант» — ракета-носитель (проект)
- «Квант» — система управления двигателями мягкой посадки
- «Кварк» — корабельная КВ радиостанция Р-603
- «Кварта» — ИК-трансмиссиометр 1ПН89
- «Квартал» — тактический ранец М52-С
- «Квартет» — автоматизированная пусковая установка 9П163-2 для ПТРК «Корнет»  -  «Квартет-М» — автоматизированная пусковая установка 9П163-2М для ПТРК «Корнет»
- «Кварц» — портативная КВ радиостанция
- «Кварц» — система защиты
- «Кварц» — авиационная аппаратура управления катером-мишенью
- «Кварц» — цифровая автоматизированная система слежения за полётом ИСЗ
- «Квиток» — авиационная спутниковая система дальней навигации А-723
- «Кедр» — 9-мм пистолет-пулемёт ПП-91
- «Кедр» — переносная и возимая КВ радиостанция Р-104М
- «Кедр» — авиационный малогабаритный цифровой комплекс РЭП
- «Кедр» — ПЛ пр. 985 (проект)
- «Кедр» — авиационная бортовая аварийная КВ радиостанция Р-850
- «Кедр» — резервный ПУС ПКР «Щука»
- «Кедр» — средний танк Т-64А (об.434) («Редут»)
- «Кедрач» — комплекс автономного метрологического обслуживания космических средств 14Б328
- «Кемь» — гидроакустический лаг ЛА-3
- «Кентавр» — парашютная посадочная система
- «Кентавр» — абонентский комплекс боевого управления (МВУ-300)
- «Керамика» — торпедная аппаратура самонаведения
- «Кернер» — 30-мм боеприпасы к 2А42
- «Кетмень» — корабельный трал СИУ
- «Керчь» — корабельная ГАС для ПЛ МГК-100
- «Керчь» — корабельная РЛС МР-700?
- «Кефаль» — ПЛ пр. 675МКВ [Echo-II]
- «Кефаль» — ПЛ пр. 690 [Bravo]
- «Кефаль» — аппаратура оперативной командно-диспетчерской связи 15Э1345
- «Киберскан-3000» — магнитомер-бомбоискатель
- «Кивач» — корабельная РЛС
- «Кивер» — защитный бронешлем
- «Киев» — эскадренный миноносец пр. 48
- «Киль» — корабельная РЛС МР-510
- «Кинетика» — полевая волоконно-оптическая система передачи данных П-336
- «Кинжал» — корабельный ЗРК 3К95 [SA-N-9 Gauntlet]
- «Кинжал» — авиационная подвесная РЛС
- «Кинжал» — авиационный гиперзвуковой ракетный комплекс
- «Кипарис» — 9-мм пистолет-пулемёт ОЦ-02 (ТКБ-0217)
- «Кипарис» — шлюпочная аварийно-связная радиостанция КВ диапазона (Р-608)
- «Кипарис» — ПУС ПКР КСЩ на эсминцах пр. 56Э
- «Кипарис» — периметральный линейно-заградительный датчик
- «Кираса» — семейство бронежилетов и бронешлемов
- «Киров» — лёгкий крейсер пр. 26
- «Кировец-2» — опытная тяжёлая противотанковая самоходно-артиллерийская установка ИСУ-152 образца 1945 года
- «Кировоград» — огнемётная машина
- «Кит» — ПЛ пр. 627 и 627А [November]
- «Кит» — настольный армейский КВ радиоприёмник Р-250
- «Кит» — корабельная УКВ радиостанция скрытой направленной связи Р-622
- «Кит» — 650-мм противокорабельная торпеда 65-76
- «Кит» — опытный самолёт ВВП
- «Кит» — транспортный самолёт Ан-8
- «Китобой» — ЗРК 9К35М3 (Стрела-10М3) [SA-13 Gopher]
- «Китолов» — 120/122-мм артиллерийский КУВ К122 (КМ-3)  -  «Китолов-2» — 120-мм артиллерийский управляемый снаряд к 2С9, 2С23 и 2С34
  -  «Китолов-2М» — 122-мм артиллерийский управляемый снаряд к Д-30 и 2С1
- «Клаб» — экспортная КР 3М-54Э (Club)
- «Класс» — бронежилет
- «Клевер» — корабельная аппаратура подготовки пуска КР Метеорит
- «Клевок» — многоцелевой ПТРК («Гермес»)
- «Клещ» — противотанковая мина
- «Клещевина» — 203-мм специальный (ядерный) снаряд для пушки 2С7
- «Клён» — авиационный лазерный дальномер/станция наведения
- «Клён» — машина управления огнём артиллерийской батареи (1В18; 1В19)
- «Клён» — авиационная бортовая командная УКВ радиостанция Р-800 (РСИУ-3)
- «Клён» — система защиты
- «Клён» — неконтактный взрыватель на Х-31ПК
- «Клён» — система управления оружием на катерах проекта 183
- «Клён» — сигнализационная система обеспечения охраны госграницы С-100
- «Клёст» — проект БПЛА
- «Кливер» — одноместный боевой модуль для боевых машин ТКБ-799
- «Кливер» — корабельная РЛС МР-500
- «Климат» — инфракрасный радиометр
- «Клин» — 9-мм пистолет-пулемёт ПП-9
- «Клин» — танковый прицел
- «Клин-1» — роботизированный комплекс, разработанный и изготовленный специально для ликвидации последствий аварии на Чернобыльской АЭС в составе Объект 032 и Объект 033
- «Клинок» — корабельный ЗРК (экспортный «Кинжал») [SA-N-9 Gauntlet]
- «Клипер» — перспективный многоразовый космический корабль
- «Клистрон» — авиационная радиотехническая система ближней навигации А-324
- «Клот» — АСУ ВДВ
- «Клюква» — авиационный наземный возимый КВ радиоприёмник Р-873
- «Клюква» — ручной противотанковый гранатомёт РПГ-28
- «Ключ» — аппаратура ЗАС Т-600
- «Ключ» — взрывное устройство для вскрытия дверей
- «Клякса» — зимний маскировочный костюм
- «Коалиция» — опытная 152-мм двухорудийная САУ 2C35
- «Кобальт» — авиационная РЛС обзора земной поверхности
- «Кобальт» — авиационная РЛС наведения ПКР К-1М
- «Кобальт» — 9-мм револьвер РСА (ОЦ-01)
- «Кобальт» — КА детальной фоторазведки 17Ф117 («Янтарь-4КС2»)
- «Кобра» — теплопеленгатор
- «Кобра» — 160-мм танковый управляемый реактивный снаряд
- «Кобра» — прибор управления артиллерийским танковым огнём 1А23
- «Кобра» — коллиматорный прицел
- «Кобра» — проект ПТРК
- «Кобра» — 9-мм пистолет-пулемёт скрытного ношения ПП-90М
- «Кобра» — 125-мм танковый КУВ 9К112 [AT-8 Songster]
- «Кобра» — универсальный боевой модуль для бронетехники
- «Кобчик» — прибор ночного вождения
- «Ковбой» — защитный комплект 6Б15 для экипажей БТТ
- «Кодак» — корабельная РЛС КРМ-66
- «Кодер» — авиационный «чёрный ящик»
- «Кожимит» — корабельная станция ТВ управления
- «Козлик» — опытный автоматический гранатомёт ТКБ-0134
- «Кокон» — ПТУР 9М114 («Штурм»)
- «Кола» — корабельная шумопеленгаторная станция МГ-10М
- «Колеоптер» — морской ЗРК М-31 (опытный)
- «Колибри» — очки ночного видения
- «Колибри» — 324-мм авиационная противолодочная торпеда
- «Колибри» — неконтактный радиовзрыватель
- «Колибри» — БПЛА тактической разведки
- «Колибри» — полевая система тестирования ИК-приборов
- «Колибри» — радиовысотомер малых высот А-052
- «Колокол» — 120-мм осветительная мина
- «Колокольчик» — портативное радиоприёмное устройство Р-397ЛК-3
- «Колонка» — корабельный прибор управления стрельбой
- «Колос» — 30-мм семиствольный ПЗРК с НАР
- «Колос» — танковый комплекс оптико-электронного подавления
- «Колпак» — бронешлем
- «Колчан» — корабельная система управления стрельбой (экспериментальная)
- «Колчан» — корабельный ЗРК 3М-95М
- «Колчан» — ракета для ЗРК «Тор»
- «Колье» — тепловизионный прицел 1ПН81
- «Кольцо» — РЛС с кольцевой фазированной антенной решёткой
- «Кольцо» — комплекс РЭБ МП-152
- «Кольцо» — калибровочный КА 17Ф115
- «Кольцо» — ракетно-космический комплекс (проект)
- «Кольчуга» — бортовой комплекс защиты вертолётов
- «Кольчуга» — автоматизированная станция пассивной радиотехнической разведки
- «Колывань» — кассетная противодесантная мина
- «Комар» — оперативный БПЛА ПС-01
- «Комар» — аварийная радиостанция Р-855
- «Комар» — инфракрасная ГСН на ракете Р-60
- «Комар» — авиационная бортовая РЛС
- «Комар» — турельная установка для ПЗРК «Игла» (экспортная «Гибка»)
- «Комар» — серия ракетных катеров пр. 183Р
- «Комбат» — 125-мм противотанковая управляемая ракета (КУВ)
- «Комбат» — армейский бронированный автомобиль Т-98
- «Комдив» — MIPS-совместимый процессор разработки НИИСИ РАН
- «Комета» — авиационный бортовой КВ приёмник Р-876
- «Комета» — подвижный пункт радиоконтроля Р-452ПС
- «Комета» — противокорабельная авиационная крылатая ракета КС-1 [AS-1 Kennel]
- «Комета» — стабилизатор танкового вооружения 2Э15 (на Т-62А)
- «Комета» — КА фоторазведки 11Ф660 («Янтарь-1КФ»)
- «Комета» — комплекс буксируемой воздушной мишени
- «Коминтерн» — средний артиллерийский тягач
- «Компас» — ночной бинокль
- «Компас» — малый космический аппарат
- «Компарус» — автоматизированная радиотехническая система управления космическими аппаратами
- «Комплект» — 5,45/7,62/9-мм стреляющий нож ОЦ-54
- «Комплекс» — артиллерийская РЛС
- «Комплекс» — радиорелейная станция связи и оповещения Р-413
- «Компонент» — гирогоризонт
- «Комсомолец» — малый торпедный катер проекта 123 (С-505)
- «Комсомолец» — гусеничный бронированный артиллерийский тягач Т-20
- «Комфорт» — тканевый бронежилет скрытого ношения
- «Конверсия» — ракета-носитель РС-20К на базе Р-36М («Днепр»)
- «Конденсатор» — 406-мм самоходная пушка СМ-54 (2А3)
- «Конденсатор» — 406-мм специальный (ядерный) выстрел
- «Конденсатор» — прицел АУ АК-100;-176
- «Конденсор» — система наведения корабельного орудия АК-130,-176
- «Кондор» — КАБ УБ-5000Ф
- «Кондор» — тепловая пассивная ГСН
- «Кондор» — вертолётонесущий противолодочный крейсер проекта 1123 (Москва) [Moskva]
- «Кондор» — быстроходный патрульный катер
- «Кондор» — подводная лодка проекта 945А [Sierra-II]
- «Кондор» — КА оптико-электронной разведки
- «Кондор» — система управления движением КА («Янтарь»)
- «Кондор» — авиационная противолодочная ракета АПР-1
- «Кондор» — радиовзрыватель Е-802М для ЗУР 5В17
- «Коневец» — научно-исследовательские корабли проекта 13303М[5]
- «Конкурс» — носимо-возимый ПТРК 9К111-1 («Гобой») [AT-5 Spandrel]
- «Конотоп» — танковый тренажёр
- «Консоль» — контрольно-ремонтная автомобильная станция 1Р19 комплекса «Автобаза»
- «Консул» — глубоководный подводный аппарат
- «Контакт» — комплект танковой динамической защиты
- «Контакт» — авиационно-ракетный комплекс 30П6 перехвата ИСЗ (МиГ-31Д, ПСК 79М6)
- «Контакт» — радиотехническая система сближения и стыковки для КК
- «Контейнер» — загоризонтная радиолокационная станция 29Б6
- «Контраст» — комплект тепломаскировочной защиты бронетехники
- «Контроль» — информационно-навигационная система 14Ц831 и 14Ц834 («Контроль-2Д»)
- «Контур» — РЛС артиллерийской разведки СНАР-6 (1РЛ121) [Pork Trough]
- «Контур» — семейство авиационных бортовых метеонавигационных РЛС под общим названием Контур-10 (серия изделий типа А-813). Широко применяется на ряде новых самолётов и вертолётов, также может монтироваться на замену старых МНРЛС серии Гроза. В н.в. в серийном производстве РЛС Контур-10Ц 4 и 5 сер.
- «Контур» — прибор для переноса изображений объектов с мелкомасштабных снимков на топокарты ПСМ-1
- «Конус» — подвижный радиовысотомер ПРВ-10 (1РЛ12) («Гиацинт»)
- «Конус» — семейство радиоволновых средств обнаружения для помещений
- «Конус» — тренажёр ПЗРК
- «Конус» — корабельная антенна
- «Конус» — авиационная система дозаправки топливом на МиГ-15бис
- «Конус» — авиационный радиодальномер СРД-1М
- «Координата» — авиасбрасываемый гидроакустический буй
- «Копьё» — авиационная прицельно-поисковая система
- «Копьё» — 73-мм станковый противотанковый гранатомёт СПГ-9 (6Г6)
- «Копьё» — танковый неуправляемый реактивный снаряд
- «Копьё» — баллистическая ракета 11Ж35 (проект)
- «Копьё» — 23-мм орудие (опытное)
- «Кора» — корабельное антенно-фидерное устройство К-688-К для ПЛ
- «Кора» — серия бронежилетов
- «Коралл» — проект танкового КУВ
- «Коралл» — авиационная бортовая аварийная КВ радиостанция Р-851
- «Коралл» — корабельная станция постановки радиолокационных помех
- «Коралл» — корабельный разведывательный комплекс
- «Коралл» — авиационная бортовая станция А-321 радиотехнической системы ближней навигации
- «Коралл» — корабельная РЛС
- «Кораблестроение» — понтонный парк ПП-2005 на шасси Урал-532361/62 (вместо КамАЗ-63501)
- «Корвет» — корабельная радиолокационная система управления
- «Корвет» — ТРС станция Р-133
- «Корвет-Севан» — СУО корабельного ЗРК «Волхов»
- «Корд» — 12,7-мм пулемёт (6П50)
- «Корд» — система обеспечения безопасности полёта на РН Н-1
- «Кордон» — командный пункт отдельного батальона РЭБ
- «Кордон» — аэростатный комплекс наблюдения и связи
- «Кордон» — травматический пистолет («Стреляющий кулак»)
- «Корень» — корабельная БИУС МВУ-201;-202
- «Корзина» — механизм заряжания на танках Т-64/Т-80
- «Корма» — приставка МРК-57 к РЛК «Каскад»
- «Корнет» — ПТРК 9К129 [АТ-14 Spriggan], а также тепловизионный прицел к нему  -  «Корнет-Д» — самоходный ПТРК на шасси ВПК-233116\ВПК-233136 «Тигр-М»    -  «Корнет-Д1» — опытный самоходный ПТРК на шасси БМД-4М
    -  «Корнет-ЭМ» — экспортная модификация комплекса «Корнет-Д»

  -  «Корнет-П» — возимо-переносной ПТРК 9К129
  -  «Корнет-С» — самоходный ПТРК 9К128 на шасси БМП-3 с двумя ПУ
  -  «Корнет-Т» — самоходный ПТРК 9К128-1 на шасси БМП-3, БТР-80 с двумя ПУ
  -  «Корнет-Э» — экспортная модификация комплекса «Корнет»
- «Коррида» — станция радиоконтроля и радиотехнической разведки СРКР-2 (2АРК20)
- «Корсар» — сторожевой корабль проекта 11541 (экспортный вариант корабля «Ястреб» проекта 11540)
- «Корсар» — опытный ракетный катер проекта 206ЭР (Р-44)
- «Корсар» — ПТРК Р-3
- «Корсар» — разгрузочный плавающий бронежилет
- «Корсар» — средний разведывательный дистанционно-пилотируемый летательный аппарат малой дальности
- «Корт» — боевая машина разминирования БМР-3
- «Кортик» — корабельный зенитный ракетно-артиллерийский комплекс 3К86 (3М87) [SA-N-11 Grisom] [CADS-N-1]
- «Кортик» — аппаратура засекреченной телеграфной связи Т-205
- «Корунд» — рейдовый минный тральщик пр. 1258 (кодовое обозначение НАТО — «Yevgenya Class Minesweeper»)
- «Корунд» — самоходный гидроакустический имитатор ПЛ МГ-44
- «Корунд» — стационарный КА системы боевого управления РВСН
- «Корунд» — многофункциональное телеграфное устройство
- «Корунд» — бронежилет
- «Корунд» — станция спутниковой радиосвязи Р-443
- «Корчага» — полевая опреснительная станция
- «Коршун» — корабельный ЗРК на крейсерах проекта 1144 (опытный)
- «Коршун» — авиационная противокорабельная ракета
- «Коршун» — авиационный радиогидроакустический противолодочный поисково-прицельный комплекс (ППК)
- «Коршун» — самолёт дальней противолодочной обороны Ту-142МК (с ППК «Коршун»)
- «Коршун» — ракета-мишень
- «Коршун» — боевая разведывательная машина БРМ-1К
- «Коршун» — авиационный радиолокационный прицел
- «Коршун» — авиационная наземная подвижная радиостанция Р-839
- «Коршун» — ударный БПЛА Ту-300 (проект)
- «Коршун» — АСУ КСППО на ПЛАРК
- «Коршун» — перспективный ракетный комплекс
- «Коршун» — опытный противолодочный ракетный комплекс
- «Коршун» — 250-мм тактический ракетный комплекс 2К5
- «Коршун» — боевая машина пехоты БМП-1 (об.765)
- «Коршун» — опытные 240-мм РСЗО 2П5 и 8Б51
- «Коршун-Кайра» — авиационный поисково-прицельный комплекс
- «Косинус» — система централизованного электропитания подводных лодок проекта 955 «Борей»
- «Космос» — ракета-носитель
- «Космос» — серия космических аппаратов
- «Космос» — авиационная система слепой посадки
- «Космос» — самолёт Ил-76МДК
- «Космоплан» — проект противоспутниковой системы
- «Космополис» — многоразовая авиационно-космическая система М-55Х
- «Космотэн» — станция оптического слежения
- «Костёр» — 40-мм подствольный гранатомёт ГП-25 (6Г15)
- «Кочевник» — дульный тормоз-компенсатор ДТК-4
- «Кочкарь» — АСУ командного пункта тактического соединения войск ПВО страны
- «Кошка» — насадка ОЦ-06 для карабина КС-23, позволяющая забрасывать верёвку с крюком-кошкой
- «Краб» — комплекс боевого управления зенитной ракетной бригадой К-1 (9С44)
- «Краб» — магистральный радоприёмный комплекс
- «Краб» — траекторно-измерительный комплекс
- «Краб» — корабельная станция постановки активных помех
- «Краб» — управляемая авиабомба СНАБ-3000
- «Краб» — комплект для управляемого противопехотного минного поля
- «Краб» — взрыватель морской мины
- «Краб» — противокорабельная мина
- «Краб» — морской водолазный бот проекта 535М
- «Краб» — обрывное средство обнаружения с определением расстояния до места обрыва
- «Крапива» — корабельный комплекс устройств громкоговорящей связи П-408
- «Красавица» — корабельный комплекс аппаратуры трансляции командных и вещательных передач П-407
- «Красная звезда» — ракетоплан Ту-136 (проект)
- «Краснополь» — 152/155-мм артиллерийский КУВ 2К25  -  «Краснополь-155» — 155-мм управляемый снаряд К155 (КМ-1)
  -  «Краснополь-М» — 152-мм управляемый снаряд 3ОФ39М
  -  «Краснополь-М2» — 155-мм управляемый снаряд К155М (КМ-2)
  -  «Краснополь-Д» — 152-мм управляемый снаряд
- «Красуха» — станция радиоэлектронной борьбы 1Л269
- «Кратер» — мобильная система топопривязки на ОТРК «Точка»
- «Кратер» — авиационная система управления ракетным оружием
- «Креветка» — авиационный наземный возимый ДВ-СВ радиоприёмник Р-880М
- «Кредо» — РЛС наземной разведки ПНСР-5 (1РЛ133)
- «Крейсер» — лазерный дальномер ЛДМ-1 (в АУ «Рой»)
- «Кремний» — авиационная система опознавания «свой-чужой» изд. 020
- «Кремний» — авиационная радиосистема дальней навигации (РСДН) А-711
- «Кремница» — радиостанция внутриаэродромной связи Р-838К; КН
- «Крестец» — комплекс авиационных бортовых связных ДКМВ радиостанций Р-805К
- «Кречет» — низкоуровневая телевизионная камера
- «Кречет» — тяжёлый авианесущий крейсер проекта 1143/11433 [Kuril]
- «Кречет» — авиационно-ракетный комплекс с МБР (проект)
- «Кречет» — противокорабельная мина
- «Кречет» — космический скафандр
- «Крильон» — станция радиотехнической разведки СРТР-Д (1РЛ253) дециметрового диапазона волн комплекса «Сахалин»
- «Криптон» — авиационный радиолокационный прицел ПРС-4
- «Криптон» — средства криптографической защиты данных
- «Криптоплата» — аппаратно-программное средство шифрования и имитозащиты М-523
- «Кристалл» — корабельная станция спутниковой связи для надводных кораблей Р-792
- «Кристалл» — электропривод наведения орудия 1ЭЦ10М для БМП-1 и БМД-1
- «Кристалл» — танковый ночной прицел ТНП-3-42
- «Кристалл» — радиовысотомер малых высот РВ-2
- «Кристалл» — станция спутниковой связи Р-440
- «Кристалл» — аппаратура внутрикорабельной связи между БП
- «Кристалл» — модуль ОКС «Мир»
- «Кристалл» — семейство энергетических установок с ЭХГ для ПЛ
- «Кристалл» — противоградовая система (ТКБ-0183)
- «Кристалл» — кодировочная машина К-37
- «Критик» — комплекс автоматизированного управления спутниковой связи 15Э1862
- «Крокус» — космический комплекс обнаружения стартов МБР
- «Крокус» — система отображения информации с СПРН «Око»
- «Кромка» — опытный ПТРК
- «Крона» — радиооптический комплекс распознавания космических объектов
- «Крона» — радиовысотомер больших высот РВ-18
- «Крона» — сборное сооружение с раздвижной крышей 15У182 для ПГРК «Пионер» и «Тополь-М»
- «Крона» — сеть маскировочная
- «Кронштадт» — автоматизированный комплекс воздушной разведки
- «Кронштадт» — тяжёлый крейсер проекта 69
- «Кроссинг» — ботинки с высокими берцами
- «Крот» — опытная баллистическая ракета Р-12У (8К63Кр) с КСП ПРО
- «Крот» — КВ радиоприёмник
- «Круг» — стационарная пеленгационая КВ станция
- «Круг» — зенитный ракетный комплекс 2К11 [SA-4 Ganef]
- «Круг» — станция возвратно-наклонного зондирования ионосферы (станция определения трассы), один из стационарных объектов загоризонтной РЛС 5Н32 Дуга и Дуга-2
- «Кругловращение» — мобильный комплекс очистки и консервирования воды МККВ-400 для инженерных войск производительностью 400 бутылок в час (0,4 м³) на шасси Урал-532361/62
- «Крылатый» — высокоскоростной сторожевой катер пр.125 [Pchela]
- «Крыло» — комплекс беспилотной разведки с БПЛА «Перо»
- «Крым» — АСУ контроля воздушного пространства
- «Крым» — система управления радиовзрывателями ракет 9-ЖБ-920
- «Крым» — телевизионная головка самонаведения 9-ЖБ-820 на авиабомбах КАБ-500Кр, КАБ-500Кр-У, К05
- «Крюк» — 105-мм реактивная граната РПГ-30 (7П53)
- «Ксенон» — корабельная навигационная РЛС[6]
- «Ксенон» — авиационная РЛС наведения
- «Куб» — ЗРК 2К12 [SA-6 Gainful]
- «Куб» — авиационная станция детальной РТР
- «Куб» — высокоточный беспилотный летательный аппарат разработки компании ZALA
- «Кубрик» — самолёт Ан-12Б с ИК аппаратурой/летающая лаборатория
- «Кудесник» — самолёт Ил-22ВЗПУ (летающий командный пункт)
- «Кузнечик» — мобильный робототехнический комплекс МРК-2
- «Кузнечик» — телевизионная система наблюдения за ближней надводной обстановкой МТ-45 для надводных кораблей
- «Кузов» — аппаратная каналообразования П-266К
- «Кукла» — костюм для спецподразделений
- «Кукушка» — радиолокационная мишень 5-ОП-517
- «Кулик» — противодиверсионный катер пр. ПВ1415 (модификация «Фламинго»)
- «Кулик» — автомобильная КВ радиостанция для связи с разведгруппами Р-357М
- «Кунашир» — анализатор радиотехнических сигналов для станции РТР «Сахалин»
- «Куница» — ракета-мишень РМ-205
- «Куница» — 140-мм реактивный снаряд М-14-Д (дымовой)
- «Куница» — Радиометр-пеленгатор
- «Купол» — мобильная станция обнаружения и целеуказания 9С18 (ЗРК «Бук»)
- «Купол» — общее название аналогово-цифровых прицельно-навигационных пилотажных комплексов самолётов ВТА Ан-22, Ил-76 и Ан-124 (К-22, К-76 и К-124 соотв.)
- «Купол» — радиолокационный комплекс МРК-58
- «Купол» — РЛС 1РЛ135
- «Курган» — наземный РЛК
- «Курганец-25» — перспективная средняя гусеничная платформа
- «Курс» — система сближения для КК 17Р64-03
- «Курс» — авиационная навигационно-посадочная система
- «Курс» — авиационная РЛС поиска надводных целей СПРС-1
- «Курс-1» — ЭВМ КСА 5Н93М РТВ ПВО
- «Курс» — гирокомпас
- «Курс-Стрела» — система автоматического кораблевождения ПЛ
- «Курточка» — подводный буксировщик боевых пловцов
- «Курьер» — подвижный грунтовый ракетный комплекс 15П159 с малогабаритной МБР РСС-40 [SS-X-28]
- «Куст» — аппаратура РТР для КА «Зенит-2»
- «Кушетка-Б» — командно-штабные машины серии Р-149 на базе БТР-80 (Р-149БМРА), МТ-ЛБу (Р-149БМРг) и БТР-Д (Р-149БМРД)

### Л
- «Лабадж» — военное учебно-тренировочное судно проекта 888
- «Лаванда» — прибор для досмотра автотранспорта
- «Лавина» — гранатомёт-ружьё
- «Лавина-Ураган» — бронированный водомётный спецавтомобиль на шасси Урал-532362 (8×8)
- «Лагуна» — корабельный навигационный тренажёр
- «Лагуна» — радиовысотомер малых высот А-045М
- «Лада» — многоцелевые дизель-электрические подводные лодки проекта 677
- «Ладога» — корабельная система управления огнём
- «Ладога» — авиационный феррозондовый магнитометр ММС-106
- «Ладога» — фронтовой оперативно-тактический ракетный комплекс
- «Ладога» — авиационная РЛС поиска аэростатов для самолёта А-60
- «Ладога» — бронированное транспортное средство МЧС (база Т-80)
- «Ладья» — система обработки и отображения информации от РЛС
- «Лаз» — защитно-герметичная дверь
- «Лазурит» — минный тральщик проекта 12255
- «Лазурь» — авиационная помехозащищённая линия связи
- «Лазурь» — возбудитель в радиостанции Р-161
- «Лазурь» — корабельная РЛС
- «Лазурь» — авиационная аппаратура
- «Лазурь» — корабельная оптическая прицельная станция
- «Лайнер» — перспективная БРПЛ
- «Лан» — корабельная ГАС
- «Лангуст» — экспедиционное судно проекта 545 (проект)
- «Лангуст-Щука» — противокорабельная мина
- «Ландыш» — авиационное прицельно-вычислительное устройство (ПВУ)
- «Ландыш» — 120-мм самоходный миномёт 2С8 («Астра»)
- «Ландыш» — авиационная станция шумовых помех Ил-76ПП, Су-24МР и др.
- «Ландыш» — засекречивающая аппаратура связи Р-555
- «Ландыш» — аппаратура засекречивания телефонных переговоров УКВ каналов связи Р-755
- «Ландыш» — УКВ радиостанция Р-116
- «Ланцет» — беспилотный/барражирующий боеприпас, разработки компании ZALA в двух вариантах:  -  «Ланцет-1» — лёгкая версия аппарата
  -  «Ланцет-3» — тяжёлая версия аппарата
- «Лань» — корабельная ГАС миноискания МГ-69
- «Лань» — корабельная РЛС
- «Лань» — танковый ночной ТВ-прицел (на Т-84)
- «Ларец» — калибровочный КА
- «Лариса» — автоматическая система речевого подсказа на экспортных БМП-3
- «Ларри» — ствол-вкладыш в ГП-25
- «Ласка» — РЛС система управления стрельбой корабельной артиллерии 30-76-мм (5П-10-03)
- «Ласка» — электрошоковое устройство
- «Ласка» — 240-мм реактивный снаряд МС-24 с химической БЧ
- «Ласта» — система морского оружия
- «Ласточка» — самолёт-снаряд 10-ХН (корабельная ПУ)
- «Ласточка» — радиостанция Р-152
- «Ласточка» — 71-мм НАР АРС-70 (7П) (опытная)
- «Ласточка» — летающая лаборатория Ту-95ЛАЛ
- «Ласточка» — носимая УКВ радиостанция 20РТП-2-ЧМ
- «Ласточка» — противолодочная авиационная бомба ПЛАБ-250-120
- «Ласточка» — радиовысотомер малых высот А-037
- «Ласточка» — специальная аппаратная СА-26 для ВДВ (об. 955)
- «Ласточка» — БПЛА
- «Ласточка» — всплывающее буксируемое антенное устройство для ПЛ (К-687)
- «Латуш» — 400-мм самонаводящаяся электрическая торпеда
- «Лебедка» — бронированная ремонтно-эвакуационная машина БРЭМ-1 (об.608)
- «Лебедь» — оптико-электронный комплекс 30Л6 корабельного комплекса «Коралл»
- «Лебедь» — десантные корабли на воздушной подушке проекта 1232
- «Лебедь» — командирский перископ ПЗКЭ-21 (на подводной лодке)
- «Лев» — корабельная РЛС управления огнём артиллерии МР-184
- «Лев» — 100-мм корабельная АУ АК-100
- «Левкой» — коротковолновая радиостанция времен Великой Отечественной войны
- «Левкой» — станция ТРС Р-406
- «Легат» — РЛК
- «Легенда» — система глобальной морской космической разведки и целеуказания (МКРЦ) 17К114
- «Легенда» — переносная/возимая станция космической связи Р-439БК
- «Ледоруб» — двухзвенный транспортёр ДТ-4П (изделие 515)
- «Леер-2» — мобильный автоматизированный комплекс радиоэлектронной борьбы на шасси АМН-233114
- «Лейка» — 122-мм реактивный снаряд 9М23 с химической БЧ (РСЗО «Град»)
- «Лекало» — 125-мм БПС 3БМ44
- «Лена» — РЛС П-14 (1РЛ113)
- «Лена» — радиолучевое средство обнаружения
- «Лена» — узел КВ радиопеленгации и радиоперехвата Р-301
- «Ленинград» — приборы управления торпедной стрельбой
- «Ленок» — дизель-электрические подводные лодки-спасатели проекта 940 [India]
- «Лента» — панорамный адаптер для КВ радиоприёма Р-317
- «Леопард» — мобильная станция наземной артиллерийской разведки СНАР-10 [Big Fred]
- «Лесоруб» — корабельная БИУС МВУ-410 для ТАКР проекта 11434
- «Лесочек» — комплекс РЭБ
- «Леший» — костюм снайпера
- «Леший» — нож-мачете
- «Лещ» — 122-мм осколочно-фугасный снаряд ОФ56 повышенного могущества для М-30
- «Лещ» — имитатор комбинированного физического поля МЛ-32Г
- «Лиана» — радиотехнический комплекс на базе РЛС П-30 «Сатурн», предназначенный для установки на самолёт ДРЛО Ту-126, а позднее на KJ-1 разработки КНР
- «Лиана» — КА радиотехнической разведки (проект)
- «Лиана» — автоматизированная система управления движением ПЛ
- «Ливадия» — корабельная ГАС миноискания
- «Ливень» — корабельный противолодочный комплекс РПК-5 (РБУ-10000)
- «Ливень» — станция спутниковой связи Р-441
- «Ливень» — двухплоскостной стабилизатор вооружения 2Э12 для танка Т-10М
- «Ливень» — ПКР БО
- «Лига» — комбинированный танковый прицел (на ПТ-76Б)
- «Лидер» — ночной бинокль БН-3
- «Лидер» — травматический пистолет (переделанный ТТ)
- «Лидия» — 120-мм миномёт
- «Лилипут» — специальный магнитофон
- «Лилия» — комплект 122-мм реактивных снарядов 9М519-1…7 для постановки радиопомех (РСЗО «Град»)
- «Лилия» — аэродромная радиостанция
- «Лилия» — 120-мм опытный горный миномёт
- «Линарит» — радиоволновый миноискатель РВМ-2М
- «Линда» — патрульный катер на подводных крыльях
- «Линейка» — подвижной радиовысотомер ПРВ-17 (1РЛ141)
- «Линза» — прицел корабельной АЗП ЗиФ-71
- «Линза» — санитарно-эвакуационный бронеавтомобиль на базе КамАЗ-53949 «Тайфун 4×4»
- «Линкей» — танковый комплекс обнаружения лазерного облучения
- «Линь» — береговая РЛС
- «Линь» — корабельная РЛС обнаружения надводных целей
- «Лиман» — корабельная навигационная РЛС МР-231-2
- «Лимб» — система обмена данными с ПЛ и НК ВМФ 83т54-ПРМ-1
- «Лимонад» — аэрофототелевизионный аппарат
- «Липа» — вертолётная станция инфракрасных помех
- «Лира» — атомные подводные лодки на реакторе с жидкометаллическим теплоносителем проектов 705/705К [Alfa]
- «Лира» — авиационная якорная неконтактная мина
- «Лира» — корабельный ГАК
- «Лира» — трассовая РЛС 1Л118
- «Лира» — авиационный магнитофон МС-61
- «Лира» — корабельная астронавигационная система
- «Лира» — корабельная антенна
- «Лира» — спутник-мишень ИС-М
- «Лира» — авиационная антенно-фидерная система (на Ту-142)
- «Лиса» — передвижной наземный комплекс пуска ракето-мишеней
- «Лиса» — бронированная разведывательно-дозорная машина БРДМ-2 (с авт. ПАЗ и доп. ПНВ)
- «Лист» — комплекс средств преодоления ПРО на МБР Р-36
- «Лист» — опытная баллистическая ракета Р-12У (8К63Э) с КСП ПРО
- «Листва» — машина дистанционного разминирования 15М107
- «Лиственница» — корабельная система громкой связи и трансляции П-405
- «Листик» — десантный парашют Д-12 (проект)
- «Литий» — радиовысотомер на Ту-4
- «Литий» — корабельная БИУС (на ПЛ)
- «Лифт» — разгонный блок для РН «Днепр»
- «Лифтер» — модульное фортификационное сооружение контейнерного типа
- «Лодка» — подвижная УКВ радиостанция тропосферной связи средней мощности Р-121М (Р-122М)
- «Лодка» — аппаратура радиоуправления спасательной лодкой
- «Лоза» — носимая аварийно-спасательная радиостанция
- «Лоран» — радионавигационная система
- «Лось» — большой палубный танкер проекта 587
- «Лось» — авиационная станция РЭБ СПС-6
- «Лот» — корабельная РЛС
- «Лотос» — опытный танк/танковое управляемое вооружение
- «Лотос» — самолётный радиолокационный дальномер ДБС-2С
- «Лотос» — ручное пульсирующее огнетушительное устройство
- «Лотос» — автоматическая телеметрическая система
- «Лотос» — дистанционно-пилотируемый летательный аппарат БЛА-05 (Т92) комплекса 1К132
- «Лохматка» — маскировочный костюм лохматого типа
- «Лоция» — авиационная и корабельная РЛС
- «Лоцман» — корабельная навигационная РЛС
- «Лубок» — 122-мм гаубица обр. 1934
- «Луга» — приставка для приёма телеграфных передач Р-371
- «Луга» — авиационная ракета «воздух-земля» К-10С [AS-2 Kipper]
- «Луга» — система управления электро-энергетической системой подводных лодок «Борей»
- «Лук» — наземный радиозапросчик «свой-чужой» в ЗСУ-23-4М3
- «Луна» — тактический ракетный комплекс 2К6 (9К52) [FROG-3;4;5;6;7]
- «Луна» — ракета-носитель 8К72 (на базе МБР Р-7А)
- «Луна» — инфракрасный прожектор Л-2АГ
- «Луна» — оптическая система обеспечения посадки на авианосец
- «Луна» — танковый ночной прицел ТПН-1
- «Лунь» — ракетный экраноплан проекта 903 [Utka]
- «Лунь» — переносная КВ радиостанция для разведгрупп Р-353Л
- «Лунь» — авиационная бортовая командная УКВ радиостанция Р-800Л1
- «Луч» — система освещения аэродромов
- «Луч» — корабельная ГАС для обнаружения подводных препятствий
- «Луч» — индикатор оптических систем
- «Луч» — КА-ретранслятор 11Ф669 («Альтаир»)
- «Луч» — радиолокатор с синтезированной апертурой космического базирования
- «Луч» — наземный радиозапросчик (1РЛ246) для ЗРК «Стрела-1»
- «Луч» — танковый прицел-дальномер
- «Луч» — кумулятивный выстрел ПГ-7ВЛ (7П16) к РПГ-7
- «Луч» — башенная пулемётная установка
- «Луч» — автоматизированная система управления ПВО (в которую входят КСА «Низина», «Межа»)
- «Луч» — радиоволновой извещатель
- «Луч» — авиационная система наведения
- «Луч» — наземная аппаратура дешифрирования магнитных записей бортовых регистраторов параметров полёта типа МСРП, «Тестер»
- «Лучеграф» — аналоговый построитель зон акустической освещённости с учётом вертикального распределения скорости звука МГ-33 для НК
- «Лучок» — мостостроительная установка УСМ-3 на шасси Урал-532361 со вспомогательным автомобилем Урал-532301 для возведения низководных мостов грузоподъёмностью 60 т
- «Люмен» — визир корабельной РСЗО «Снег»
- «Люнет» — авиационный прибор постановки дымовых завес
- «Люстра» — авиационный радиоприцел РПБ-6
- «Лютик» — авиационная станция РЭБ Л-105 (на МиГ-25)
- «Лютик» — подвижная многоканальная ДЦВ радиорелейная станция Р-400М
- «Лягушка» — 122-мм буксируемая гаубица Д-30А
- «Ляпис» — КВ радиоприёмник Р-397ЛК

### М
- «Мавр» — проект космического корабля для полёта на Марс
- «Маг» — магнитофон специальный дисковый П-181
- «Магистраль» — узел управления средствами помех КВ радиосвязи Р-380Ф
- «Магма» — дрейфующий гидроакустический имитатор движущейся ПЛ МГ-54
- «Магнетит» — дрейфующий прибор гидроакустического противодействия
- «Магний» — авиационная аппаратура опознавания (на Бе-6)
- «Магнит» — радиолокационная ГСН для ЗУР 5В11
- «Магнит» — воздушная мишень ИЦ-59В
- «Магнолия» — радиостанция Р-123
- «Магнус» — прицел ночной модульный оптический 1ПН93
- «Маис» — авиационная астроинерциальная система (проект)
- «Майданак» — командно-измерительный комплекс
- «Мак» — серия теплопеленгаторов, устанавливаемых на авиационную и наземную технику.
- «Маковка» — радиостанция Р-353М-1
- «Макрель» — спасательная дизель-электрическая подводная лодка проекта 1710 [Beluga]
- «Макс» — проект многоцелевой авиационно-космической системы (МАКС)
- «Малахит» — противокорабельная ракета П-120 (4К85) [SS-N-9 Siren]
- «Малахит» — речной минный тральщик проекта 1259 (уменьшенная версия проекта 1258) [Olya]  -  «Малахит-2» — речной минный тральщик проекта 12592
- «Малахит» — проект КА оперативного наблюдения («Янтарь»)
- «Малахит» — световой прибор в водолазном комплекте СВГ-200
- «Малахит» — запросчик «свой-чужой» системы «Пароль»
- «Малахит» — серия бронежилетов
- «Малахит» — носимый комплекс средств автоматизированного управления огнём артиллерийских подразделений
- «Малахит» — самоходная ПУ запуска БПЛА «Пчела»
- «Малахит» — вычислительный комплекс в межконтинентальной баллистической ракете РСМ-54 «Синева»
- «Малиновка» — миниатюрный БПЛА
- «Малка» — 203-мм самоходная пушка 2С7М («Пион-М»)
- «Малолеток» — комплексная аппаратная связи П-144МСН
- «Малыш» — 9-мм малогабаритный пистолет ОЦ-21
- «Малыш» — модификация автомата АКС-74У
- «Малыш» — неконтактный взрыватель АЗ-Т-016 для 57-мм ОФС
- «Малыш» — прицел ночной модульный оптический 1ПН93
- «Малыш» — 122-мм реактивный снаряд для установки 9П132
- «Малыш» — УКВ радиостанция Р-148
- «Малютка» — ПТРК 9К11 [AT-3B Sagger]  -  «Малютка-2» — ПТРК 9К11-2 с ракетой 9М14-2
  -  «Малютка-М» — ПТРК 9К11М с ракетами 9М14М и 9М14М1
  -  «Малютка-П» — ПТРК 9К11П с ракетами 9М14П и 9М14П1
- «Малютка» — управляемая ракета «воздух-воздух» малой дальности К-88 (опытная)
- «Малютка» — тепловая ГСН
- «Малютка» — переносная станция радиотехнической разведки МРР-1-7
- «Малютка» — переносная станция спутниковой связи
- «Манго» — 125-мм бронебойный подкалиберный снаряд 3БМ42
- «Мангуст» — быстроходный патрульный катер проекта 12150
- «Мандат» — комплекс разведки и подавления УКВ радиосвязи Р-330
- «Манёвр» — АСУ дивизионного звена сухопутных войск
- «Манёвр» — аппаратура ЗАС Т-235
- «Манометр» — разведывательный корабль проекта 650РП
- «Манта» — система супервизорного управления манипуляторами подводных аппаратов
- «Манчак» — малогабаритный тепловизионный носимый наблюдательный прибор 15Ц30
- «Марал» — гусеничный плавающий транспортёр тягач ГТ-ТР
- «Марат» — линейный корабль проекта 27
- «Марина» — подводный трёхместный аппарат
- «Мария» — атомная бомба имплозивного типа РДС-3 с номинальной мощность заряда 40 Кт
- «Марк» — авиационно-космический комплекс (на базе БРПЛ Р-29)
- «Маркер» — маркерный УКВ радиопередатчик радиосетей ВДВ (Р-255МП)
- «Марлин» — сторожевые катера проекта 1100
- «Марс» — тактический ракетный комплекс 2К1 [FROG-2]
- «Марс» — многоцелевая атомная подводная лодка проекта 945Б [Sierra-III]
- «Марс» — противопожарное судно проекта 14613
- «Марс» — многоспектральный прибор разведки
- «Марс» — авиационная наземная перевозимая УКВ радиостанция Р-848
- «Марс» — РЛС контейнерного типа
- «Марс» — РЛС артиллерийской разведки АРСОМ-3П
- «Марс» — корабельная шумопеленгаторная станция
- «Марс» — катер на воздушной каверне проекта 02100
- «Марс» — авиационная система навигации
- «Марс» — малая автоматизированная рабочая станция (наземный сегмент БПЛА)
- «Марс» — портативная УКВ радиостанция
- «Марс» — радиотехническая метеостанция («Шквал»)
- «Марс-Пассат» — корабельная РЛС
- «Маршрут» — авиационная радионавигационная система
- «Маска» — противопульный защитный шлем
- «Маска» — бортовая аппаратура 3Б80 ПКР 3М80
- «Масштаб» — аппарат записи и анализа сигналов радиотелеграфных передач Р-348
- «Материк» — авиационная радиомаркерная система слепой посадки СП-50
- «Маугли» — прицел ночного видения 1ПН72М для ПЗРК «Игла-С»
- «Маховик» — аппаратура ЗАС Т-230
- «Мачта» — корабельная РЛС
- «Машина» — комплекс средств автоматизации управления огнём самоходной артиллерии (1В13)
- «Машук» — большой спасательный буксир проекта 1453
- «Машук» — РЛС 5Н88
- «Маяк» — экспериментальная шахтная пусковая установка для БР Р-12
- «Маяк» — мобильная и стационарная радиостанция 16Р22В(С)-1
- «Маяк» — самонаводящаяся головная часть 15Ф678 для МБР Р-36М
- «Маяк» — гирокомпас
- «Маяк» — авиационная станция постановки радиопомех
- «Маяк» — аппаратура расшифровки данных с «Тестера»
- «Маяк» — радиолокатор с синтезированной апертурой
- «Маяк» — проект ракеты-носителя (лёгкого и среднего класса)
- «Медведица» — морской навигационный комплекс
- «Медведка» — малогабаритный противолодочный ракетный комплекс К77Р (ракета 87Р)
- «Медведь» — специальная полицейская бронемашина СПМ-3
- «Медведь» — артиллерийский тягач КамАЗ-63501АТ на базе шасси КамАЗ-63501 для транспортировки артиллерийских орудий и систем массой до 12 тонн
- «Медвежонок» — авиационный домкрат
- «Медея» — реанимационный автомобиль на базе УАЗ-452К
- «Межа» — АСУ радиолокационного узла 5Н93М
- «Мезень» — корабельная ГАС миноискания МГ-79
- «Мезотрон» — автоматизированный звукометрический комплекс АЗК-7 (1Б33)
- «Мезофил» — заградительно-глубинный снаряд 111СЗГ комплекса РКПТЗ-1М «Удав-1М»
- «Мельник» — корабельный ВВ радиоприёмник ПРВ (М-1) Р-673
- «Метка» — авиационная аппаратура
- «Метроном» — дистанционный электронный взрыватель 9Э293 (для реактивных снарядов «Град» и «Ураган»)
- «Меридиан» — КА связи 14Ф112 ЕССС-2
- «Меридиан» — средний разведывательный корабль проекта 864 [Vishnja]
- «Меридиан» — система дальней навигации (на Ту-16/95)
- «Меридиан» — автопилот 3А80 ПКР 3М80
- «Мерка» — возимая УКВ радиостанция Р-171
- «Меркурий» — авиационная ночная прицельная система
- «Меркурий» — большие таможенные суда проекта 14232
- «Меркурий» — проект авианесущего корабля
- «Меркурий» — система ПРО (проект)
- «Меркурий» — корабельная КВ радиостанция малых надводных кораблей Р-607
- «Меркурий» — авиационная наземная подвижная радиостанция Р-843
- «Металлист» — мобильный робот для МВД
- «Метель» — корабельный противолодочный комплекс УРПК-3 (84Р) [SS-N-14A Silex]
- «Метель» — авиационная станция разведки и целеуказания
- «Метель» — стабилизатор танкового вооружения
- «Метель» — корабельный радиоприёмник (на ПЛ)
- «Метелица» — противолодочный ракетный комплекс («Медведка»)
- «Метео» — высотный самолёт Ан-6 (опытный)
- «Метеор» — авиационный радиоэлектронный оборонительный комплекс
- «Метеор» — двухплоскостной стабилизатор вооружения 2Э15 для танка Т-62
- «Метеор» — метеорологический космический аппарат
- «Метеор» — береговой противокорабельный РК ФКР-1
- «Метеор» — самолёт-снаряд КС-7(ФКР-1)
- «Метеор» — возимый УКВ радиоприёмник Р-313
- «Метеор» — радиометеорологическая станция РМС-1 (1РЛ36)
- «Метеор» — ПНК на Ту-95
- «Метеорит» — универсальная стратегическая КР 3М-25 (П-750) КРНБ [SSC-X-5]; КРМБ [SS-N-24 Scorpion]
- «Метеорит» — установка разминирования УР-77
- «Метис» — переносной ПТРК 9К115 [AT-7 Saxhorn]
- «Метеорит» — переносной УКВ радиоприёмник Р-314
- «Метис» — тепловизионный прицел 1ПН79
- «Механизатор» — приёмо-индикаторная аппаратура 1В514-1 для САУ
- «Механизм» — автоматизированный радиотехнический комплекс 1Б67 для беззондового определения параметров атмосферы
- «Меч» — РЛС П-37 (1РЛ139)
- «Меч» — авиационная бортовая РЛС Н001 (Су-27)
- «Меч» — РЛС обзора Земли на ОКС «Алмаз»
- «Мечта» — гидроакустический лаг ЛА-2
- «Микрон» — радиостанция Р-159
- «Микрон» — проект малой ракеты-носителя
- «Мимоза» — аппаратура ЗАС T-612
- «Мина» — прибор управления торпедной стрельбой
- «Миндаль» — авиационная УКВ радиостанция Р-801В (РСИУ-4В)
- «Минерал» — корабельная система целеуказания
- «Минитор» — малый космический аппарат
- «Минотавр» — корабельная буксируемая ГАС
- «Минск» — лидеры эскадренных миноносцев проекта 38
- «Минута» — прицел снайперский оптический 1П21
- «Мираж» — патрульный катер проекта 14310
- «Мираж» — стационарный индикатор оптических систем
- «Мираж-2002» — перевязочная машина на базе БМД-3
- «Миротворец» — универсальный разгрузочный жилет
- «Миус» — дистанционно-управляемый гранатомётный комплекс 6С4
- «Миус» — корабельная РЛС
- «Миф» — индикатор оптических систем
- «Мобот» — мобильный робототехнический комплекс
- «Модель» — складной шлем 6Б8 для десанта и экипажей транспортных средств
- «Модель» — гиперзвуковая летающая лаборатория
- «Модерн» — 5,45-мм автомат АКС-74У
- «Модуль» — серия бронежилетов и бронещитов
- «Модуляция» — авиационная станция РЭБ СПС-4
- «Можаец» — научно-образовательный космический аппарат
- «Молибден» — стационарный КВ радиоприёмник Р-154-2М
- «Молния» — ракета-носитель 8К78
- «Молния» — спутник связи
- «Молния» — 73-мм гладкоствольное орудие 2А25 для БМП
- «Молния» — большой ракетный катер проекта 1241 [Tarantul-I]
- «Молния» — малый противолодочный корабль проекта 12412 [Pauk-I]
- «Молния» — автоматизированный комплекс связи ПЛ Р-780
- «Молния» — станция дальнего обнаружения кораблей по излучению РЛС
- «Молния» — РЛС артиллерийской разведки АРСОМ-1
- «Молния» — корабельный комплекс управления стрельбой
- «Молния» — стабилизатор танкового вооружения
- «Молния» — авиационная ПКР Х-45 (проект)
- «Молния» — сторожевой корабль III серии проекта 39
- «Молния» — тренажёрный комплекс для ВМФ (обучение управлению ГЭУ)
- «Молния» — четырёхступенчатая ракета-носитель 8К78
- «Молодец» — МБР РТ-23 УТТХ (РС-22) [SS-24 mod.2 Scalpel]
- «Молот» — 115-мм гладкоствольная танковая пушка У-5ТС (2А20)
- «Молот» — гладкоствольное самозарядное ружьё на основе РПК («Вепрь-12»)
- «Молот» — реактивный стратегический бомбардировщик М-4
- «Молот» — проект ОБТ Объект 477
- «Момент» — унифицированный ремонтный модуль
- «Момент» — пассивный радиотехнический комплекс 14Г6
- «Монерон» — станция радиотехнической разведки СРТР-С (1РЛ254) сантиметрового диапазона волн комплекса «Сахалин»
- «Монитор» — РЛС наземной разведки ПСНР-5М (1РЛ133-2)
- «Монолит» — корабельная система освещения надводной обстановки
- «Монолит» — управляемая ракета калибра 130 мм класса «воздух — земля»
- «Монолог» — унифицированный комплекс средств автоматизации командной системы боевого управления 83Т212 на базе КамАЗ-5350
- «Монолог» — аппаратура АТ-3002М
- «Монорельс» — движущаяся мишень (1У49)
- «Монумент» — корабельная система управления (ПКР)
- «Монумент» — корабельная РЛС целеуказания
- «Море» — корабельный ПУС
- «Море» — система взаимного обмена информацией между кораблями тактической группы МВУ-200
- «Море» — автономный радиотехнический комплекс 14Б133
- «Морж» — корабельная волоконно-оптическая аппаратура внутренней связи и коммутации П-610
- «Морион» — корабельная система стабилизации на волнении
- «Морской дьявол» — серия боевых ножей (для ВМФ и ВВС)
- «Морской змей» — авиационная поисково-прицельная система
- «Морской змей» — бомбардировщик Су-32ФН
- «Морской лев» — экспериментальный двухсредный автомат АСМ-ДТ
- «Морской старт» — плавучий стартовый комплекс РН «Зенит»
- «Морфей» — перспективный ЗРК малой дальности (42С6)
- «Моряна» — всплывающее буксируемое антенное устройство К-690 для подводных лодок
- «Москва» — комплекс РЭБ (1Л267)
- «Москва» — корабельная система управления стрельбой
- «Москва» — аппаратура шифрования телеграфных сообщений (1938, В. А. Котельников)
- «Москвич» — лёгкий многоцелевой вертолёт Ми-1 [Hare]
- «Москит» — пограничные сторожевые корабли проекта 1248 [Vosh]
- «Москит» — ракетный катер проекта 205
- «Москит» — ракетный комплекс 3К80 и ПКР П-270 (3М80) [SS-N-22 Sunburn]
- «Москит» — лёгкая авиационная РЛС (МиГ-АТ)
- «Мост» — РЛС обнаружения
- «Мост» — навигационный комплекс
- «Мотив» — самоприцеливающиеся суббоеприпасы (в составе снаряда 9М55К1 к РСЗО «Смерч»)
- «Мотовоз» — семейство унифицированных армейских автомобилей Урал-43206 (4×4), Урал-4320 (6×6) и Урал-5323 (8×8), пришедшее на смену семейству «Суша»
- «Мошкара» — комплекс дистанционной постановки помех УКВ радиосвязи
- «Мошкарец» — комплекс дистанционной постановки помех
- «Мрия» — тяжёлый транспортный самолёт Ан-225 [Cossack]
- «Мста» — семейство 152-мм самоходных (колёсная и гусеничная) и буксируемых орудий  -  «Мста-Б» — 152-мм буксируемая гаубица 2А65 [M1987]
  -  «Мста-К» — 152-мм самоходная гаубица на колёсном шасси 2С21
  -  «Мста-С» — 152-мм самоходная гаубица 2С19 [M1990 Farm]
- «Мулат» — тепловизионный прицел 1ПН86
- «Мумия» — 125-мм подкалиберный снаряд 3П31
- «Мундштук» — 9-мм вышибной патрон ПМАМ для стрелково-гранатометных комплексов малого демаскирующего действия Изделие Д и Изделие ДМ
- «Муравей» — транспортный контейнер (баул)
- «Мурена» — десантный катер на воздушной подушке проекта 12061
- «Мурена» — атомная подводная лодка проекта 667Б [Delta-I]  -  «Мурена-М» — атомная подводная лодка проекта 667БД [Delta-II]
- «Мурена» — система управления торпедными аппаратами
- «Мурманск» — корабельный комплекс РЭБ 5П29
- «Мурмон» — грузовой автомобиль ЗиЛ-157
- «Муромец» — 3D-принтер P200 для полевого изготовления полимерных деталей (трубки, прокладки, колпачки и т.д.) при ремонте автомобилей
- «Муссон» — корабельная РЛС управления стрельбой противолодочного комплекса
- «Муссон» — геодезический космический аппарат 11Ф666
- «Мустанг» — высокоточный лазерно-телевизионный измерительный комплекс
- «Мустанг» — сторожевой катер проекта 18623
- «Мустанг» — семейство грузовиков повышенной проходимости КамАЗ: двухосный КамАЗ-4350, трёхосный КамАЗ-5350 и четырёхосный КамАЗ-6350  -  «Мустанг-М» — семейство грузовиков повышенной проходимости КамАЗ
- «Муфлон» — патрульный катер на воздушной каверне
- «Муха» — 64-мм реактивная противотанковая граната РПГ-18 (6Г12) (ТКБ-076)
- «Мыс» — станция радиолокационной разведки
- «Мыс» — береговая РЛС МР-10
- «Мыс» — 122-мм корабельная РСЗО А-215 (Град-М)
- «Мята» — 152-мм специальный (ядерный) снаряд 3ВБ6 для пушек 2А36, 2С5

### Н
- «Набла» — КВ радиостанция специального назначения
- «Наблюдатель» — противолодочный самолёт Бе-12 с ИК аппаратурой
- «Навага» — атомные подводные лодки с баллистическими ракетами (РПКСН) проекта 667А [Yankee-I]  -  «Навага-М» — атомные подводные лодки с баллистическими ракетами (РПКСН) проекта 667АМ
- «Навстар» — вертолёт Ми-8МТД с системой космической связи
- «Нагар» — 40-мм дымовой выстрел ГРД-40 к ГП-25
- «Наглазник» — ночные пассивные очки НПО-2
- «Надежда» — 125-мм БПС 3БМ22(23)
- «Надежда» — КА 17Ф118 («Цикада-КОСПАС»)
- «Надежда» — проект ОКС
- «Надежда» — раскладушка разборная походная
- «Надежность» — подвижный радиовысотомер ПРВ-16 (1РЛ132)
- «Надфиль» — 125-мм БПС 3БМ29(30)
- «Накат» — малый ракетный корабль проекта 1234.7 [Nanushka-V]
- «Накат» — корабельная станция обнаружения работающих РЛС МРП-10
- «Накат» — авиационная система управления ракетным оружием
- «Накидка» — комплект для защиты от разведки и высокоточного оружия (маск. покрытие)
- «Накладчик» — модем Р-021
- «Наклон» — подвижный радиовысотомер ПРВ-9 (1РЛ19)
- «Налим» — атомные подводные лодки с баллистическими ракетами (РПКСН) проекта 667АУ [Yankee-I]
- «Налим» — авиационный прицел для высотного торпедометания
- «Намётка» — устройство выверки стрелкового оружия с оптическими прицелами УВ-1 (1П61)
- «Напалм» — корабельная приводная СВ радиостанция Р-637
- «Напев» — спектроанализирующая аппаратура УПА (для ПЛ)
- «Напряжение» — программно-коммутирующее устройство 9ЕИ-3570 (для авиационной бомбовой кассеты РБК 500У ОФАБ-50УД)
- «Нард» — подвижный разведывательный пункт ПРП-4
- «Нарцисс» — авиационная система единой индикации
- «Нарцисс» — генератор опорной частоты (для приёмников и возбудителей передатчиков)
- «Нарцисс» — селективный металлодетектор
- «Наряд» — малогабаритный навигационный комплект
- «Наряд» — спутник-перехватчик ИС-МУ (14Ф10)
- «Насадка» — надствольная мортирка для карабина КС-23  -  «Насадка-6» — 36-мм мортирка для отстрела газовых гранат «Черёмуха-6»
  -  «Насадка-12» — 82-мм мортирка для отстрела газовых гранат «Черёмуха-12»
- «Наташа» — тактическая атомная авиабомба 8У49
- «Натиск» — комплекс оперативно-тактической радиоразведки Р-381Н1
- «Натурщик» — авиационный разведывательный комплекс
- «Наука» — наземная приёмно-передающая станция спутниковой связи
- «Наука» — автономный спутник
- «Нахимовец» — многоцелевой катер проекта 286
- «Находка» — авиационная ПРЛР Х-28 (Д8) [AS-9 Kyle]
- «Наяда» — корабельная навигационная РЛС МР-212/201-1
- «Наяда» — береговая обзорная РЛС для погранвойск
- «Небо» — РЛС РТВ ПВО 55Ж6
- «Небо» — 82-мм противоградовая РСЗО (12-ствольная)
- «Нева» — ЗРК С-125 [SA-3 Goa]
- «Нева» — командирская машина с РЛС/РЛК ЗСУ-37-2
- «Нева» — корабельный трал ИС
- «Нева» — ТВ искатель мин
- «Нева» — ракета-носитель (проект)
- «Нева» — командирская машина управления (объект 540) (проект)
- «Невидимка» — ночной стрелковый прицел унифицированный НСПУМ-1 (1ПН68)
- «Нежность» — наручники конвойные
- «Незабудка» — система многоканальной записи телефонных разговоров
- «Незабудка» — переговорное устройство для спецавтомобилей (автозаков)
- «Нейтрон» — проект тяжёлой ракеты-носителя «Энергия-М»
- «Нельма» — атомная глубоководная станция/специальная атомная подводная лодка пр.18510
- «Неман» — радиолокационный комплекс
- «Неман» — командный пункт авиационной базы (7В830)
- «Неман» — танковый прицел-прибор наведения 1К13 для Т-55, Т-62, Т-72
- «Неман» — КА оптико-электронной разведки 11Ф695 («Янтарь-4К2»)
- «Немезида» — разгрузочная система М-3
- «Необитаемость» — опытная 155-мм САУ 2С19М1-155
- «Неон» — авиационная центральная ЭВМ
- «Непрядва» — 45-мм двухствольный противодиверсионный гранатомёт ДП-64
- «Нептун» — корабельная навигационная РЛС
- «Нептун» — корабельная РЛС обнаружения надводных целей
- «Нептун» — экспериментальная тактическая ракета
- «Нептун» — сверхтяжёлый транспортный самолёт-амфибия Бе-2500 (проект)
- «Нептун» — спасательное судно проекта 54
- «Нептун» — корабельный КВ радиопередатчик Р-638
- «Нерей» — сторожевой корабль проекта 11351 (Бдительный) [Krivak-III]
- «Нерей» — сторожевой катер проекта 9507
- «Нерей» — водолазный комплекс
- «Нерка» — подводная лодка с крылатыми ракетами проекта 651Э
- «Нерпа» — командно-трансляционная установка на подводных лодках
- «Нерпа» — 240-мм активно-реактивная кассетная мина для СМ 2С4
- «Нерпа» — тактический жилет
- «Нерчинск» — аппаратура гидрологической разведки ППК самолёта Ту-142МЗ
- «Нетто» — 72,5-мм реактивная противотанковая граната РПГ-22 (6Г18) (ТКБ-0125)
- «Неустрашимый» — эскадренный миноносец проекта 41 [Tallinn]
- «Неясыть» — тепловизионная камера
- «Нива» — комплекс средств автоматизации 46Л6 командного пункта радиотехнической бригады
- «Нива» — РЛС
- «Нивелир» — программа, система по спутников-инспекторов военного назначения
- «Низина» — КП ОРЛР (отд. РЛ рота)
- «Ника» — автоматический космический комплекс
- «Никель» — корабельная запросная станция
- «Никель» — 9-мм револьвер ОЦ-11
- «Нина» — сверхсекретное оружие
- «Ниобий» — радиолокационная станция 55Ж6-УМ
- «Нить» — коллиматорный прицел
- «Нить» — авиационный радиолокатор бокового обзора
- «Нить» — авиационная система инструментальной ледовой разведки, самолёт Ил-24Н
- «Нихром» — корабельная станция опознавания  -  «Нихром-РР» — корабельная аппаратура госопознавания
- «Новик» — пограничный сторожевой корабль проекта 11511
- «Новелла» — авиационная прицельно-поисковая система («Морской змей»)
- «Новелла» — авиационный СДВ радиоприёмник-ретранслятор Р-875
- «Новелла» — Ил-38Н модернизированный для авиации ВМФ России до уровня Ил-38SD
- «Нокаут» — кассетная противотанковая мина ПТМ-3
- «Ноктюрн» — танковый тепловизионный прицел
- «Нона» — 120-мм самоходное орудие  -  «Нона-Д» — научно-исследовательская работа по боевой машине 2С9
  -  «Нона-С» — 120-мм дивизионно-полковая авиадесантная самоходная артиллерийско-миномётная установка 2С9
  -  «Нона-СВ» — 120-мм дивизионно-полковая авиадесантная самоходная артиллерийско-миномётная установка 2С17-1
  -  «Нона-СВК» — 120-мм батальонная колёсная авиадесантная самоходная артиллерийско-миномётная установка 2С23
- «Нора» — лазерный имитатор стрельбы и поражения
- «Норд» — гидрографическое судно проекта 31
- «Норд» — бронежилет для служебной собаки
- «Норден» — бомбардировочный прицел ОПБ-4С
- «Норматив» — перископический наблюдательно-фотографический прибор
- «Норов» — 100-мм самоходная противотанковая пушка 2С15
- «Носитель» — опытный самолёт-ракетоносец Е-155Н
- «Норов» — 100-мм опытная противотанковая САУ 2С15
- «Носорог» — 9-мм револьвер АЕК-906
- «Носорог» — большой десантный корабль проекта 1174 («Иван Рогов»)
- «Ночная фея» — ранцевый вертолёт (на базе «Юла»)
- «Ночной охотник» — боевой вертолёт Ми-28Н [Havoc]
- «Ночь» — комплекс управления техническими средствами охраны
- «Ночь» — тепловизионный прицел для ПТРК «Конкурс»
- «Нурек» — отдельный оптико-электронный узел (комплекс «Окно»)

### О
- «Обвалование» — спецавтомобиль оперативно-технической поддержки
- «Обжимка» — 120-мм САУ 2С21
- «Обзор» — мобильная РЛС кругового обзора 9С15М (С-300В)
- «Обзор» — авиационная навигационно-прицельная РЛС
- «Обзор» — авиационная нашлемная система целеуказания
- «Обзор» — блок обработки видеосигналов на Су-24МР
- «Обзор» — комплекс РТР
- «Облако» — 125-мм противоградовая ракета на 4- или 12-ствольной установке
- «Облако» — метеорадар МРЛ-1
- «Облик» — спутник фоторазведки
- «Оболочка» — криволинейные оболочки для блиндажей
- «Оборона» — РЛС РТВ ПВО (5Н84А)
- «Оборотень» — двухсторонний маскировочный костюм
- «Оборотень» — нож выживания
- «Обсерватория» — РЛС П-50
- «Обувка» — 40-мм подствольный гранатомёт ГП-30 (6Г21)
- «Обь» — мобильная РЛС ПВО/РЛК ЗСУ-37-2 Енисей
- «Обь» — морское госпитальное судно пр. 320
- «Обь» — прибор обнаружения скрытой аппаратуры
- «Обь» — система управления танковым огнём 1А33 (на танках Т-64Б, Т-80)
- «Овал» — авиационная РЛС
- «Овод» — авиационная ракета средней дальности (В-З)
- «Овод» — командный пункт начальника ПВО полка
- «Овод» — ПТРК с ракетой 9М12
- «Овод» — малый ракетный корабль проекта 1234 (Буря) [Nanuchka-I]  -  «Овод-Э» — малый ракетный корабль проекта 1234Э [Nanuchka-II]
  -  «Овод-1» — малый ракетный корабль проекта 1234.1 [Nanuchka-III]
- «Овод» — радиовзрыватель 5Е11 для ракеты В-755
- «Овод» — 212-мм НАР АРС-212 (С-21)
- «Овод» — авиационная ракета Х-59 класса «воздух-земля»
- «Овод» — подвижная станция помех КВ радиосвязи Р-325
- «Огневой» — большой противолодочный корабль пр. 61МП
- «Огневой» — эскадренный миноносец пр. 30
- «Огонёк» — пограничный сторожевой корабль пр. 12130
- «Огонёк» — 55-мм корабельный семиствольный гранатомёт МРГ-1
- «Огонёк» — опытный транспортёр переднего края НАМИ-049
- «Огонь» — морская 140-мм РСЗО А-22
- «Огонь» — огнемётная система на базе ТОС-1
- «Огонь» — перспективный пехотный огнемёт
- «Ограда» — корабельная станция постановки активных помех МП-264
- «Ожерелье» — гранатометная установка ДП-65 (98У)
- «Озеро» — авиационная РЛС кругового обзора
- «Озокерит» — мобильный центр спутниковой связи для ВВС на Урал-4320
- «Ока» — вертолётная опускающаяся ГАС ВГС-2
- «Ока» — авиационный бортовой связной КВ радиопередатчик Р-805 (РСБ-5)
- «Ока» — оперативно-тактический ракетный комплекс 9К714 (ОТР-23) (Р-400) [SS-23 Spider]  -  «Ока-У» — оперативно-тактический ракетный комплекс 9К714У (ОТР-23) (Р-400) [KY-19]
- «Ока» — 420-мм самоходный миномёт 2Б1
- «Ока» — мобильная лазерно-телевизионная станция
- «Окаменелость» — аппаратная каналообразования П-256Ц на базе комплекса П-335
- «Океан» — корабельная ГАС
- «Океан» — береговая СДВ радиостанция
- «Океан» — авиационный радиоэлектронный комплекс
- «Океан» — исследовательский КА
- «Океан» — КА РТР 17Ф43 (на базе КА «Целина-2»)
- «Око» — серия космических аппаратов 73Д6
- «Око» — вертолётный комплекс ДРЛО Э-801
- «Околыш» — КВ радиопередатчик Р-397ОК
- «Окно» — оптико-электронный комплекс обнаружения космических объектов (54Ж6)
- «Округ» — корабельная боевая информационно-управляющая система
- «Окружность» — аппаратура определения взаимных координат самолётов группы А-315
- «Октава» — станция радиоконтроля и радиотехнической разведки СРКР-1 (1АРК10)
- «Октава» — космический перехватчик
- «Октава» — прибор обнаружения скрытой аппаратуры
- «Октан» — КА детальной фоторазведки 11Ф693 («Янтарь-4К1»)
- «Окунь» — корабельный КВ радиопередатчик Р-654
- «Окуляр» — станция спутниковой связи ПКП
- «Олень» — корабельная ГАС миноискания МГ-59
- «Олень» — воздушная мишень ИЦ-59
- «Оливия» — защищённая операционная система 83Т61
- «Ольха» — машина начальника штаба дивизиона 1В111 (9С77М)
- «Ольха» — опытный танк Т-80У (объект 219АС) с усовершенствованной ЗПУ в специальной башенке
- «Ольхон-СМ» — КВ радиостанция Р-353СМ (для фронтовой разведки)
- «Омар» — десантные катера на воздушной подушке проекта 1209 [Utenok]
- «Омега» — радионавигационная система
- «Омега» — радиоприёмник Р-311
- «Омнибус» — корабельная БИУС МВУ-132 для АПЛ
- «Омуль» — модернизированная торпеда 53-65 КЭ
- «Омуль» — станция РЭБ Л-280 для защиты самолётов фронтовой авиации Тополь-Э (станция РЭБ)
- «Онега» — тактический ракетный комплекс с ракетой 3М1
- «Онега» — прибор управления торпедной стрельбой
- «Онега» — прибор обнаружения скрытой радиоаппаратуры
- «Онега» — ракета-носитель (проект)
- «Оникс» — корабельный КВ радиоприёмник Р-675
- «Оникс» — радио АТС для ЕССС-2
- «Оникс» — противокорабельная ракета 3М55 (П-800)
- «Опал» — аппаратура для приёма, регистрации и информационного контроля телеметрической информации (14И93)
- «Оператор» — командно-штабная машина объект 506 (проект)
- «Оплот» — семейство армейских автомобилей МАЗ
- «Опушка» — СБН (сбрасываемый бортовой накопитель) — аварийный регистратор самолётов морской авиации
- «Опытный» — опытный эскадренный миноносец проекта 45
- «Орбита» — семейство авиационных бортовых цифровых вычислительных машин
- «Орбита» — опытный самолёт-мишень М-16
- «Орбита» — траекторная телеметрическая система морского базирования
- «Орден» — средство пассивной РТР
- «Ордер» — авиационная противолодочная ракета-торпеда (проект)
- «Оредеж» — гидроакустическая станция МГА-1 спасательных судов
- «Орёл» — авиационная ПКР (заградительная ракето-торпеда) АПР-3
- «Орёл» — самолёт СДВ-ретранслятор для обеспечения связи с подводными лодками Ту-142МР [Bear]
- «Орёл» — тяжёлый авианесущий крейсер проекта 1143.5 (Адмирал Кузнецов) [Kreml]
- «Орёл» — беспилотный высотный самолёт М-62 (проект)
- «Орёл» — переносная КВ радиостанция Р-350 (для спецназа)
- «Орёл» — авиационный радиолокационный прицел
- «Орёл» — тяжёлый самолёт Ан-124-РС-22 (носитель МБР РТ-23)
- «Оренбург» — большая АПЛ специального назначения проекта 09774/667А
- «Орех» — корабельная УКВ радиорелейная станция Р-405КБ
- «Орех» — подвижной пункт управления радиоузлом ОСНАЗ
- «Орех» — морской ЗРК
- «Орех» — радиолокационная система управления 3Р-90 (ЗРК 3М-90)
- «Орион» — очки ночного видения
- «Орион» — мобильная автоматическая станция радиотехнической разведки 85В6Е
- «Орион» — корабельная ГАС МГ-342
- «Орион» — КВ/УКВ приёмная аппаратная (узловая) Р-161ПУ
- «Орион» — авиационная РЛС переднего обзора (на Су-24)
- «Орион» — топографический КА 11Ф629 («Зенит-4МТ»)
- «Орион» — военный беспилотный летательный аппарат (БПЛА) средневысотный большой продолжительности полёта разработки компании «Кронштадт» (ООО «ИТР»)
- «Орион» — научно-исследовательские корабли проекта 01340[7]
- «Орлан» — ТАКР проекта 1144 [Balcom I]
- «Орлан» — авиационная противолодочная торпеда АПР-2 («Ястреб-М»)
- «Орлан» — авиационная УКВ радиостанция (на Ан-124)
- «Орлан» — авиационная лазерно-ТВ прицельная станция
- «Орлан» — многоцелевой оперативный БПЛА
- «Орлёнок» — экраноплан пр. 904 (6М-80) [Orljonok] [Drakon]
- «Орлец» — спутник фоторазведки («Дон»)
- «Ороин» — радиоизотопный термоэлектрический генератор на КА «Стрела-1»
- «Ортопед» — прибор поиска неконтактных взрывных устройств («Гусар»)
- «Орша» — авиационный опускаемый магнетометр АПМ-60
- «Оса» — автоматизированный войсковой зенитный ракетный комплекс 9К33 [SA-8 Gesko]  -  «Оса-АК» — автоматизированный войсковой зенитный ракетный комплекс 9К33М2
  -  «Оса-АКМ» — автоматизированный войсковой зенитный ракетный комплекс 9К33М3
  -  «Оса-М» — автоматизированный морской зенитный ракетный комплекс М-4 [SA-N-4 Gesko]
- «Оса» — авиационный радиолокационный прицельный комплекс
- «Оса» — корабельный КВ радиопередатчик для ПЛ Р-636
- «Оса» — четырёхствольный травматический пистолет ПБ-4-1-МЛ
- «Оса» — разведывательный вертолёт Ка-56 (проект)
- «Осень» — авиационная всевысотная бортовая тепловизионная аппаратура
- «Оскол» — автоматизированный радиолокационный и связной комплекс (АРЛСК) П-96 (5Н85)
- «Осколок» — осколочный выстрел ОГ-7В к РПГ-7 («Карандаш»)
- «Основа» — комплекс средств автоматизации командного пункта радиотехнического батальона
- «Основа» — семейство армейских автомобилей БАЗ
- «Осьминог» — прицельно-поисковая система вертолёта Ка-27ПЛ
- «Осьминог» — судно спасения подводных лодок проекта 537 («Эльбрус»)
- «Ось» — маркерная радиоаппаратура посадки самолётов
- «Отбор» — комплекс профессионального отбора военных специалистов 83Т79
- «Отведок-Раскрепощение» — корабельная ТВ-посадочная система
- «Ответ» — система морского оружия
- «Ответ» — оконечное устройство запуска сирен П-264А
- «Отклик» — авиационная аппаратура лазерной разведки Л-140
- «Открытое небо» — авиационная система наблюдения А-84ОН
- «Отпор» — авиационная система обороны
- «Отрада» — СДВ радиоприёмник Р-692
- «Отражатель» — ГАС измерения скорости звука в воде МГ-543
- «Отцепка» — БРЭМ-Д (на базе 2С25)
- «Отшельник» — БПЛА аэродромного базирования
- «Охота» — минный комплект НВУ-П
- «Охота» — автоматизированная станция радиотехнического контроля
- «Охотник» — радиопеленгатор
- «Охотник» — авиационная система обработки видеоизображения
- «Охотник» — перспективный беспилотный авиационный комплекс разработки ОКБ имени П. О. Сухого
- «Охотск» — гидроакустический комплекс
- «Охра» — башенная пулемётная установка
- «Охта» — комплекс радиационно-химической разведки и сигнализации
- «Оценка» — комплекс засечки ядерных взрывов К-191Р

### П
- «Пагода» — противотанковая мина ТМ-89
- «Пакет» — ГАС целеуказания для МПТК
- «Пакет» — 330-мм малогабаритный противоторпедный комплекс МПТК
- «Пакет» — быстро извлекаемое металлическое сооружение
- «Пал» — корабельная навигационная РЛС МР-231
- «Палаш» — морской ЗПРК [CADS-N-2]
- «Палинас» — корабельная РЛС
- «Паллада» — противодиверсионная ГАС
- «Паллада» — защищённая операционная система 83Т62
- «Палладий» — корабельная БИУС для подводных лодок проекта 877Э
- «Палтус» — дизель-электрические подводные лодки проекта 877 [Kilo]
- «Палтус» — корабельный трал ИУ
- «Палтус» — корабельная радиостанция
- «Пальма» — морской ЗПРК
- «Пальма» — радиовысотомер А-098
- «Пальма» — комплекс средств преодоления ПРО на УР-100
- «Пальма» — серия автомобильных и стационарных  радиостанций для МВД
- «Памир» — стационарный КВ пеленгатор (морская разведка)
- «Памир» — РЛС ПВО кругового обзора П-80 и П-90
- «Памир» — мобильная атомная электростанция
- «Памир» — амортизационное кресло на Ми-28
- «Память» — корабельная ГАС МГП-303
- «Память» — стационарный КВ радиопеленгаторный комплекс Р-382
- «Панда» — радиолокационный прицельный комплекс Н001ВП для модификаций Су-27
- «Панорама» — командный пункт зоны ПВО
- «Панорама» — авиационная круговая съёмочная аппаратура
- «Пантера» — авиационная РЛС
- «Пантера» — РЛС артиллерийской разведки СНАР-10М [Big Fred]
- «Пантера» — глубоководный телеуправляемый аппарат
- «Пантомима» — 120-мм ОФС к орудиям типа «Нона»
- «Панцирь» — самоходный ЗРПК 96К6 [SA-22 Greyhound]  -  «Панцирь-М» — морской вариант ЗРПК «Панцирь-С»
  -  «Панцирь-МЕ» — морской вариант ЗРПК «Панцирь-С»
  -  «Панцирь-С1»
  -  «Панцирь-С1-О» — с оптической системой управления вооружением (с одноцелевым каналом) и без РЛС сопровождения
  -  «Панцирь-С1Э» — модификация для экспортного назначения
  -  «Панцирь-2Э» — специальная модификация для экспортного назначения
  -  «Панцирь-С2» — комплекс с улучшенными характеристиками
  -  «Панцирь-СА» — арктическая модификация на базе двухзвенного гусеничного транспортёра ДТ-30
  -  «Панцирь-СМ» — с увеличенной до 40 км дальностью поражения целей
  -  «Панцирь-СМ-СВ» — модификации на гусеничном шасси для Сухопутных и Воздушно-десантных войск
  -  «Панцирь-СМ-ТБМ» — модификация с увеличенным количеством ракет с 12 до 24
  -  «Панцирь-СМД-Е» — стационарный ЗРК для защиты промышленных и административных объектов от массированных атак беспилотников
- «Панцирь» — базовый тепловизионный модуль 1ТПП1
- «Панцирь» — командный пункт с АСУ
- «Папилон» — автоматизированная дактилоскопическая информационная система АДИС
- «Папуас» — нож-мачете
- «Параван» — всплывающая буйковая антенна
- «Параван» — буксируемая антенна ГАС
- «Параван» — авиационная система защиты от аэростатов ПВО (Ту-2)
- «Параван» — базовый тральщик IV серии проекта 58
- «Парашютист» — костюм морского десантника
- «Парис» — всплывающее аварийно-информационное устройство для подводных лодок (В-600-01М)
- «Пароль» — авиационная система опознавания «свой-чужой»
- «Парсек» — радиостанция приводная автоматизированная РПА
- «Партизан» — 122-мм переносной реактивный комплекс 9К132 (Град-П)
- «Партизан» — двухсторонний маскировочный костюм
- «Партнёр» — защитный комплект
- «Парус» — унифицированный перископный комплекс
- «Парус» — корабельная РЛС
- «Парус» — переносные УКВ радиостанции Р-105М, Р-108М, Р-109М
- «Парус» — навигационно-связной КА 11Ф627 («Циклон-Б»)
- «Парус» — доплеровская аппаратура (ДИСС) на КР «Гранат» и П-7
- «Пастель» — авиационная станция предупреждения об облучении Л-150
- «Пастель» — станция СПО-32 разведки РЛС и наведения ПРЛР
- «Пастух» — комплекс наземных радиостанций авиационной УКВ радиосвязи Р-997
- «Пат» — семейство 152-мм гаубиц в самоходном и буксируемом вариантах  -  «Пат-Б» — 152-мм буксируемая гаубица 2А61
  -  «Пат-С» — опытная 152-мм самоходная гаубица 2С18 на базе БМП-3
  -  «Пат-К» — опытная 152-мм самоходная гаубица 2С26 на шасси Урал-5323
- «Патруль» — 45-литровый рюкзак
- «Патруль» — узел радиоперехвата
- «Патруль» — бронеавтомобиль КамАЗ-435029 на шасси КамАЗ-4350  -  «Патруль-А»
  -  «Патруль-СН»
- «Патрульный» — самолёт Ил-14 для погранвойск [Crate]
- «Пахра» — авиационное приёмно-индикаторное устройство А-100
- «Паук» — пистолет
- «Паук» — корабельный коммутатор КВ антенн
- «Певек» — пограничный корабль снабжения проекта 1595[8]
- «Пегас» — съёмочная аппаратура высокого разрешения
- «Пегас» — аппаратура ППРЧ
- «Пегас» — большой военный транспорт проекта 1833 (Березина)
- «Пегас» — корабельная ГАС
- «Пегматит» — вариант радиоулавливателя самолётов РУС-2 с одной приёмо-передающей антенной РУС-2с
- «Пекин» — морской танкер проекта 573[9]
- «Пеламида» — гидроакустическая станция МГ-541
- «Пелена» — наземный комплекс мощных помех
- «Пеленг» — авиационная прицельно-навигационная система
- «Пеленг» — авиационный СВ маяк-передатчик
- «Пеленг» — оптико-электронная система для ЗРК
- «Пеликан» — возимый КВ радиоприёмник Р-359 («Орёл-1»)
- «Пеликан» — приёмоиндикатор радиопеленгатора Р-355
- «Пеликан» — РЛС с фазированной антенной решёткой
- «Пеликан» — пограничный патрульный катер
- «Пеликан» — разгрузочный жилет для МВД
- «Пенал» — 40-мм ручной противопехотный одноразовый гранатомёт
- «Пение» — мишенный комплекс с имитатором воздушных целей
- «Перевал» — устройство быстродействующей телекодовой связи Р-098
- «Перевозчик» — самолёт Ан-22ПЗ для перевозки грузов на надфюзеляжной подвеске
- «Перевозчик» — транспортная машина 2Ф56 для перевозки боеприпасов для САУ 2С7
- «Периметр» — командный ракетный комплекс 15П011 с ракетой 15А11
- «Периметр» — система боевого управления 15Э601
- «Периметр» — система охраны особо важных объектов
- «Перископ» — радиолокационный комплекс 5У75 (57У6)
- «Перманент» — комплекс аппаратуры внутриузловой волоконно-оптической связи П-335
- «Пермячка» — противоосколочный бронежилет 6Б21
- «Пернач» — 9-мм автоматический пистолет СБЗ-2 (ОЦ-33)
- «Перо» — авиационная УКВ радиостанция Р-860
- «Перо» — разведывательный БПЛА
- «Персей-4» — глубоководный аппарат проекта 1841
- «Персона» — КА оптической разведки (Космос-2441)
- «Перунит» — серия ручных ГЛОНАСС/GPS навигаторов
- «Перфоратор» — 203-мм специальный (ядерный) снаряд для пушки 2С7
- «Перчик» — буксирно-моторный катер БМК-225
- «Пестунья» — аппаратная каналообразования П-259 на базе комплекса П-331
- «Печенег» — 7,62-мм единый пулемёт (6П41)
- «Печенег» — ночной разведывательный прибор 1ПН61 для БРМ-3К
- «Печора» — ЗРК (экспортный С-125)
- «Печора» — станция радионавигации А-311
- «Печора» — корабельная навигационная РЛС МР-241
- «Печора» — авиационная радиокомандная система управления КАБ
- «Печора» — автоматический радиокомпас А-311
- «Пика» — 160-мм опытный НАР АРС-160 (С-16)
- «Пика» — РЛС бокового обзора М-402 для Су-34
- «Пилон» — авиационная система управления ПРЛР
- «Пилот» — очки ночного видения
- «Пингвин» — антарктический вездеход (на базе БТР-50П)
- «Пингвин» — авиационная тепловизионная аппаратура (Ту-142)
- «Пион» — 203-мм САУ 2С7
- «Пион» — оптический приборный комплекс орбитального комплекса «Салют-7» — «Космос-1686»
- «Пион» — самоходная пусковая установка РК «Марс»
- «Пион» — авиационная антенно-фидерная система
- «Пион» — космический комплекс обнаружения
- «Пион» — наземный радиолучевой комплекс обнаружения
- «Пион» — авиационная станция РЭБ СПС-2К
- «Пион» — авиационная система ближней навигации А-323
- «Пионер» — лёгкий артиллерийский тягач 1930-х годов
- «Пионер» — подвижный грунтовый ракетный комплекс 15П645 (РСД-10) [SS-20 Saber]
- «Пионер» — разгрузочный жилет М23
- «Пирамида» — АСУ ПВО (в которую входят «Поле» и «Основа»)
- «Пирамида» — станция постановки помех радиосвязи Р-330П
- «Пиранья» — сверхмалая подводная лодка проекта 865 [Losos]
- «Пирит» — АСУ движением ПЛ
- «Пировидикон» — авиационный тепловизор
- «Пирс» — корабельный трансивер
- «Пирс» — комплекс обнаружения ПЛ по кильватерному следу
- «Пирс» — КА обнаружения и распознавания кораблей и ПЛ
- «Пирс» — стыковочный отсек-модуль МКС
- «Пихта» — низкоуровневая телевизионная система
- «Пихта» — корабельная УКВ радиостанция Р-625
- «Пицунда» — система малой автоматизации сбора и обработки РЛС информации
- «Пищаль» — ракета-мишень РМ-5В27А
- «Плавник» — подводная лодка проекта 685 («Комсомолец») [Mike]
- «Плавник» — ДВ-пеленгатор (морская радиотехническая разведка)
- «Плавск» — мобильная автоматизированная станция комплексного технического контроля МКТК-1
- «Плазма» — экспериментальный КА с ядерной силовой установкой «Топаз»
- «Пламенный» — базовый противопожарный катер проекта 364
- «Пламенный» — эскадренный миноносец проекта 56 (56Э/56М/56К/56А/56У) [Kotlin] [Kildin]
- «Пламя» — авиационная пушка АП-30
- «Пламя» — серия бортовых авиационных ЭВМ первого поколения
- «Пламя» — 30-мм автоматический станковый гранатомёт АГС-17 (6Г10) (216П)
- «Пламя» — корабельный КВ радиопередатчик Р-631
- «Пламя» — светошумовая граната
- «Планер» — специальная ГЧ для ракет Р-2
- «Планета» — комплекс связи
- «Планшет» — система сбора обстановки и управления разнородными силами (БИУС)
- «Планшет» — бронированный штурмовой щит
- «Пласт» — комплекс РЭБ МП-401
- «Пластун» — разгрузочный жилет
- «Пластун» — боевой нож
- «Платан» — вертолёт системы воздушного минирования Ми-2
- «Платан» — станция наземной артиллерийской разведки СНАР-2А (1РЛ11)
- «Платан» — корабельная аппаратура оповещения П-401
- «Платина» — корабельная ГАС МГ-335
- «Платина» — гидроакустический тренажёрный комплекс
- «Платформа» — перспективное шасси для подвижных грунтовых ракетных комплексов
- «Плахпет» — переносная УКВ радиостанция Р-106 (РБС» — радиостанция батальонной сети)
- «Плед» — комплекс средств автоматизации и связи 9С738 (РБр ОТРК 9К72, 9К71-1)
- «Плиса» — танковый тепловизионный прицел
- «Плитка» — телефонный аппарат
- «Плот» — авиационная система наведения и управления КР КСР-5П
- «Плот» — корабельная УКВ радиостанция
- «Плутон» — корабельный навигационный комплекс
- «Плутон» — многофункциональная радиотехническая система
- «Плутоний» — авиационная система фоторазведки
- «Плутоний» — корабельная ГАС
- «Победа» — ракетный комплекс средней дальности Р-5 (8А62) [SS-3 Shuster]
- «Победа» — проект высотной ракеты
- «Победа» — серия корабельных радиостанций
- «Побратим» — радиолокационная станция предупреждения столкновений МР-226
- «Повозка» — РХМ-5 на базе БМД-3
- «Погода» — самолёт метеозащиты Ан-26
- «Погреб» — ручная граната РГО
- «Подача» — АСУ береговой мобильной артиллерии
- «Подберёзовик» — корабельная РЛС МР-650
- «Подвал» — ручная граната РГН
- «Подвязка» — прицепное устройство разминирования УРП-01
- «Подгруппа» — инженерный минный тральщик ИМТ (объект 145)
- «Подзаголовок» — комплекс обеспечения радиоэлектронной совместимости МКЗ-10
- «Подкат» — корабельная РЛС обнаружения низколетящих целей (МР-350)
- «Подкидыш» — 40-мм выстрел ВОГ-25П (7П24) к ГП-25(30)
- «Поднос» — 82-мм миномёт 2Б14
- «Подснежник» — противоподкопный сейсмодатчик
- «Подснежник—Ветер» — наземная станция управления КА «Янтарь»
- «Подсолнух» — береговая загоризонтная РЛС
- «Подъём» — вертолётный неконтактный трал
- «Подъём» — переносная станция наземной разведки ПСНР-1 (1РЛ125)
- «Позитив» — корабельная РЛС МР-352
- «Позитрон» — авиационная бортовая связная КВ радиостанция Р-866
- «Позумент» — ночной стрелковый прицел
- «Поиск» — пассивный радиопеленгатор 9С13
- «Поиск» — теплопеленгатор
- «Поиск» — серия спасательных глубоководных аппаратов проектов 1806/1832/1906
- «Поиск» — проект экспериментальной глубоководной подводной лодки
- «Поиск» — допплеровский измеритель скорости и сноса ДИСС-7
- «Поиск» — модуль МКС (СО-2, МИМ-2)
- «Пойма» — корабельная система обработки радиолокационной информации и целеуказания
- «Пойма» — корабельная бортовая РЛС
- «Поле» — комплекс средств автоматизации 86Ж6 радиолокационной роты
- «Поле» — авиационный комплекс РЭБ (Ми-8ПП)
- «Поле» — подвижная ремонтно-техническая база Бр-210 (2У654)
- «Полёт» — авиационный пилотажно-навигационный комплекс
- «Полёт» — авиационный ракетно-космический комплекс («Воздушный старт»)
- «Полёт» — АСУ ВДВ
- «Полёт» — серия маневренных спутников-перехватчиков
- «Полёт» — приёмник для авиационной службы связи
- «Полёт» — система самолётовождения для Ан-22, Ил-76
- «Полёт» — летающая лаборатория на базе истребителя Су-9
- «Полигон» — радиоуправляемый комплекс полигонного оборудования (1У50)
- «Полином» — корабельная ГАС МГК-355
- «Полимент» — корабельный ЗРК
- «Полоса» — стационарная и мобильная КВ радиостанция Р-140
- «Полуфинал» — неконтактный взрыватель 9Э343
- «Полюс» — проект боевой космической станции 17Ф19ДМ («Скиф»)
- «Полюс» — КВ-радиостанция Р-161
- «Полюс» — авиационный поисково-ударный комплекс
- «Поляна» — АСУ зенитной ракетной бригады 9С468М1 «Поляна-Д1», 9С52/9С52М/9С52М1 «Поляна-Д4/Д4М/Д4М1»
- «Поморник» — малый противолодочный корабль проекта 1154 (проект)
- «Пончо» — плащ-накидка
- «Пончо» — бронежилет
- «Попадание» — ночной стрелковый прицел унифицированный НСПУМ (1ПН58)
- «Поплавок» — авиасбрасываемый гидроакустический буй
- «Попрыгунья» — подскакивающий осколочный боевой элемент 9Н235 для кассетных боевых частей
- «Пори» — АСУ ПУ ПВО
- «Порубщик» — самолет радиоэлектронной борьбы Ил-22ПП
- «Поручик» — учебная ТРРС Р-410М (Р-410М-У)
- «Посадка» — радиовысотомер малых высот РВ-85
- «Пословица» — аппаратная спецсвязи П-537У
- «Пособие» — тепловизионный наблюдательный прибор ТНП 1ПН71 для БРМ-3К, ПРП
- «Посол» — гибридные микросхемы для ЭВМ «Ритм»
- «Посох» — электродинамическое средство обнаружения
- «Посредник» — радиолиния передачи данных Су-24МР
- «Посыльной» — комплекс аппаратных для почтовой связи
- «Поток» — КА-ретранслятор 11Ф663 («Гейзер»)
- «Поток-2» — командно-штабная машина БМП-1КШ (объект 774)
- «Пояс» — разгрузочный жилет
- «Президент» — авиационный оптический датчик
- «Премьер» — самолёт дальнего радиолокационного обнаружения и управления А-100 (проект)
- «Прибой» — ракета-носитель морского старта на базе БРПЛ РСМ-54
- «Прибой» — РСЗО
- «Прибой» — крылатая ракета с пульсирующим воздушно-реактивным двигателем 16Х (опытная)
- «Прибой» — авиационная аппаратура для управления аэростатами
- «Прибор» — автомат Коробова
- «Привет» — 23-мм резиновая пуля (патрон «Волна-Р»)
- «Привод» — авиационная радиосистема ближней навигации А-340
- «Приз» — спасательные глубоководные аппараты пр. 1855
- «Приз» — ручной огнемёт РПО-2 (Шмель-М)
- «Приз» — радиовысотомер малых высот А-047
- «Призма» — КВ радиостанция 5-АК
- «Призма» — корабельная РЛС обнаружения надводных целей
- «Призма» — авиационная бортовая связная КВ радиостанция Р-847
- «Призма» — проект мобильной системы ПРО (вариант «Сатурна»)
- «Призма» — прицел корабельной артиллерийской установки АК-726
- «Призыв» — космическая спасательная система (проект)
- «Прикол» — наручники со стационарным креплением
- «Прима» — 122-мм реактивная система залпового огня 9К59
- «Прима» — авиационная бортовая КВ радиостанция
- «Приморец» — центральная станция спутниковой связи 14Ц60-01
- «Приоритет» — перспективный танк Т-99 (проект)
- «Припять» — ГАС МГВ-13Б водолаза (в составе комплекса «Нерей»)
- «Природа» — космический фотокомплекс (КА «Ресурс»)
- «Природа» — модуль ОКС «Мир»
- «Приставка» — авиационная аппаратура для управления аэростатами
- «Приток» — аппаратура привода и связи с самолётом-заправщиком
- «Приток» — пеленгационная УКВ станция
- «Притон» — пулеулавливатель
- «Прицеп» — корабельная станция спутниковой связи для надводных кораблей Р-793
- «Причал» — авиационная лазерная станция подсвета и дальнометрирования
- «Проба» — радиолокационная метеорологическая станция РВЗ-1 (9С81)
- «Проворный» — большой противолодочный корабль проекта 61Э
- «Прогноз» — серия космических аппаратов СПРН
- «Программа» — РЛС ПРО
- «Прогрев» — система разминирования
- «Прогресс» — ПКР П-35 (3М44) (4К44) [SS-N-3B Shaddock]
- «Прогресс» — серия транспортных беспилотных грузовых космических кораблей (ТГК), выводимых на орбиту с помощью ракеты-носителя «Союз»  -  «Прогресс» — космический корабль снабжения 11Ф615А15
  -  «Прогресс-М» — космический корабль снабжения 11Ф615А55
  -  «Прогресс-М1» — космический корабль снабжения
  -  «Прогресс-М-СО1» — космический корабль снабжения
  -  «Прогресс-М-М» — космический корабль снабжения
  -  «Прогресс-М-МИМ2» — космический корабль снабжения
  -  «Прогресс-М-ГКМ» — специализированный грузовой корабль-модуль
  -  «Прогресс-МС» — космический корабль снабжения
  -  «Прогресс-М-УМ» — космический корабль снабжения
- «Прогресс» — авиационная станция целеуказания (Су-17; МиГ-27)
- «Прогресс» — активная радиолокационная ГСН КР Х-45
- «Прогресс» — РЛС переднего обзора на Т-4
- «Прогресс» — ряд автобусов на шасси грузовиков ГАЗ и ЗиЛ для нужд ГСОВГ (ГСВГ, ЗГВ)  -  «Прогресс-3» — капотный автобус на шасси ГАЗ-51. Выпускался в 1947—1956 гг.
  -  «Прогресс-3» — капотный автобус на шасси ГАЗ-51А. Выпускался в 1956—1959 гг.
  -  «Прогресс-4» — капотный автобус на шасси ГАЗ-51А. Выпускался с 1959 г. по начало 1960-х гг.
  -  «Прогресс-5» — капотный автобус на шасси ГАЗ-51А с оригинальным пассажирским кузовом. Выпускался с начала 1960-х гг.
  -  «Прогресс-7» — штабной бескапотный автобус на шасси ЗИЛ-157. Строился в 1960-х и до первой половине 1970-х годов.
  -  «Прогресс-8» — бескапотный автобус на шасси ГАЗ-51А. Строился в конце 1960-х и первой половине 1970-х годов.
  -  «Прогресс-9» — штабной бескапотный автобус на шасси ЗИЛ-157К. Строился в первой половине 1970-х годов.
  -  «Прогресс-12» — бескапотный автобус на шасси ГАЗ-53. Строился с начала до второй половины 1970-х гг.
  -  «Прогресс-30» — бескапотный автобус на шасси ГАЗ-53. Строился со второй половины 1970-х гг. до середины 1980-х гг.
  -  «Прогресс-35» — бескапотный автобус на шасси ГАЗ-53. Строился со второй половины 1980-х гг. до начала 1990-х гг.
- «Прожектор» — авиационная ракета Х-25 класса «воздух-земля»
- «Прожектор» — авиационная лазерная оптико-электронная станция
- «Прозаик» — 122-мм реактивный снаряд 9М16 (3М16) 9К51, 9К54, 9К55 с кассетной БЧ (5 мин ПОМ-2) для РСЗО
- «Пролив» — радиовзрыватель 5Е15 для ракеты В-600
- «Прометей» — ЗРК С-500
- «Проминь» — танковый прицел 1Г46М (в комплексе «Рось»)
- «Проня» — БПЛА-фоторазведчик
- «Проран» — аппаратура радиотехнической разведки
- «Прорыв» — дальний ударный БПЛА (проект)
- «Просвет» — станция орудийной наводки
- «Просветитель» — взрыватель 9Э136 для снаряда 3ОФ30
- «Простор» — командный пункт радиотехнической бригады
- «Простор» — авиационный тепловизор
- «Простор» — система оперативного координационного планирования применения средств НАКУ 14П05
- «Протва» — периметровое средство обнаружения
- «Противник» — мобильная РЛС ПВО 59Н6
- «Протей» — подводный буксировщик
- «Протектор» — универсальная тепловая машина
- «Протон» — переносная КВ радиостанция Р-353 (для спецназа)
- «Протон» — подводный транспортировщик
- «Протон» — тяжёлая ракета-носитель УР-500К (8К82К)
- «Протон» — авиационная РЛС
- «Протон» — комплекс средств автоматизации КП корпуса/дивизии Войск ПВО
- «Прыжок» — радиоприёмник Р-309А
- «Птицелов» — зенитный ракетный комплекс с боевой частью ЗРК «Сосна» на шасси БМД-4 и БМП-3
- «Пузырь» — новая армейская фляжка
- «Пума» — авиационная прицельно-навигационная система ПНС-24
- «Пума» — пограничный сторожевой катер на воздушной подушке проекта 18802
- «Пума» — корабельная система управления огнём 5П-10
- «Пума» — привязной аэростат
- «Пурга» — комплекс управления стрельбой противолодочным оружием
- «Пурга» — комплекс оптико-электронного подавления
- «Пурга» — опытный противолодочный ракетный комплекс (80Р)
- «Пурга» — авиационная РЛС (на Су-15М)
- «Пурга» — ледокольный сторожевой корабль проекта 52 (52К)
- «Пурпур» — квантовый дальномер танковый КДТ-2 (1Д16)
- «Путанка» — малозаметная проволочная сеть 190-МЗП-1М
- «Путь» — авиационная пилотажно-навигационная система
- «Путь» — корабельный прокладчик курса
- «Пчела» — разведывательный БПЛА
- «Пчела» — КА военной связи 11Ф611 («Стрела-2»)
- «Пчёлка» — самолёт связи Ан-14
- «Пятёрка» — ПКР П-5 [SS-B-3A Shaddock]

### Р
- «Равелин» — корабельная система обороны воздушных и морских рубежей
- «Равнодушие» — устройство для размножения перфолент П-118
- «Радаль» — самолётный радиодальномер
- «Радар» — унифицированный лазерный имитатор стрельбы и поражения 1К77 (для танков)
- «Радиан» — радиолокационный комплекс МРКП-58 (59)
- «Радиан» — радиостанция АСУ ПВО
- «Радиан» — система защиты
- «Радиан» — система автоматической охраны пусковых в РВСН
- «Радиан-1» — корабельная гидроакустическая станция миноискания МГ-509
- «Радий» — извещатель системы охраны
- «Радикал» — авиационная радиотехническая система ближней навигации А-312
- «Радиобарьер» — сигнализационный комплект
- «Радиоград» — РЛ-метеокомплекс МРЛ-5
- «Радиолуч» — РЛС 1Л117М
- «Радиус» — аппаратура командно-диспетчерской связи П-156
- «Радон» — вычислительная машина 5Э93
- «Радуга» — серия космических аппаратов (спасательная капсула на ОКС)
- «Радуга» — автоматическая система пожаротушения
- «Радуга» — обзорно-прицельная система для Ми-24
- «Радуга» — наземный стартовый комплекс 11К63
- «Радуга» — аппаратура наведения 9С475 комплекса 9К113
- «Радуга» — командная радиолиния ИАП ПВО
- «Радуга» — радиолокационная ГСН для ЗУР 5В11
- «Радуга» — гиперзвуковая ракета-лаборатория (на базе Х-22)
- «Радуга» — стабилизатор танкового вооружения
- «Радуга-Борт» — аппаратура командной радиолинии 5У15К
- «Разбег» — аппаратура криптографической защиты информации М-459
- «Разбежка» — модернизированная БМП-1
- «Разрыв» — артиллерийский КУВ 9К118 (9М119)
- «Разрыв» — аппаратура обеспечения стрельбы учебными артиллерийскими снарядами из пушки «Спрут-Б»
- «Ракета» — БРМ
- «Ракита» — радиовысотмер А-079-01
- «Ракурс» — малогабаритный тепловизионный модуль
- «Ракурс» — корабельная оптико-электронная прицельная станция СП-521
- «Ракурс» — прицел для стрелкового оружия 1П76
- «Ракушка» — бронетранспортёр БТР-МД на базе БМД-4 (Объект 955)
- «Рама» — комплекс средств КВ-УКВ радиоразведки (Р-381)
- «Рамка» — боевая машина поддержки танков БМПТ («Терминатор»)
- «Рамка» — корабельный радиопеленгатор
- «Рампа» — автоматическая баллистическая станция АБС-2С (1Б66)
- «Рампа» — мобильная защищённая многофункциональная баллистическая РЛС «Рампа-М-Т» на базе бронеавтомобиля «Тигр-М»
- «Рангоут» — корабельная РЛС целеуказания 4Ц30
- «Ранец» — переносная СВ-КВ приёмо-пеленгаторная станция Р-702
- «Ранжир» — унифицированный батарейный командный пункт 9С737
- «Рапан» — малогабаритный телеуправляемый подводный аппарат
- «Рапира» — 100-мм противотанковая гладкоствольная пушка МТ-12 (2А29)
- «Рапира» — 125-мм гладкоствольная танковая пушка Д-81-3 (2А46М)
- «Рапира» — авиационная система разведки
- «Рапира» — радиоприёмник-анализатор Р-731
- «Раскат» — военный вариант ракеты-носителя Н-1 (11А52) (проект)
- «Рассвет» — корабельная буксируемая ГАС
- «Рассвет» — геостационарный КА военной связи (проект)
- «Рассвет» — стыковочно-грузовой модуль МКС (МИМ-1)
- «Рассвет» — танковый тепловизионный прицел
- «Рассказ» — автоматизированный радиолокационно-технический пост для освещения наземной обстановки
- «Раструб» — корабельный ракетный комплекс УРК-5 (85РУ) [SS-N-14B Silex]
- «Ратник» — серия армейских автомобилей
- «Ратник» — 13-мм травматический револьвер
- «Рвя» — корабельная РЛС
- «Реактавр» — реактивная посадочная система ПРСМ-915 (ПРСМ-925)
- «Реалия» — разведывательно-сигнализационная аппаратура РСА 1К18
- «Реалия» — РЛ-запросчик ПЗРК «Игла»
- «Ребекка» — радиоприборный комплекс РПК-1М1 (1РЛ35М1)
- «Ребус» — кодо-блокировочное устройство (КБУ) спецбоеприпасов (ядерного оружия)
- «Ревень» — РЛС РУС-1
- «Регата» — станция активных помех (САП)
- «Редан» — РЛС управления береговой артиллерией
- «Редут» — комплекс управляемого танкового вооружения
- «Редут» — подвижный береговой ракетный комплекс [SSC-Scrubber]
- «Редут» — РЛС РУС-2  -  «Редут-40» — радиоулавливатель самолётов
  -  «Редут-41» — радиоулавливатель самолётов
  -  «Редут-К» — корабельный вариант одноантенного радиоулавливателя самолётов РУС-2
- «Редут» — средний танк Т-64А (объект 434 «Кедр»)
- «Режим» — блок защиты РЛС П-35
- «Резвый» — сторожевой корабль проекта 1135М [Krivak-II]
- «Резеда» — 360-мм безоткатное орудие (9М24) (батальонный тактический ракетный комплекс)
- «Резеда» — авиационная аппаратура РЭБ СПС-100
- «Резеда» — промежуточная многоканальная ДЦВ радиорелейная станция Р-402
- «Резистор» — радиотехническая система ближней навигации и посадки летательных аппаратов
- «Резонанс» — РЛС обнаружения малозаметных и низколетящих целей
- «Резонер» — ТРС станция Р-412АМ
- «Резчик» — ночной наблюдательный прибор ННП-23 (1ПН52)
- «Резюме» — тандемный кумулятивный выстрел ПГ-7ВР (7П28) к РПГ-7
- «Рейд» — радиостанция на ПЛ
- «Рейд» — РЛС МР-220
- «Рейд» — противоосколочный рейдовый костюм
- «Рейд-И» — флотский вариант радиостанции А-7
- «Рейс» — комплекс беспилотной тактической разведки ВР-3 (Ту-143); Ту-243
- «Река» — автомобиль-амфибия ВАЗ-2122
- «Рекорд» — опытный оперативно-тактический ракетный комплекс 9К77 (модернизация ОТРК 9К72)
- «Рекордсмен» — радиопеленгатор Р-303
- «Рекрут» — танковая СУО
- «Реликвия» — ночной бинокль БН-2
- «Реликт» — комплекс динамической защиты танка
- «Рельеф» — авиационная РЛС следования рельефу местности
- «Рельеф» — подвижный узел связи в мобильном РК РТ-15
- «Рельеф» — подвижный ракетный комплекс (9-А-2413) с КР РК-55 [SSC-X-4 Slinqshot]
- «Реостат» — передвижной пункт разведки и управления огнём артиллерии 1В119
- «Репер» — радиовысотомер РВ-5
- «Репер» — система постановки активных РЛ-помех
- «Репетитор» — тренажёр средств сигнализационного вооружения
- «Репетиция» — комплекс радио и звукоусилительного оборудования для озвучивания парадов и тренировок парадных расчетов 83т65
- «Ресурс» — серия КА зондирования Земли (17Ф41)
- «Рефлекс» — 125-мм танковый КУВ 9К119 (9М119; ЗУБК14) [AT-11 Sniper]
- «Рефрен» — навигационный тренажёр штурмана
- «Речник» — танковый ночной прибор ТКН-3М
- «Речь» — система радиоуправления спасательным катером «Фрегат»
- «Рея» — корабельная РЛС
- «Рея» — авиационная система радиоуправления спасательным катером
- «Ривьера» — лазерный целеуказатель-дальномер ЛЦД-2 (1Д22)
- «Рига» — комплекс средств автоматизации управления огнём буксируемой батальонной артиллерии 1В160
- «Рикша» — ракетно-космический комплекс
- «Ринг» — возимая КВ-УКВ радиостанция Р-181
- «Рион» — специальная переносная КВ радиостанция
- «Рион» — вертолётная спускаемая ГАС Ми-4РИ
- «Риони» — рулонный телеграфный аппарат РТА-6
- «Рист» — НАР ОАРС-210
- «Ритм» — корреляционно-фазовый пеленгатор
- «Ритм» — военные ЭВМ
- «Риф» — корабельный ЗРК (экспортный ЗРК «Форт») [SA-N-6 Grumble]
- «Риф» — корабельная РЛС обнаружения надводных целей
- «Риф» — ракета-носитель на базе БРПЛ РСМ-52 (проект)
- «Риф» — комплекс технических средств охраны для режимных объектов
- «Рица» — авиационная станция РТР и целеуказания
- «Робот» — самоходный ПТРК БТР-РД
- «Робот» — инженерная машина разграждения
- «Рогатка» — основной танк Т-72Б2 — модификация с модернизированным орудием 2А46М5
- «Роговица» — аппаратура контроля местоположения в групповом полёте А-326
- «Родон» — возбудитель радиопередатчиков КВ-УКВ диапазона Р-788-1
- «Родонит» — устройство преобразования сигнала
- «Родина» — проект лёгкого вертолёта Ка-12
- «Родиола» — комплекс подавления радиоуправляемых мин
- «Родник» — космический комплекс ведомственной связи
- «Родник» — переносной контрольно-слежечный КВ радиоприёмник Р-323М
- «Роза» — авиационная система единой индикации
- «Роза» — авиационная система постановки активных помех
- «Роза» — оптический взрыватель на ракете Р-55
- «Рой» — корабельная система управления артиллерией
- «Рой» — корабельная 30-мм автоматическая установка АК-630М1
- «Рокот» — ракета-носитель 14A02 на базе РС-18
- «Роман» — РЛС сопровождения 1Л36 (ЗПРК «Панцирь-С1»)
- «Роман» — перспективный ЗПРК
- «Ромашка» — авиационная антенно-фидерная система
- «Ромашка» — портативная радиостанция для связи наземных войск с авиацией
- «Ромашка» — ЗУР с ЯБЧ
- «Ромашка» — полевая окрасочная станция ПОС
- «Ромашка» — 152-мм специальный (ядерный) снаряд для пушек 2А36, 2С5
- «Ромб» — авиационная система ближней навигации РСБН-6С
- «Ромб» — авиационная станция общей РТР
- «Ромб» — экспортный вариант ЗРК «Оса»
- «Ромб» — КА 11Ф634 (для калибровки наземных РЛС)
- «Ромб» — проект самолёта (ЭМЗ Мясищева)
- «Ромб» — проект БПЛА на базе Ту-143
- «Ромб» — серия ёмкостных средств обнаружения для помещений
- «Россиянка» — система космического оружия на базе МБР
- «Росомаха» — перспективный ПТРК
- «Росток» — бронетранспортёр БТР-90 (ГАЗ-5923)
- «Росток» — автомобильная разведывательная станция АРС-3 (1РЛ29)
- «Роса» — разведывательный комплекс
- «Роса» — войсковая фильтровальная станция ВФС-2,5
- «Росич» — бронежилет
- «Рось» — вертолётная опускающаяся ГАС ВГС-3
- «Рось» — корабельная ГАС МГ-349
- «Рось» — танковый прицельный комплекс 1А43У на Т-64]БМ
- «Ротор» — КА детальной фоторазведки 11Ф691 («Зенит-4М»)
- «Ротор» — корабельная УКВ поисково-пеленгаторная радиостанция Р-728
- «Роульс» — оптический монокуляр со стабилизированным полем зрения ОМС-1
- «Ртуть-Б» — станция помех радиовзрывателям СПР-2 (1Л29)
- «Рубеж» — подвижный грунтовый ракетный комплекс с МБР РС-26
- «Рубеж» — подвижный береговой противокорабельный ракетный комплекс 4К40 [SSC-3 Sallen]
- «Рубеж» — тепловизионный прицел ПНК-2-42 (БМП-2)
- «Рубеж» — АСУ истребительного авиационного полка
- «Рубеж» — АСУ Пограничных Войск
- «Рубеж» — инфракрасная ГСН
- «Рубероид» — корабельный автоматизированный комплекс связи (на «Стерегущем»)
- «Рубин» — корабельная ГАС для ПЛ МГК-300
- «Рубин» — морской тральщик проекта 12660 (тип «Железняков») [Gorya]
- «Рубин» — авиационная РЛС обзора земной поверхности
- «Рубин» — радиовысотмер малых и больших высот А-075-04М
- «Рубин» — лазерный стрелковый тренажёр ЛТ-122ПМ (ИК)
- «Рубин» — 125-мм опытный танковый комплекс управляемого вооружения
- «Рубин» — проект КК многоразового использования («Буран»)
- «Рубин» — подвижная многоканальная ДЦВ радиорелейная станция РРЛ-6 (Р-400)
- «Рубин» — гидроакустический комплекс МГК-300
- «Рубидий» — авиационный радиоприцел РПБ-4; РММ-2
- «Рубидий» — авиационная панорамная РЛС
- «Рубидий» — большие разведывательные корабли проекта 1826
- «Рубикон» — корабельная ГАС МГК-400
- «Рубикон» — комплекс радиотехнической разведки
- «Рубикон» — аппаратура управления крылатой ракетой КСР-2
- «Рубикон» — авиационный прицельно-навигационный комплекс
- «Рубка» — корабельная РЛС МР-302
- «Руза» — РЛС в комплексе «Аргунь»
- «Руина» — машина начальника штаба дивизиона 1В111-1
- «Румб» — инерциальная навигационно-топогеодезическая аппаратура
- «Румб» — корабельный радиопеленгатор
- «Румб» — инерциальная навигационная система самолётов
- «Русалка» — корабельный магистральный КВ радиоприёмник Р-670 (мод. Р-250)
- «Русич» — серия колёсных тягачей
- «Руслан» — военно-транспортный самолёт Ан-124 [Condor]
- «Руслан» — спутниковая система связи
- «Русь» — автономный самоходный глубоководный аппарат пр. 16810
- «Русь» — ракета-носитель (проект)
- «Русь» — проект орбитальной космической станции
- «Русь» — проект самолёта
- «Рута» — радиолокационный прицел 1А31 на пушке МТ-12Р «Рапира»
- «Рута» — авиационный развед-корректировочный комплекс (Ми-2КР)
- «Ручей» — самоходная гидроакустическая мишень» — имитатор ПЛ МГ-64
- «Ручей» — комплекс военной связи на КА «Молния-1Т»
- «Ручей» — лёгкая подвижная малоканальная УКВ радиорелейная станция Р-401
- «Рым» — корабельная РЛС
- «Рым» — авиационная дальномерно-азимутальная система
- «Рысак» — комплект технических средств для несения службы пограничным нарядом
- «Рысь» — боевая разведывательная машина БРМ-3 на базе БМП-3
- «Рысь» — российская модификация итальянского бронеавтомобиля Iveco LMV
- «Рысь» — патрульный катер
- «Рысь» — станция артиллерийской разведки АРК-1 (1РЛ239)
- «Рысь» — ручной огнемёт РПО
- «Рысь» — РЛС управления огнём МР-104 АУ АК-230
- «Рысь» — 9-мм опытный пистолет-пулемёт (на базе АКС74У)
- «Рысь» — модульное тактическое снаряжение М15 (разгрузка)
- «Рысь» — ГАС
- «Рысь» — авиационный прицельно-навигационный комплекс
- «Рычаг» — авиационный комплекс РЭБ
- «Рэбовец Wall-e»» — мобильная гусеничная платформа для радиоэлектронного прикрытия штурмовых групп
- «Рябина» — КВ радиоприёмник Р-155П; Р-355
- «Рябина» — авиационная лазерно-ТВ прицельная станция
- «Рябина» — радиовысотомер А-069А ПКР Х-31А

### С
- «Сабля» — авиационная система радиотехнической разведки
- «Сабля» — авиационная РЛС бокового обзора
- «Саван» — танковая система управления огнём (Украина» — Франция)
- «Садко» — машины семейства ГАЗ-3308
- «Садко» — ледокольный сторожевой корабль проекта 97АП
- «Садко» — корабль обеспечения проекта 11570 (для атомных подводных лодок проекта 941)
- «Садовница» — БМД-4М (объект 960М)
- «Сажем» — танковый тепловизионный прицел
- «Саженец» — 203-мм специальный (ядерный) снаряд для пушки 2С7
- «Сажень» — лазерный дальномер (квантово-оптическая система)
- «Сазан» — авиационный прицел для торпедометания
- «Сайга» — семейство карабинов
- «Сайгак» — малый десантный корабль проекта 106К
- «Сайгак» — патрульный катер проекта 14081/14082 (катер-мишень)
- «Сайгак» — самолёт Ту-16ЛЛ (отработка вооружения самолёта М-17)
- «Салгир» — корабельный навигационный комплекс
- «Салют» — бортовая вычислительная аппаратура космического аппарата «Янтарь»
- «Салют» — серия пилотируемых космических станций ДОС-7К
- «Салют» — самоходная салютная установка 2А84
- «Салют» — Радиолокационный комплекс 5Н69 заводское название СТ-67
- «Саман» — имитатор воздушных целей 9Ф841
- «Самодержец» — перспективный комплекс ПВО-ПРО С-500 («Властелин»)
- «Самоцвет» — авиационный визир
- «Самум» — многофункциональная РЛС
- «Самшит» — авиационная оптико-электронная прицельная система
- «Самшит» — гидроакустический лаг ЛА-4
- «Самшит» — авто-рулевое корабельное устройство
- «Сангвин» — самоходный лазерный комплекс противодействия авиации
- «Сандал» — бесшнуровой телефонный коммутатор дальней конфиденциальной связи П-468
- «Сандал» — корабельная РЛС
- «Сани» — 120-мм миномётный комплекс 2С12
- «Санитар» — санитарная модификация тягача МТ-ЛБ
- «Сантиметр» — 152-мм артиллерийский КУВ 2К24  -  «Сантиметр-М» — 152-мм артиллерийский управляемый снаряд дальностью 18 км
  -  «Сантиметр-М1» — 155-мм артиллерийский управляемый снаряд дальностью 20 км
- «Саня» — индикатор оптических систем
- «Сапер» — нож-мачете (лопата)
- «Сапсан» — подвесной оптико-электронный контейнер
- «Сапсан» — фрегат (проект)
- «Сапсан» — тепловизионная камера
- «Сапсан» — вертолёт Ми-8АМТШ-ВН для выполнения специальных задач связанных с десантированием и огневой поддержкой десантов
- «Сапфир» — авиационный радиолокационный прицел РП-21 (22)
- «Сапфир» — минный тральщик проекта 10750 [Lida]
- «Сарган» — экспериментальная подводная лодка
- «Сарган» — сторожевой катер проекта 1100М
- «Сармат» — стратегический ракетный комплекс РС-28 шахтного базирования [SS-X-30]
- «Сарыч» — эскадренный миноносец проекта 956 [Balcom-2] [Sovremenny]
- «Сатурн» — РЛС ПВО П-30М и П-35М
- «Сатурн» — авиационный радиоастрокомпас
- «Сатурн» — прибор для дешифрования рулонных фотоматериалов ПДН-7С
- «Сатурн» — армейский ракетный тактический комплекс (опытный)
- «Сатурн» — система ПРО (проект)
- «Сатурн» — авиационная оптическая поисковая система с ТВ каналом
- «Сафари» — самолёт Ан-28 с американскими двигателями
- «Сафари» — травматический револьвер
- «Сахалин» — автоматизированный комплекс РТР
- «Сахалин» — подвесной агрегат заправки (ПАЗ)
- «Сахароза» — 152-мм кассетные боеприпасы с 8 боевыми элементами
- «Сачок» — баллистический вычислитель 1В520 для БРМ-3К и ПРП
- «Саяны» — авиационный комплекс РЭП
- «Сбор» — автоматизированный тактический разведывательный комплекс
- «Сбор» — носимый поисковый УКВ радиоприёмник радиосетей ВДВ (Р-255ПП)
- «Сборка» — подвижный пункт разведки воздушных целей
- «Свет» — станция обнаружения гидроакустических сигналов МГ-13 для ПЛ
- «Свет» — станция звукоподводной связи МГ-15 для ПЛ
- «Свет» — система наведения
- «Свет» — мобильная станция радиоэлектронной разведки
- «Светлана» — аэрофинишёр С-2
- «Светляк» — сторожевой катер проекта 10410 [Svetlyak]
- «Светоч» — спутник военной связи 11Ф625 («Стрела-1М»)
- «Свеча» — реактивная бомба-ориентир для РБУ-2500
- «Свинец» — 125-мм БПС 3БМ42М; 3БМ48 («Свинец-2»)
- «Свиристелка» — 120-мм САУ 2С9-1
- «Свирь» — танковый КУВ 9К120 [AT-11 Sniper]
- «Свитязь» — летающий стартовый комплекс Ан-225 с РН «Зенит»
- «Свияга» — гидроакустическая станция звукоподводной связи МГ-15 для ПЛ
- «Свод» — авиационная радиотехническая система ближней навигации РСБН-2С
- «Свод-Встреча» — система РТ-обеспечения
- «Связка» — подвижная аппаратная дистанционного управления радиопередатчиками Р-151
- «Сдвиг» — РЛС П-12МП
- «Сдержанный» — большой противолодочный корабль проекта 61М
- «Север» — проект космического корабля для облёта Луны
- «Север» — глубоководный аппарат проекта 1825
- «Север» — эхоледомер для ПЛ МГ-518
- «Север» — серия автомобилей
- «Север» — корабельный РЛК управления оружием
- «Север» — переносная КВ радиостанция
- «Северок» — переносная КВ радиостанция
- «Северянка» — подводные лодки проекта 613 (C-148)
- «Сегмент» — корабельный астрокорректор
- «Сегмент» — ретрансляционная аппаратура на КА серии «Молния»
- «Сезон» — полевая волоконно-оптическая система передачи П-337
- «Секрет» — бронепапка
- «Секунда» — бесфутлярный бинокль
- «Секунда» — проект экраноплана-авианосца
- «Секция» — комплект оборудования для обработки фотоматериалов КОФ-1; −2
- «Селен» — оборонительная РЛС на Ту-4 (проект)
- «Селена» — корабль поисково-измерительный комплекс пр 1929
- «Селена» — бортовой комплекс связи и ретрансляции 83Т035АМ
- «Селена» — бинокль ночной БНВ-3
- «Селигер» — научно-исследовательское судно ВМФ проекта 11982
- «Селигер» — аппаратура телевизионной космической связи
- «Селигер» — радиоизотопный высотомер
- «Селигер» — система глубоководных аппаратов, используемая на подводных лодках проекта 611П
- «Сельсин» — система наведения
- «Селезень» — гладкоствольное охотничье ружьё ТОЗ-123 4-го калибра на базе полицейского КС-23
- «Сёмга» — ПЛ пр 671РТ [Victor-II]
- «Сенеж» — АСУ бригады ПВО 5С99МЭ
- «Серия» — разведывательный РЛК
- «Серна» — десантно-высадочный катер на воздушной каверне проекта 11770
- «Серна» — корабельная ГАС миноискания МГ-89
- «Серпей» — донная мина
- «Сетка» — оптико-электронный тренажёр АК-74 (1У37)
- «Сетка» — система защиты
- «Сетка» — радиовзрыватель 9-В-5672 (для боевых элементов кассетной авиабомбы)
- «Сеть» — прибор передачи информации
- «Сжатие» — система наведения
- «Сжатие» — самоходный лазерный комплекс (СЛК) на шасси гаубицы 2С19 «Мста С»
- «Сибирь» — низкоуровневый тепловизионный модуль
- «Сибирь» — ледокол проекта 51
- «Сибиряк» — самолёт для высокоширотной эксплуатации Ан-30Д
- «Сиваш» — монитор проекта 1190
- «Сивуч» — ракетные корабли на воздушной подушке проекта 1239 (Бора) [Dergach]
- «Сигма» — корабельный навигационный комплекс
- «Сигма» — корабельная БИУС
- «Сигма» — авиационная аппаратура радиационной разведки
- «Сигнал» — 15-мм сигнальный пистолет 7И3 и его патрон 7С8
- «Сигнал» — автоматизированная система боевого управления РВСН
- «Сигнал» — неконтактный взрыватель 3ВТ14
- «Сигнал» — базовый корабль РЛ дозора проекта 963
- «Сигнал» — измерительный ГАК
- «Сигнал» — штурманский астронавигационный перископ
- «Сигнал» — серия милицейских радиостанций 201А; 201АС; 402
- «Сигнал» — телеметрическая станция
- «Сизяк» — учебно-тренировочная станция комплекса «Смельчак»
- «Сила» — корабельный навигационный комплекс
- «Силуэт» — картографический КА («Янтарь-1КФТ») («Комета»)
- «Симбир» — автомобиль общего назначения УАЗ-3170
- «Символ» — стационарная станция спутниковой связи
- «Символ» — корабельная радио-оптико-электронная астронавигационной система
- «Символизм» — серия 152-мм специальных (ядерных) снарядов для пушек 2А36, 2С5
- «Симфония» — бронированная медицинская машина БММ-80 (на базе БТР-80)
- «Симфония» — морской навигационный комплекс
- «Синева» — БРПЛ Р-29РМУ2 (РСМ-54) [SS-N-28 Skiff]
- «Синица» — командно-штабная машина БМД-1Р на шасси БТР-Д
- «Синица» — мишенный комплекс (на базе С-75)
- «Синица» — КВ радиостанция Р-118 на шасси ЗИС-151
- «Синица» — подвижная КВ радиостанция Р-118
- «Синица» — ЗУР Р-103 (жидкостная)
- «Синичка» — вещательный радиоприёмник МП-64 для политработников
- «Синтез» — всплывающая антенна на ПЛ
- «Синтез» — корабельная система спутниковой навигации
- «Синус» — бортовая система индикации и управления ЛА
- «Синяя птица» — серия колёсных вездеходов ЗиЛ (ЗиЛ-4906, ЗиЛ-49061 и ЗиЛ-29061)
- «Сирена» — авиационная система индикации РЛС облучения
- «Сирена» — подводный транспортировщик
- «Сирена» — аппаратура засекречивания телефонных переговоров УКВ каналов связи Р-754
- «Сирена» — переносная радиостанция
- «Сирена» — проект МБР
- «Сирень» — авиационная станция РЭП СПС-141
- «Сирень» — двухплоскостной стабилизатор вооружения 2Э18 для танка Т-64
- «Сирень» — танковый радиолокационный дальномер 1РД17
- «Сирень» — серия спецсредств с CS
- «Сирень» — узел радиоперехвата телефонных передач КВ диапазона Р-322В
- «Сирень-7» — 23-мм патрон к ружью КС-23 с контейнером, содержащим ирритант CS
- «Сириус» — станция звукопроводной связи
- «Сириус» — квантово-оптическая система (КОС)
- «Сириус» — проектный ударный беспилотный летательный аппарат («Иноходец-РУ»)
- «Система» — система управления танковым огнём
- «Сич» — космический аппарат
- «Скала» — радиолокационная система управления (4Р43) ракетным комплексом «Редут»
- «Скальп» — ядерная авиационная глубинная бомба СК-1 (5Ф48)
- «Скальпель» — летающий госпиталь Ил-76МД, Ан-26М
- «Скаляр» — комплекс радиоприёмных устройств Р-774 для ВМФ
- «Скат» — атомная подводная лодка с крылатыми ракетами проекта 670 [Charlie-I]
- «Скат» — десантные катера на воздушной подушке проекта 1205 [Gus]
- «Скат» — корабельный ГАК МГК-540 (500; 503; 520)
- «Скат» — опытная глубинная атомная бомба
- «Скат» — погружающееся стартовое устройство с МБР пр 602 (проект)
- «Скат» — антенна с ФАР РЛПК «Оса»
- «Скат» — защитный бронешлем
- «Скат» — специальный защитный (противоосколочный) комбинезон
- «Скат» — малозаметный ударный БПЛА
- «Скафандр» — гидроакустическая станция МГА-2 спасательных судов
- «Скворец» — переносная радиостанция Р-138
- «Скворец» — 57-мм НАР АРС-57 (С-5)
- «Скворец» — радиовзрыватель для 80-мм НАР
- «Скип» — авиационная радиосистема дальней навигации А-720 (РСДН-10)
- «Скиф» — самозарядный пистолет МР-448
- «Скиф» — боевая космическая станция 17Ф19ДМ («Полюс»)
- «Скиф» — ПТРК Р-2
- «Скиф» — малогабаритный тепловизор ПН
- «Скиф» — бронешлем
- «Скоба» — НАР ТРС-10Ф (С-10Ф)
- «Скол» — разведывательный комплекс
- «Скопа» — миниатюрный тепловизор
- «Скорость» — подвижный грунтовый ракетный комплекс 15Ж66
- «Скорпион» — авиационный ПТУР (экспортная «Фаланга»)
- «Скорпион» — ракетно-артиллерийский катер пр 12300
- «Скорпион» — бронеавтомобиль с АГС и Корд на базе УАЗ-3159
- «Скорпион» — проект корабля носителя МБР проекта 909
- «Скорпион» — мобильный барьер МБ для спецопераций
- «Скорпион» — переносной ПТРК (проект)
- «Скорпион» — разгрузочный жилет
- «Скорпион» — бронежилет
- «Скосок» — очки ночного видения ОВН-1
- «Скрежет» — бронетранспортёр для перевозки расчётов зенитных ракетных комплексов БТР-ЗД в двух вариантах: со стеллажами для ПЗРК и установкой ЗУ-23-2
- «Скрытность» — РЛС
- «Скумбрия» — корабельное радиопередающее устройство
- «Славутич» — командное судно проекта 994
- «Славянка» — десантный катер проекта 20150
- «Сланец» — активная радиолокационная ГСН повышенной дальности
- «След» — кабелеукладчик П-286 на базе тягача АТС-59
- «След» — комплекс технических средств оповещения и информации П-166Ц
- «Слепень» — речной артиллерийский катер проекта 1208 [Yaz]
- «Слепок» — комплекс средств автоматизации управления огнём ракетной бригады 9С729М
- «Слива» — корабельный КВ радиопередатчик Р-647
- «Слойка» — ядерный заряд РДС-6С
- «Слон» — измеритель параметров полевых линий связи П-324
- «Смальта» — авиационная бортовая станция постановки групповых помех изделие Л-001
- «Смежник» — БПЛА
- «Смельчак» — 240-мм артиллерийский КУВ 1К113 для 2С4
- «Смелый» — корабельный комплекс РЭБ ПК-10
- «Смелый» — эскадренный миноносец проекта 30-бис;31 [Skory]
- «Смерч» — авиационный радиоприцел РП-С
- «Смерч» — авиационная РЛС
- «Смерч» — автоматизированный комплекс связи Р-781М
- «Смерч» — реактивная бомбомётная установка РБУ-1000, −2500, −6000
- «Смерч» — 300-мм РСЗО БМ-30 (9К58)
- «Смерч» — водородно-кислородный разгонный блок 14С40 (проект)
- «Смерш» — комплект полевого снаряжения
- «Смерш» — боевой нож (развитие финки НКВД)
- «Смета» — корабельная система управления постановкой пассивных помех
- «Смоква» — аппаратура РЭБ
- «Смола» — 240-мм специальная (ядерная) мина для миномётов 52-М-864, 2С4
- «Снайпер» — ночной прицел
- «Снег» — 140-мм морская РСЗО А-223
- «Снег» — самолётный оптический прицел АСП-4Н
- «Снег» — сторожевой корабль IV серии проекта 39
- «Снегирь» — авиационная аппаратура передачи данных
- «Снегирь» — неконтактный радиовзрыватель
- «Снегирь» — корабельная станция космической связи
- «Снегирь» — станция обнаружения кильватерного следа МНК-100 («Колос»)
- «Снегирь» — инфракрасная ГСН для ПКР П-15
- «Снегирь» — проект лёгкого армейского вертолёта Ми-52-1
- «Снежинка» — радиопередатчик
- «Соболь» — патрульный катер проекта 12200
- «Соболь» — КВ радиостанция Р-118БМ3 на шасси ГАЗ-63 или ГАЗ-66
- «Соболь» — ракета-мишень РМ-207А
- «Соболь» — авиационная РЛС («Орёл»)
- «Соболятник» — радиолокационная станция 1Л278 для размещения на БПЛА
- «Сова» — авиационный прицельно-поисковый комплекс
- «Сова» — оперативно-тактический ракетный комплекс («Марс»)
- «Сова» — прибор ночного видения унифицированный
- «Сова» — акустическая система разведки
- «Сова» — корабельный комплекс оптико-электронного подавления
- «Совершенствование» — перспективный танк Т-95 (об195)
- «Советник» — вертолётный комплекс специального технического контроля
- «Сода» — танковая противонапалмовая система
- «Согжой» — пограничный катер на воздушной каверне пр 14230
- «Сож» — танковый прицел
- «Сож» — навигационный комплекс ПЛ
- «Созвездие» — корабельный комплекс РЭБ МП-510
- «Созвездие» — самоходная салютная установка 2А85
- «Созидание» — гранатомёт
- «Сойка» — радиопеленгатор
- «Сокол» — авиационный радиолокационный прицел РП-6
- «Сокол» — УКВ радиостанция Р-352
- «Сокол-М» — УКВ радиостанция Р-392
- «Сокол» — малый противолодочный корабль на подводных крыльях проекта 1141 [Babochka] и проекта 1145 [Mukha]
- «Сокол» — пограничные сторожевые катера проекта 23505
- «Сокол» — перспективная бортовая РЛС с ФАР Н031 («Жук-МСФ»)
- «Сокол» — морская крылатая ракета П-20
- «Сокол» — астроинерциальная система управления РУ-6-2П
- «Сокол» — 125-мм перспективный танковый КУВ
- «Сокол» — авиационный скафандр (для экипажа Т-4)
- «Сокол» — испытательный стенд ЭУ «Кристалл» для ПЛ
- «Сокол» — прибор наблюдательный бинокулярный ПНБ-3
- «Сокол» — многоцелевой самолёт М-201
- «Сокол» — прицел ПТРК «Метис-М»
- «Сокол» — система управления движением космического аппарата («Зенит»)
- «Сокол» — сторожевой корабль проекта 42
- «Солнце» — корабельный теплопеленгатор
- «Солнцепёк» — тяжёлая огнемётная система ТОС-1А
- «Соловей» — авиационный СВ-КВ приёмник УС-9
- «Сом» — дизель-электрические подводные лодки проекта 641Б [Tango]
- «Сом» — буксировщик водолаза
- «Сом» — авиационный прицел для торпедометания
- «Сом» — разгрузочный жилет М32
- «Соната» — авиационная аппаратура РЭБ
- «Сопка» — буксируемый береговой ракетный комплекс С-2 [SSC-2 Samlet]
- «Сопка» — РЛС 69Ж6
- «Сорбция» — авиационная бортовая станция РЭБ Л-005С
- «Сорока» — БТРД-КШМ, командно-штабная машина на шасси БТР-Д, звена «полк-бригада», оборудованная средствами связи и БПЛА «Шмель»
- «Сорока» — БПЛА
- «Сосна» — ЗПРК
- «Сосна» — КВ/УКВ радиоприёмник Р-160
- «Сосна» — мобильная радиостанция Р-161А2-М2 на шасси ЗиЛ-131
- «Сосна» — антенно-мачтовое устройство
- «Сосна» — семейство танковых многоканальных прицелов
- «Сосна» — РЛС ПВО/ПРО
- «Сосна» — танк Т-64Б1
- «Сосна» — экспортная гиперзвуковая ЗУР («Багульник»)
- «Сосник» — измерительная аппаратура П-320С
- «Сотка» — бомбардировщик Т-4
- «Союз» — ракета-носитель 11А511
- «Союз» — космический корабль 11Ф615
- «Спартак» — бронеавтомобиль многоцелевого назначения
- «Спартак-49» — 7,62-мм однозарядная спортивная винтовка С-49
- «Спасатель» — экраноплан проекта 902С (9037)
- «Спасатель» — морской буксир-спасатель/ПСКР проекта 733
- «Спектр» — корабельная станция обнаружения лазерного излучения
- «Спектр» — машина 1В118 (на базе БТР-80) системы управления огнём батареи САУ 2С23 «Нона-СВК»
- «Спектр» — бортовая аппаратура командного управления 11Г6 (МиГ-31)
- «Спектр» — авиационный ИК пеленгатор
- «Спектр» — искусственный спутник Земли
- «Спектр» — многофункциональный моделирующий комплекс
- «Спектр» — модуль ОКС «Мир»
- «Спектр» — аппаратура шумовых помех П-217А
- «Спектр» — шифровальная машина М-100
- «Спин» — аппаратура обнаружения телевизионных и оптико-электронных средств
- «Спираль» — авиационно-космическая система
- «Спичка» — светошумовая граната
- «Сплав» — пункт управления и наведения Э-501 (комплекса Э-500)
- «Спринт» — лазерный целеуказатель
- «Спринт» — корабельный комплекс РЭБ МП-401С
- «Спринтер» — ПТРК
- «Спрут» — ПТРК
- «Спрут» — 125-мм самоходная/буксируемая противотанковая пушка 2А45; 2А45М; 2С25; (9С33)
- «Спрут» — пункт управления и наведения истребительной авиации
- «Спрут» — стационарная радиостанция средней мощности
- «Спрут» — комплекс антенных устройств
- «Спрут» — корреляционная система наведения КР Х-55
- «Спрут» — ПУСТБ-1123
- «Спрут» — дрейфующий прибор гидроакустического подавления
- «Спрут-Тунец» — система гидроакустического противодействия торпедам
- «Спутник» — тепловая ГСН для С-2 «Сопка»
- «Спутник» — орбитальный вариант ракетоплана Ту-136
- «Спутник» — ракета-носитель 8А91 на базе МБР Р-7А
- «Ставрополь» — корабельный автомат пеленга и дистанции (АПД)
- «Стадион» — КВ радиостанция Р-118АМ на шасси БТР-152
- «Сталинград» — прибор управления торпедной стрельбой
- «Сталинград» — тяжёлый крейсер пр 82
- «Сталинец» — серия советских гусеничных тракторов, в том числе двойного назначения  -  «Сталинец-60» — гусеничный трактор С-60, производившийся в 1933-1937 годах
  -  «Сталинец-65» — гусеничный трактор С-65, производившийся в 1937-1941 годах
- «Сталинец-2» — средний артиллерийский тягач С-2
- «Сталкер» — перспективная БРМ 2Т
- «Сталкер» — модульный разгрузочный жилет ЖТУ
- «Стандарт» — самолёт для проверок работы аэродромных радиотехнических средств Ан-26КПА («Калибровщик»)
- «Старт» — ракета-носитель (на базе МБР РС-12М)
- «Старт» — корабельный комплекс РЭБ МП-405
- «Старт» — электронно-вычислительный комплекс
- «Старт» — марка твёрдого топлива 2-й ступени МБР РТ-23
- «Статор» — 280-мм самоходная артиллерийская установка СМ-79
- «Статус» — океанская многоцелевая система вооружения
- «Стационар» — стационарный спутник связи
- «Створ» — корабельная РЛС
- «Стеллит» — малогабаритная антенна для ПКП (15Э1859)
- «Степь» — авиационная подвесная станция РЭБ СТ-9000
- «Степь» — подвижная ремонтно-техническая база Бр-211 (2У659)
- «Стерегущий» — пограничный сторожевой корабль пр 31511
- «Стерегущий» — малозаметный сторожевой корабль пр 20380 («Тигр»)
- «Стереоскоп» — станция спутниковой связи общего назначения
- «Стерх» — космический аппарат
- «Стерх» — комплекс воздушного наблюдения (БПЛА + наземное оборудование)
- «Стефанит» — комплекс технических средств АКОС П-167
- «Стилет» — бортовой комплекс космического аппарата «Скиф-Стилет»
- «Стилет» — самоходный лазерный комплекс (СЛК) первого поколения
- «Стилет» — система наведения
- «Столб» — авиационная ИК прицельная система
- «Страж» — автоматизированный радиолокационный и оптико-электронный комплекс охраны
- «Страж» — бронежилет
- «Стражник» — бесствольный пистолет самообороны
- «Стратосфера» — высотный самолёт М-17
- «Стрекоза» — аппаратура засекречивания телекодовой информации
- «Стрекоза» — малый БПЛА
- «Стрела» — серия переносных и самоходных зенитных ракетных комплексов  -  «Стрела-1» — самоходный зенитный ракетный комплекс 9К31 на базе БРДМ-2 (боевая машина 9А31) [SA-9 Gaskin]
  -  «Стрела-1М» — самоходный зенитный ракетный комплекс 9К31М на базе БРДМ-2 (боевая машина 9А31) [SA-9 Gaskin]
  -  «Стрела-2» — переносной зенитный ракетный комплекс 9К32 [SA-7 Grail]
  -  «Стрела-2М» — переносной зенитный ракетный комплекс 9К32М [SA-7B Grail]
  -  «Стрела-3» — переносной зенитный ракетный комплекс 9К34 [SA-14 Gremlin]
  -  «Стрела-10» — самоходный зенитный ракетный комплекс 9К35 на базе МТ-ЛБ (боевая машина 9А35) [SA-13 Gopher]
  -  «Стрела-10СВ» — самоходный зенитный ракетный комплекс
  -  «Стрела-10М» — самоходный зенитный ракетный комплекс 9К35М на базе МТ-ЛБ, отличается новой головкой самонаведения ракет 9К37М
  -  «Стрела-10М2» — самоходный зенитный ракетный комплекс 9К35М2
  -  «Стрела-10М3» — самоходный зенитный ракетный комплекс 9К35М3
  -  «Стрела-10М3-К» — самоходный зенитный ракетный комплекс 9К35М3 на базе БТР-60 (боевая машина 9А35М3-К)
  -  «Стрела-10М4» — самоходный зенитный ракетный комплекс 9К35М4
  -  «Стрела-10МН» — самоходный зенитный ракетный комплекс
- «Стрела» — морской ЗРК [SA-N-5 Grail]
- «Стрела» — бортовой комплекс аппаратуры связи самолётов Ту-142МК-МЗ
- «Стрела» — ракета-носитель 15A20 (14А036) на базе РС-18
- «Стрела» — ПКР КСС (опытная)
- «Стрела» — стационарный противокорабельный ракетный комплекс
- «Стрела» — опытная НАР АРС-190 (ТРС-190, С-19)
- «Стрела» — гиперзвуковая летающая лаборатория (ГЭЛА)
- «Стрела» — базовый тральщик II серии пр 53
- «Стрела» — наземная система контроля комплекса ДБР-1
- «Стрела» — опытный истребитель С-1
- «Стрела» — серия КА обеспечения военной связи
- «Стрела» — станция РЭБ на самолёте Як-28ПП
- «Стрела» — 5,6-мм малокалиберная целевая винтовка под патрон кольцевого воспламенения МЦВ-55
- «Стрела-3» — 5,6-мм малокалиберная произвольная винтовка под патрон кольцевого воспламенения МЦВ-59
- «Стрела-3» — 23-мм патрон с пластиковой пулей травматического действия к ружью КС-23
- «Стрелец» — комплект аппаратуры управления и пусковых модулей для ракет ПЗРК «Игла»
- «Стрелка» — самолёт Ла-160
- «Стрелок» — морской минный тральщик проекта 266ДМ (проекта 02666)
- «Стремнина» — авиационная система радиосвязи
- «Стриж» — комплекс беспилотной оперативно-тактической разведки ВР-2 с БПЛА Ту-141
- «Стриж» — надувная лодка (десантная)
- «Стриж» — мишенный комплекс с ракетой-мишенью РМ-245
- «Стриж» — переносная КВ радиостанция Р-394КМ
- «Стриж» — 450-мм авиационная телеуправляемая торпеда Т-67
- «Стриж» — авиационная поисково-прицельная система
- «Стриж» — самоходная надувная шлюпка
- «Стриж» — учебно-тренировочный экраноплан пр 19500
- «Стриж» — зенитный реактивный снаряд ЗРС РЗ-115 «Ворон»
- «Стриж» — самолёт Су-17М [Fitter-D]
- «Стриж» — проект учебно-боевого самолёта Т-501
- «Строй» — комплекс беспилотной тактической разведки с БПЛА «Пчела»
- «Структура» — гидроакустическая станция звукоподводной связи МГ-55
- «Струна» — РЛС защиты ответственных объектов 52Э6
- «Стугна» — 100-мм танковый комплекс управляемого вооружения
- «Стукалка» — аварийная ГАС МГС-29
- «Судья» — опытный авиадесантный лёгкий плавающий танк (об934)
- «Сумрак» — маскировочный костюм
- «Суперкопье» — авиационная бортовая РЛС
- «Сура» — нашлемная система целеуказания
- «Сура» — авиационный теплопеленгатор
- «Сура» — РЛС П-12МА (1РЛ14МА)
- «Сура» — авиационный автоматический радиокомпас АРК-22
- «Сургут» — радиолинии мобильной правительственной связи (на КА)
- «Сурикат» — носимый комплекс РЭБ для крепления на разгрузку
- «Сурок» — 240-мм реактивный снаряд М-24ФУД для РСЗО БМ-24
- «Сухогруз» — авиационная станция постановки оптико-электронных помех Л-166С1
- «Сухожилие» — многоцелевая бронированная медицинская машина (БММ) на базе БТР-90
- «Сухона» — морской минный тральщик проекта 317 [Alesha]
- «Суша» — семейство унифицированных армейских грузовых автомобилей повышенной проходимости (Урал-4322, Урал-5323, Урал-43222, Урал-43224, Урал-53234, Урал-4422, Урал-44221-862)
- «Сфера» — геофизическая ракета-носитель на базе оперативно-тактического ракетного комплекса «Ока»  -  «Сфера-М» — геофизическая ракета-носитель на базе оперативно-тактического ракетного комплекса «Ока-У»
- «Сфера» — система управления торпедной стрельбой
- «Сфера» — корабельный ПУС артиллерии
- «Сфера» — авиационная система дальней навигации
- «Сфера» — защитный шлем ССШ-94
- «Сфера» — серия разведывательных КА («Космос-3М»)
- «Сыч» — портативный тепловизор-дальномер
- «Сыч» — авиационная аппаратура целеуказания
- «Сюжет» — корабельный навигационный комплекс
- «Сюжет» — пункт приёма и обработки информации от метеорологических космических аппаратов 14Б729
- «Сюрприз» — дубинка ПУС-3 (телескопическая и раскладная)

### Т
- «Табор» — ретранслятор сигналов для разведывательно-сигнализационной аппаратуры «Табун»
- «Табун» — малогабаритная разведывательно-сигнализационная аппаратура 1К124
- «Таволга» — 105-мм реактивная противотанковая граната РПГ-27 (6Г22) (ТКБ-0174)
- «Тавр» — тепловизор высокого разрешения для низкоорбитальных спутников
- «Тайга» — гидрографическое судно проекта 862
- «Тайга» — нож-мачете
- «Тайга» — 5,6-мм малокалиберная произвольная винтовка МЦВ-56
- «Тайфун» — серия космических аппаратов
- «Тайфун» — авиационный радиолокационный прицел РП-26
- «Тайфун» — ПТУР 9М15 (301П) опытное танковое вооружение
- «Тайфун» — ракетный комплекс Д-19 для АПЛ
- «Тайфун» — ЗУР Р-103 (твердотопливная)
- «Тайфун» — автоматизированный комплекс связи надводных кораблей Р-785
- «Тайфун» — аппаратура Л-067 РТР и ЦУ (КСР-5П)
- «Тайфун» — комплекс вооружения (боевой модуль) для бронетехники
- «Тайфун» — проект многоцелевого палубного самолёта
- «Тайфун» — проект РЛС (для С-25; ДРЛО и Г-400 (Ту-4))
- «Тайфун» — семейство бронеавтомобилей повышенной защищённости, разработанное кооперацией из более чем 120 предприятий  -  «Тайфун-1» — специальный бронированный автомобиль, созданный на шасси КамАЗ-4310 для доставки личного состава подразделений особого назначения силовых ведомств
  -  «Тайфун-К» — универсальный бескапотный бронеавтомобиль повышенной защищённости КамАЗ-63968 («Тайфун-КамАЗ»/«Тайфун-Камский»)
  -  «Тайфун-У» — универсальный капотный бронеавтомобиль Урал-63095 и Урал-63099 («Тайфун-Урал»/«Тайфун-Уральский»)
  -  «Тайфун 4×4» — многоцелевой бронеавтомобиль повышенной проходимости КамАЗ-53949
  -  «Тайфун-ВДВ» — четырёхколёсный бронеавтомобиль для воздушно-десантных войск КамАЗ-4386
  -  «Тайфун-ПВО» — четырёхколёсный бронеавтомобиль КамАЗ-4386 для прикрытия войсковых частей и транспортировки расчётов ПЗРК «Игла», «Игла-С» и «Верба»
- «Тайфун-1» — 7,62-мм спортивная однозарядная произвольная винтовка ЦВТ-1
- «Талас» — авиационная аппаратура (на Ка-27)
- «Таллин» — крейсеры проекта 83
- «Тальвар» — экспортные фрегаты проекта 1135.6 серии «Тальвар», построенные в России для ВМС Индии [Talwar]
- «Тамань-База» — командно-измерительная система
- «Тамир» — корабельная ГАС миноискания МГ-11 для тральщиков
- «Танаис» — радиорелейная станция Р-414СМ
- «Тангаж» — авиационная РТР станция СРС-13
- «Тандем» — проект сверхтяжёлого транспортного самолёта М-52
- «Тандем» — корабельный радиопередатчик Р-650
- «Танин» — одноступенчатый термобарический выстрел ТБГ-7В (7П33) к РПГ-7
- «Танкер» — самолёт летающая лаборатория Ан-12
- «Танкер» — проект самолёта-заправщика (на базе М-50)
- «Танкист» — семейство десантных катеров (самоходных барж) проектов Т-4, Т-4М, 306 и 1785
- «Тантал» — возбудитель ВТ-14;-23-;-34 для радиопередатчиков
- «Тантал» — наземный радиолокационный запросчик НРС-15К1 (1РЛ225)
- «Тантал» — корабельный КВ радиопередатчик Р-657
- «Тантал» — серия двухпозиционных радиоволновых извещателей для охраны периметра
- «Тапир» — большой десантный корабль проекта 1171 [Alligator]
- «Таран» — противоракетный комплекс на базе МБР УР-100 (проект)
- «Таран» — полковой тактический ракетный комплекс (для танковых войск)
- «Таран» — опытный танковый КУВ
- «Таран» — авиационный теплопеленгатор
- «Таран» — КВ приёмник Р-381
- «Таран» — комплекс радиотехнической разведки Р-381Т
- «Таран» — береговая СДВ радиостанция
- «Таран» — 152-мм опытная противотанковая САУ СУ-152 (объект 120)
- «Тарантул» — пограничный сторожевой катер проекта 205П/205ПЭ [Stenka]/[Slepen]
- «Тарантул» — опытный танк Т-80УМ2 («Чёрный орёл»)
- «Тарантул» — специальный автомобиль с шинами сверхнизкого давления («Кайман»)
- «Тарантул» — бронеавтомобиль Тарантул-19312 на базе УАЗ-3163 «Патриот»
- «Тарзан» — разгрузочный жилет М-24
- «Тарзан» — палубный штурмовик Ту-91 («Бычок»)
- «Тарту» — рейдовый танкер проекта 437К
- «Татра» — авиационная аппаратура (Ту-134)
- «Татьяна» — 30-кт тактическая атомная бомба 8У69 («изделие 244Н», заряд РДС-4Т)
- «Татьяна» — ЗУР 215 (207Т) со специальной БЧ
- «Тверь» — лёгкое пехотное орудие Д-395
- «Текон» — пассивная ТВ ГСН Т-2
- «Телескоп» — РЛС обнаружения низколетящих целей
- «Тембр» — тренажёр
- «Тембр» — автоматизированный звукометрический комплекс АЗК-5 (1Б17)
- «Темп» — самонаводящаяся противотанковая/противовертолётная мина
- «Темп-С» — фронтовой оперативно-тактический ракетный комплекс 9К76 (ОТР-22) [SS-12/SS-22 Scaleboard] [SS-22]
- «Темп-2С» — подвижный грунтовый ракетный комплекс 15П642 с МБР РС-14 [SS-16 Sinner]
- «Темрюк» — разведывательный корабль проекта 08622
- «Тендер» — оперативно-тактический ракетный комплекс 9К720 («Искандер»)
- «Тепло» — 140-мм турбореактивный снаряд тепловых помех для ПК-2
- «Терек» — аппаратная К3-12Б правительственной связи на БТР-80
- «Терек» — мобильная РЛС П-18 (1РЛ131)
- «Терек» — автоматическая телеметрическая система
- «Терек» — средний морской танкер проекта 577
- «Терек» — автопрокладчик курса на АПЛ проекта 627
- «Терек» — фронтовой комплекс синхронного пеленгования Р-368
- «Терилен» — спутник фоторазведки
- «Терм» — тепловизионная камера
- «Терминатор» — истребитель с ОВТ Су-37 [Super Flanker]
- «Терминатор» — боевая машина поддержки танков БМПТ («Рамка»)
- «Терминатор» — вертолёт Ми-8АМТШ
- «Терминатор» — экспериментальный самолёт А-60
- «Терминатор» — бортовой приёмоиндикатор 14Л91 СНС ГЛОНАСС
- «Термит» — ПКР П-15М (4К51) [SS-N-2С Styx]
- «Термостат» — опытная НАР ТРС-85
- «Терра» — опытная лазерная установка комплекса Терра-3
- «Терра-3» — полигонный комплекс для создания и испытания боевых лазеров большой мощности на полигоне Сары-Шаган
- «Терция» — корабельная система управления постановкой пассивных помех
- «Терьер» — патрульный катер проекта 14170
- «Тесла» — корабельная РЛС
- «Тестер» — авиационный «чёрный ящик»
- «Тетис» — глубоководный аппарат
- «Тетра» — комплекс технических средств Р-179
- «Тигр» — авиационная прицельно-навигационная система ПНС-24М
- «Тигр» — серия многоцелевых бронированных и небронированных автомобилей повышенной проходимости  -  «Тигр-6А» — специальное транспортное средство (СТС) безопасной перевозки командного состава военных структур в условиях боевых действий (класс бронезащиты - 6а)
  -  «Тигр-Б» — бронированный автомобиль повышенной проходимости
  -  «Тигр-М» — бронированный автомобиль повышенной проходимости
  -  «Тигр-МД» — вариант для Воздушно-десантных войск России с возможностью парашютного десантирования
- «Тигр» — проект корабельного истребителя МиГ
- «Тигр» — сторожевой корабль проектов 20380-20382 (экспортный)
- «Тигр» — охотничий карабин на базе СВД  -  «Тигр-7,62» — базовая модель под патрон 7,62×54R
  -  «Тигр-9» — вариант под патрон 9,3×64
  -  «Тигр-308» — вариант под патрон .308 Winchester
  -  «Тигр-30-06» — вариант под патрон .30-06 Springfield
- «Тинтро» — глубоководный аппарат
- «Типчак» — БПЛА 9М62 комплекса 1К132 (воздушная артиллерийская разведка)
- «Тиски» — дистанционно-управляемый гранатомётный комплекс 6С3
- «Тисс» — 9-мм малогабаритный автомат ОЦ-11
- «Титан» — большой разведывательный корабль проекта 1941 (ССВ-33) [Kapusta]
- «Титан» — корабельная ГАС кругового обзора и целеуказания МГ-312
- «Титан» — 9-мм револьвер ОЦ-17
- «Титанит» — корабельная система освещения надводной обстановки
- «Тишина» — 7,62/30-мм стрелково-гранатомётный комплекс
- «Тобол» — морской навигационный комплекс
- «Тобол» — корабельный СДВ радиоприёмник Р-694
- «Тобол» — авиационный автоматический радиокомпас АРК-15
- «Тобол» — радиоприборный комплекс РПК-2 (1А7) для ЗСУ-23-4 «Шилка»
- «Тобол» — стрельбовой комплекс ПР А-350Р
- «Ток» — глубоководный трал
- «Тон» — авиационная РЛС (радиопеленгатор заднего обзора)
- «Тонус» — программно-технический комплекс 65С941 (АСУ медицинской службы)
- «Топаз» — тральщик-волновой охранитель проекта 1256 [Andryusha]
- «Топаз» — оптико-фотографическая аппаратура видового наблюдения
- «Топаз» — аппаратура каналообразования П-300-П-303
- «Топаз» — корабельная РЛС МР-320
- «Топаз» — ГСН на ракете Р-23Р
- «Топаз» — ядерная энергетическая установка для ИСЗ
- «Топаз» — авиационный радиолокационный прицельный комплекс
- «Топограф» — топографический оптико-электронный комплекс
- «Тополь» — подвижный ракетный комплекс стратегического назначения c МБР РТ-2ПМ (15П158) [SS-25 Sickle]  -  «Тополь-М» — ракетный комплекс стратегического назначения c МБР (шахтный 15П065 и подвижный 15П165) РТ-2ПМ2 [SS-27 Sickle B]
- «Тополь» — авиационный навигационный комплекс на Ан-72/74
- «Тополь» — ночной наблюдательный прибор ННП-21
- «Тополь» — ПУС КСР «Щука»
- «Тополь» — РЛС ПВО
- «Тополь» — приставка для приёма Р-327
- «Тополь» — башенная пулемётная установка
- «Тополь» — мобильная наземная высокопотенциальная станция помех 1Л234
- «Тор» — ЗРК 9К330 [SA-15 Gauntlet]
- «Торец» — имитатор ракеты-носителя Протон-К
- «Торий» — корабельный артиллерийский вычислитель
- «Торий» — авиационная РЛС
- «Торнадо» — морской ЗРК
- «Торнадо» — перспективные модульные системы реактивная система залпового огня калибрами 122-мм и 300-мм  -  «Торнадо-Г» — 122-мм модернизированная реактивная система залпового огня 9К51М на основе «Град» (Торнадо-Град)
  -  «Торнадо-С» — 300-мм модернизированная реактивная система залпового огня 9К515 на основе «Смерч» (Торнадо-Смерч)
- «Торнадо» — ракетно-артиллерийский корабль проекта 21632
- «Торнадо-У» — полноприводный (6×6) капотный крупнотоннажный грузовой автомобиль Урал-63706-0010
- «Торос» — авиационная РЛС бокового обзора
- «Торф» — ТРС станция Р-412
- «Тотем» — авиационная инерциально-спутниковая навигационная система
- «Точка» — тактический ракетный комплекс 9К79 (ОТР-21) [SS-21 Scarab]  -  «Точка-У» — тактический ракетный комплекс 9К79-1 (ОТР-21) [SS-21 Scarab B]    -  «Точка-Р» — ракета ТРК «Точка-У», оснащённая пассивной радиолокационной головкой самонаведения
- «Точка» — специальная фотокамера
- «Травматизм» — медицинская машина для ВДВ БММ-1Д
- «Тракт» — тепловизионный прицел ТПВТ (1ПН65)
- «Трал» — корабельная радиостанция
- «Трал» — телеметрическая система МБР Р-7
- «Транспорт» — носимая радиостанция 11Р32Н
- «Трансформатор» — 420-мм специальный (ядерный) выстрел
- «Трап» — СДВ радиоприёмник Р-391В
- «Трап» — корабельные СДВ (Р-720) и СВ (Р-721) радиоприёмники радиоразведки
- «Трапеция» — станция радиотехнической разведки
- «Трасса» — АСУ воздушным движением
- «Трасса» — линейное проводноволновое средство обнаружения
- «Траст» — проект создания плазменного оружия
- «Требование» — корабельная БИУС
- «Тревога» — сумка
- «Трезубец» — корабельный ЗРК с НУР
- «Трезубка» — 30-мм боеприпасы к 2А42
- «Трель» — машина авианаведения
- «Треугольник» — ЗУР ЗПРК «Тунгуска»
- «Триада» — переносная станция радиоразведки УКВ диапазона Р-396Т1
- «Триада» — приёмоиндикатор Т-737 (ГЛОНАСС/GPS) для ракетно-космической техники
- «Тритон» — сверхмалые подводные лодки-носители легководолазов проектов 908 и 907  -  «Тритон-1М» — сверхмалые подводные лодки-носители проекта 907
  -  «Тритон-2» — сверхмалые подводные лодки-носители проекта 908
- «Тритон» — проект погружаемого аппарата на динамической воздушной подушке
- «Тритон» — приёмник маркерных сигналов МРСА «Табун»
- «Тритон» — возбудитель в Р-140-0,5 «Арбалет»
- «Тритон» — система модульного комплекса подавления каналов управления и передачи данных FPV-дронов в диапазонах 868/915/1300/2400 МГц с возможность установки на подвижную технику «Лаборатории ППШ»
- «Триумф» — ЗРК С-400 (Триумфатор) [SA-21 Growler]
- «Триумф» — бинокль ночного видения
- «Триумфатор-М» — зенитный ракетный комплекс 55Р6М (С-500 «Прометей»)
- «Тройник» — система МВУ-460 для приёма информации и целеуказания от вертолётов РЛД для ТАКР проекта 1143.4
- «Трон» — корабельная БИУС
- «Трона» — система топографического ориентирования
- «Тропа» — радиолокационная станция П-15 (1РЛ13)
- «Тропа» — станция радиотехнической разведки ТУ-С, ТУ-А
- «Тропа» — переносной заряд разминирования ЗРП-2
- «Тропик» — авиационная радиотехническая система дальней навигации РСДН-3С
- «Тропик» — ботинки с высокими берцами(облегченные)
- «Трос» — периметровое средство обнаружения обрывного типа
- «Тростник» — нож-мачете
- «Труба» — ядерный заряд РДС-6Т
- «Трюм» — прибор управления торпедной стрельбой
- «Тубус» — пассивная ТВ ГСН Т-2М1 на Х-29
- «Тукан» — корабельная станция обнаружения кильватерного следа МНК-200-1
- «Тулей» — общевойсковой защитный шлем СШ-68М (6Б14)
- «Тулома» — ГАС
- «Тулумбас» — 122-мм НАР С-13 (с проникающей БЧ)
- «Туляк» — 23-мм пистолет
- «Туман» — СДВ-ПВ радиоприёмник Р-672 (2ГЛК)
- «Туман» — корабельный прибор ночного видения
- «Туман» — химическая головная часть к ОТР Р-17
- «Туман» — маскировочный грим (паста)
- «Тунгуска» — ЗПРК 2К22 [SA-19 Grisom]
- «Тунджа» — самоходный миномёт 2С10 (Буревестник)
- «Тундра» — инженерная машина БТМ-4М
- «Тундра» — космический аппарат 14Ф142
- «Тур» — комплекс МВУ-430 для управления боевыми действиями авиации ТАКР пр. 11434
- «Тур» — противолодочный сторожевой корабль на воздушной подушке проекта 10230 (проект)
- «Тура» — малое гидрографическое судно проекта 860Б
- «Турболёт» — экспериментальный аппарат ВВП
- «Турель» — РЛС управления огнём МР-105 АУ АК-726
- «Туча» — гранатомёт пуска дымовых гранат 902В
- «Туча» — корабельная БИУС МК-101 (МВУ-100) для ПЛ проекта 667А
- «Туча» — авиационная метеостанция
- «Тюлень» — противодиверсионный корабль пр. 2035
- «Тюльпан» — береговой теплопеленгатор
- «Тюльпан» — танковый радиолокационный дальномер 1РД16
- «Тюльпан» — 240-мм самоходный миномёт 2С4
- «Тюльпан» — спутник-мишень ДС-П1-М
- «Тюльпан» — оптический прицел 1П29 для АН-94, АК
- «Тюльпан» — самоходная пусковая установка ТРК «Филин»
- «Тюльпан» — корабельная радиостанция
- «Тюльпан» — носимая УКВ радиостанция 61Р1
- «Тюльпан» — вибрационный датчик блокировки решёток
- «Тюльпанчик» — оптический прицел 1П78-3

### У
- «Угломер» — военный вспомогательный транспорт проекта 1824
- «Угол» — танковый прибор ночного видения
- «Угол» — узел КВ радиопеленгации и радиоперехвата Р-301Д
- «Угорь» — станция гидроакустической связи МГВ-6
- «Угра» — электромеханический телеграфный аппарат
- «Угроза» — комплекс высокоточного вооружения на базе НАР С-8,13,24
- «Уда» — военный танкер проекта 577
- «Удав» — реактивный комплекс противоторпедной защиты надводных кораблей РКПТЗ-1 (РБУ-12000)
- «Удар» — АСУ ударной авиацией воздушной армии
- «Удар» — подвижная станция разведки и подавления авиационной УКВ радиосвязи Р-934УМ комплекса Р-330М1П («Диабазол»)
- «Удар» — 12,3-мм револьвер
- «Удар» — ПТУР 9М113 с тандемной БЧ («Конкурс-М»)
- «Удар» — ручной противотанковый гранатомёт РПГ-16 (6Г9) (ТКБ-034)
- «Удар» — авиационный вычислитель
- «Уж» — опускаемая ГАС МГ-349 («Рось-К») для надводных кораблей
- «Ужгородец» — радиовзрыватель 9Э363М (для 120,122,152 мм артснарядов)
- «Узел» — корабельная БИУС МВУ-110 для ПЛ проекта 667Б
- «Узел» — самолётный ответчик
- «Узор» — авиационный регистратор параметров ППК самолёта Ту-142МЗ
- «Укол» — станция помех автомобильная Р-330У
- «Украина» — многоцелевой транспортный самолёт Ан-10 [Cat]
- «Украшение» — 122-мм реактивный снаряд 9М22К с кассетной БЧ (мины ПФМ-1С)
- «Улан» — спецавтомобиль ВАЗ-2131 (на базе ВАЗ-21218 «Нива»)
- «Улан» — бронежилет
- «Улей» — общевойсковой бронежилет Ж-86 (6Б5)
- «Улыбка» — радиопеленгационный метеорологический комплекс РПМК-1 (1Б44)
- «Улугбек» — космический аппарат дистанционного зондирования Земли
- «Унжа» — унифицированная сборно-разборная перевозимая мачта 1Л81-1
- «Универсал» — АСУ корпусов и дивизий ПВО
- «Универсал» — корабельная 100-мм артиллерийская установка А-190
- «Универсал» — универсальный (шахтный и мобильный) ракетный комплекс с МБР РТ-2ПМ2 (8Ж65)
- «Унисон» — неконтактный взрыватель 9Э382 (для реактивных снарядов РСЗО «Град» и «Ураган»)
- «Ураган» — опытный малый ракетный корабль проекта 1240 [Sarancha]
- «Ураган» — авиационная бортовая РЛС
- «Ураган» — корабельная противолодочная система РБУ-1200
- «Ураган» — навигационный КА 11Ф654 (система ГЛОНАСС)
- «Ураган» — корабельный ЗРК М-22 [SA-N-12 Grizzly]
- «Ураган» — седельный тягач МАЗ-537
- «Ураган» — самолёт-снаряд морского базирования
- «Ураган» — корабельная СУО
- «Ураган» — корабельная радиостанция
- «Ураган» — ПУОТ-1 на Т-10А
- «Ураган» — авиационная система перехвата
- «Ураган» — опытная 30-мм авиационная пушка
- «Ураган-Торнадо» — модернизированный корабельный ЗРК
- «Ураган» — 220-мм РСЗО БМ-27 (9К57)
- «Урал» — большой атомный разведывательный корабль проекта 1941
- «Урал» — ЗРК средней дальности (экспортный «Бук»)
- «Урал» — ракета-носитель УР-500
- «Урал» — баллистическая ракета Р-17М
- «Урал» — бортовой комплекс обороны (БКО) Л-229 самолёта Ту-22М3
- «Урал» — основной танк Т-72  -  «Урал-К» — командирский вариант танка Т-72 с дополнительной навигационной аппаратурой
- «Урал» — армейский мотоцикл ИМЗ-8
- «Урал» — защитный шлем 2-го класса защиты для МВД
- «Урал-2» — 5,6-мм винтовка спортивная стандартная ОДС-840
- «Урал-5» — винтовка спортивная стандартная
- «Урал-5-1» — 5,6-мм малокалиберная произвольная винтовка МСВ-5-1
- «Урал-6» — винтовка спортивная стандартная
- «Урал-ВВ» — защищённый автомобиль Урал-432009 для силовых структур
- «Уралец» — средний танк Т-62А (об.165)
- «Уран» — ПКР 3М24 (3К24) [SS-N-25 Switchblade]
- «Уран» — авиационная ПКР Х-35 [AS-20 Kayak]
- «Уран» — спутник-перехватчик ИС-П
- «Уран» — оперативно-тактический ракетный комплекс 9К711 (проект)
- «Уран» — комплекс ТВ разведки
- «Уран» — командно-штабная машина БТР-50ПН (об.905)
- «Уран» — милицейская переносная УКВ радиостанция
- «Урга» — самоходная плавучая база подводного флота пр. 1886.1 [Ugra]
- «Уренгой» — ракетно-космический комплекс
- «Уровень» — система топливного контроля (авиационно-космическая)
- «Успех» — АСУ артиллерии
- «Успех» — морская система разведки и целеуказания крылатым ракетам морского и берегового базирования МРСЦ-1. Система имела авиационную (Ту-95РЦ и Ка-25Ц, аппаратура «Антей») и корабельную (аппаратура «Аргумент») составляющие.
- «Устойчивость» — аппаратура ЗАС Т-235
- «Утёс» — 12,7-мм пулемёт НСВ (6П11)
- «Утес» — РЛС система управления береговым ракетным комплексом
- «Утес» — стационарный ПКР комплекс 4К44 [SSC-Scrubber]
- «Утка» — экспериментальный самолёт МиГ-8
- «Утро» — тренажёр
- «Уфа» — специальная фотокамера
- «Ушат» — тренажёр ЗРК «Оса»
- «Уют» — противоосколочное одеяло

### Ф
- «Фаворит» — ЗРК С-300ПМУ-2 [SA-20 Gargoyle]
- «Фаворит» — мини БПЛА
- «Фагот» — переносной ПТРК 9К111 [AT-4 Spigot]
- «Фаза» — подвижная радиотрансляционная линия РЛ-30 (1РЛ51М)
- «Фазан» — подвижная наземная командно-измерительная система 14Н90-05
- «Фазом» — авиационная подвесная/встроенная бортовая РЛС
- «Факел» — светошумовая граната
- «Факел» — прибор бесшумной стрельбы ТКБ-069 к ГМ «Искра»
- «Факел» — РЛК палубного самолёта ДРЛО Як-44Э
- «Факел» — корабельный КВ радиопередатчик Р-638-2-1
- «Фактория» — переносной ПТРК 9К111М
- «Фаланга» — ПТРК 2К8 (3М11) [AT-2 Swatter]
- «Фаланга» — 9-мм бронебойный патрон ПФАМ (для пистолета «Дятел»)
- «Фаланга» — комплекс воздушной мишени
- «Фальцет» — АСУ артиллерии 1В12М
- «Фантасмагория» — авиационная станция целеуказания
- «Фантаст» — радиовысотомер малых и больших высот А-075
- «Фара» — портативная РЛС ближней разведки СБР-3 (1РЛ136)  -  «Фара-1»
  -  «Фара-ПВ»
  -  «Фара-ВР» — портативная РЛС ближней разведки модифицированная с панорамным индикатором
- «Фара» — (Р-380) узел управления средствами помех КВ радиосвязи
- «Фараон» — перспективная бортовая РЛС заднего обзора
- «Фартук» — магнитная приёмная антенна
- «Фасоль» — авиационная станция РЭБ СПС-5
- «Фаста» — опорно-пусковая установка ПЗРК
- «Фата» — 240-мм специальная (ядерная) мина для миномётов 52-М-864, 2С4
- «Фауна» — перископический лазерный дальномер ПЛД-1 (1Д14)
- «Федерал-М» — бронированный автомобиль, развитие идеи Урал-432009
- «Феникс» — КА детальной фоторазведки 11Ф624 («Янтарь-2К»)
- «Феникс» — оптико-электронная станция кругового обзора
- «Феникс» — гидроакустическая станция
- «Феникс» — шумопеленгаторная станция кругового обзора МГ-10 для ПЛ
- «Фиалка» — 122-мм самоходная гаубица 2С2 (не серийная)
- «Фиалка» — аппаратура ЗАС М-125
- «Фианит» — телеграфный комплекс
- «Фидин» — пассивный радиолокационный пеленгатор на Су-24
- «Физик» — универсальная глубоководная самонаводящаяся торпеда УГСТ
- «Фикус» — авиационная аппаратура РЭБ
- «Фикус» — дальномер артиллерийский квантовый ДАК-2М (1Д11М)
- «Филин» — тактический ракетный комплекс 2К4
- «Филин» — пассивный радиолокационный пеленгатор (авиационный)
- «Филин» — авиационная станция взаимодействия с ГСН
- «Филин» — БПЛА радиотехнической разведки (модификация Ту-300)
- «Филин» — БПЛА вертолётного типа
- «Филин» — авиационная прицельно-поисковая система
- «Филин» — ночной разведывательный вертолёт Ми-4Н [Hound]
- «Фильтр» — авиационная бортовая УКВ радиостанция для ретрансляции Р-823
- «Финист» — лёгкий патрульный самолёт для погранвойск СМ-92П
- «Фитафтора» — эксплуатационно-ремонтная аппаратура РЭБ Л-075
- «Флаг» — корабельный РЛК МР-800
- «Флагман» — КШМ
- «Фламинго» — большой гидрографический катер пр.14156
- «Флейта» — боевая машина с ПТУР 9П137
- «Флер» — стационарная автоматизированная система охраны
- «Флокс» — стационарный металлоискатель
- «Фобос» — станция спутниковой связи Р-440ДБ
- «Фон» — авиационный лазерный дальномер
- «Фон» — проект двухэшелонной системы ПРО с элементами космического базирования
- «Фонтан» — серия устройств для локализации взрыва
- «Формат» — проявочная машина для позитивных фотоматериалов К1-87П3
- «Форос» — быстроходный патрульный катер
- «Форпост» — КА военной связи 11Ф626 («Стрела-2М»)
- «Форпост» — БПЛА
- «Форт» — корабельный ЗРК С-300Ф [SA-N-6 Grumble]
- «Форт» — 9-мм пистолет
- «Форт» — комплекс средств криптографической защиты информации М-484
- «Фортуна» — телеграфный комплекс
- «Форум» — корабельная РЛС обнаружения воздушных целей
- «Фосфор» — всплывающее буксируемое антенное устройство К-689 для ПЛ
- «Фот» — оптическая прицельная станция АУ «Рой»
- «Фотон» — лазерный бинокль-дальномер
- «Фотон» — автоматический космический комплекс
- «Фотон» — оптический измерительно-испытательный комплекс
- «Фотохроника» — тропосферная радиостанция Р-410М1
- «Фракция» — авиационная оптико-электронная система высокого разрешения
- «Фрам» — КА фоторазведки 11Ф635 («Зенит-4МКТ»)
- «Фрегат» — универсальный разгонный блок 14С44 для РН
- «Фрегат» — большой противолодочный корабль проекта 1155 [Udaloy]
- «Фрегат» — морской спасательный самолёт Ту-16С
- «Фрегат» — авиасбрасываемый спасательный катер
- «Фрегат» — корабельная РЛС МР-700  -  «Фрегат-М» — трёхкоординатная РЛС корабельного базирования МР-710М
  -  «Фрегат-М1»
  -  «Фрегат-М2»
  -  «Фрегат-М2ЭМ»
  -  «Фрегат-МА» — трёхкоординатная РЛС с фазированной антенной решёткой
  -  «Фрегат-МА1»
  -  «Фрегат-МАЭ» — трёхкоординатная РЛС с фазированной антенной решёткой
- «Фрегат» — корабельная аппаратура опознавания
- «Фрегат» — радиостанция СДВ-диапазона Р-826ПЛ (Ту-142МР)
- «Фрегат-Корвет» — корабельная аппаратура безбатарейной телефонной связи П-452
- «Фтор» — разведывательная аппаратура на КА «Гектор»
- «Фугас» — проект атомного ракетного крейсера пр.1165
- «Фуи» — корабельная РЛС управления стрельбой
- «Фумигатор» — станция радиоэлектронного противодействия  -  «Фумигатор-ФПВ»
  -  «Фумигатор-БПЛА»
- «Фундамент» — ряд комплексов средств автоматизации радиотехнических формирований
- «Фуникулер» — комплекс средств автоматизации управления огнём самоходной артиллерии 1В12М1
- «Фургон» — РЛС П-14Ф (1РЛ113Ф)
- «Фуркс» — корабельная РЛС
- «Фуркэ» — РЛС 5П27М
- «Фурнитура» — специальный водолазный комплекс
- «Фут» — корабельная РЛС обнаружения воздушных целей
- «Фут» — корабельный ПУС

### Х
- «Халзан» — противолодочный вертолётоносец пр. 10200 (проект)
- «Харза» — катер на воздушной подушке пр.12270
- «Хариус» — ГАС
- «Харьковчанка» — антарктический вездеход (объект 404)
- «Хашим» — 72,5/105-мм ручной противотанковый гранатомёт РПГ-32
- «Хвоя» — станция помех Р-377
- «Херсон» — проект вертолётоносца
- «Хибины» — авиационный комплекс радиоэлектронного противодействия Л-175В
- «Хитин» — 152-мм гаубица-пушка Д-20
- «Хищник» — радиолокационный прицельный комплекс (Су-27ИБ), Су-34
- «Хмель» — корабельный КВ радиоприёмник Р-671
- «Хобот» — устройство для дистанционного воздействия на взрывные устройства
- «Ход» — авиационный тепловизионный контейнер
- «Холм» — РЛС узел большой производительности (ЗРК «Даль»)
- «Холод» — гиперзвуковая летающая лаборатория
- «Хоста» — корабельная ГАС
- «Хоста» — 120-мм САУ 2С34
- «Хоста» — станция звукоподводной связи для надводных кораблей МГ-26
- «Хризантема» — самоходный ПТРК 9К123 [АТ-15 Springer]
- «Хризантема» — авиационный маркерный радиоприёмник МРП-48
- «Хром» — корабельная ответная станция
- «Хрусталь» — РЛС П-30

### Ц
- «Царь-бомба» — термоядерная авиационная бомба АН602 1961 года мощностью 58,6 мегатонн
- «Цвет» — аппаратура приёма (передачи) цветной и графической информации 76В157
- «Цезарь» — электронный замок АПДЗ (на КП)
- «Цезий» — приставка сопряжения оптического бомбардировочного прицела с РЛС
- «Цейхвахтер» — автоматизированный пост управления радиопеленгаторными сетями Р-700-Ц
- «Целик» — взводный комплект лазерных имитаторов стрельбы и поражения цели 9Ф838
- «Целина» — подвижный грунтовый ракетный комплекс 15П962 с МБР РТ-23
- «Целина» — система радио и радиотехнической разведки
- «Целина» — КА радиотехнической разведки 11Ф619
- «Целина» — подвижная ремонтно-техническая база (хранение спецбоеприпасов)
- «Целина» — комплект для проверки ЯГЧ ОТР 8К14
- «Целина» — опытный транспортёр переднего края НАМИ-049А
- «Центавр» — комплекс корабельных станций спутниковой связи Р-768
- «Центр» — полевой комплекс средств автоматизации КСБУ
- «Центр» — подвижный вычислительный комплекс 65с724
- «Центурион» — БПЛА
- «Цербер» — корабельное устройство цифровой записи П-424М
- «Цех» — комплекс аппаратуры уплотнения линий связи (П-306)
- «Цикада» — навигационная спутниковая система
- «Цикада» — навигационный КА 11Ф643
- «Циклоида» — радиостанция Р-680
- «Циклоида» — аппаратура радиорелейной связи 5Я61;62;63 в ЗРК С-75М, С-125, С-200
- «Циклон» — стабилизатор танкового вооружения СТП-2
- «Циклон» — ракета-носитель 11К67;68;69 (на базе МБР Р-36)
- «Циклон» — корабельный комплекс связи и навигации
- «Циклон» — самолёты разведчики погоды на базе Ан-8, Ан-12, Ан-26, Ту-16, Ил-18
- «Циклон» — навигационный спутник 11Ф617
- «Циклон» — корабельный тепловой имитатор
- «Циклоп» — миноискатель многоканальный переносный ММП
- «Циклоп» — оптико-электронный прицельный комплекс ОТП-20
- «Цилиндр» — осколочно-трассирующий снаряд
- «Циния» — специальный фотоаппарат
- «Циркон» — гиперзвуковой противокорабельный ракетный комплекс
- «Цитадель» — ретранслятор 17Р514 космического аппарата 17Ф15 «Глобус-1»
- «Цитран» — дуплексные абонентские радиостанции
- «Цифра» — переносной контрольно-слежечный КВ радиоприёмник Р-323
- «Цунами» — ракетный катер пр. 205 [Osa-I]
- «Цунами» — комплекс спутниковой радиосвязи для кораблей Р-790
- «Цунами-Б» — корабельная навигационная система (космическая)

### Ч
- «Чажма» — корабль КИК пр.1130
- «Чайка» — радионавигационная система
- «Чайка» — авиационный радиовысотомер
- «Чайка» — КАБ УБ-2000Ф
- «Чайка» — КШМ Р-145 на базе БТР-60ПА
- «Чайка» — противолодочный самолёт-амфибия Бе-12 (М-12) [Mail]
- «Чайка» — авиационный электронно-оптический визир
- «Чайка» — авиационная аппаратура автоматизированной кодовой и информационной связи Р-099
- «Чайка» — переносная милицейская УКВ радиостанция 62Р1
- «Чайка» — проект высотного самолёта М-17
- «Чайка» — подводные лодки проекта 670М [Charlie-II]  -  «Чайка-Б» — подводная лодка проекта 06704 [Charlie-III]
- «Чайка-Стремнина» — оконечная аппаратура быстродействия
- «Чакра» — АПЛ с КР пр. 06709
- «Чардаш» — корабельный навигационный комплекс
- «Чародейка» — корабельный комплекс радиопленгования УКВ диапазона Р-764 для разведывательных кораблей пр. 864
- «Чебак» — возимый КВ радиоприёмник Р-309К-1
- «Челнок» — телеуправляемый минный тральщик пр.1300
- «Черепаха» — колёсно-гусеничный танк БТ-СВ
- «Черешня» — дрейфующая станция помех (В-611)
- «Черешня» — корабельный КВ радиопередатчик Р-644
- «Чёрная акула» — боевой вертолёт Ка-50 [Hokum]
- «Черника» — корабельный панорамный КВ радиоприёмник Р-710
- «Чернила» — панорамный КВ радиоприёмник Р-719
- «Черноморец» — авиационная ракета-торпеда (опытная)
- «Чернослив» — авиационная наземная автомобильная УКВ радиостанция Р-814 (РАС-УКВ-А)
- «Черёмуха» — мобильный автоматический КВ радиопеленгатор Р-355
- «Черёмуха» — серия спецсредств со слезоточивым газом CN  -  «Черёмуха-6» — газовая граната
  -  «Черёмуха-7» — 23-мм патрон к ружью КС-23
  -  «Черёмуха-7М» — 23-мм патрон к ружью КС-23
  -  «Черёмуха-10М» — аэрозольный распылитель
  -  «Черёмуха-12» — газовая граната
- «Чёрный орёл» — перспективный танк (об.640)(«Тарантул»)
- «Чибис» — авиационная станция телевизионной разведки И-249Б
- «Чибис» — корабельная РЛС
- «Чибис» — патрульный катер пр.21850
- «Чибис» — корабельный прибор ночного видения
- «Чилим» — пограничный катер на воздушной подушке пр. 20910
- «Чинара» — авиасбрасываемый гидроакустический буй РГБ-НМ
- «Чирок» — ЗУР Р-110Б (жидкостная)
- «Чита» — авиационный магнитометр АМП-56
- «Чукотка» — корабль КИК пр.1128
- «Чусовая» — шахтная пусковая установка 8П764 для Р-14

### Ш
- «Шайба» — отдельная радиоприёмная машина армейского уровня Р-454А
- «Шайтан» — боевой нож
- «Шалаш» — радиопрозрачное укрытие для РЛК (П-35, П-80)
- «Шалун» — автомобиль УАЗ-3150
- «Шаман» — маскировочный костюм
- «Шар» — гировертикаль корабельных ПУС
- «Шар» — авиационная станция детальной РТР
- «Шатер» — опытный комплекс активной танковой защиты
- «Шатер» — танковая бескаркасная маскировочная маска
- «Шахин» — тепловизионный прицел
- «Шахматист» — контрольно-проверочная аппаратура СПП «Гардения»
- «Шексна» — танковый КУВ 9К116-2 (ЗУБК10-2) [AT-12 Swinger]
- «Шексна» — СУО танка Т-72
- «Шексна» — шахтные пусковые установки 8П864 и 8П764 для Р-16
- «Шексна» — ГАС
- «Шелонь» — корабельная ГАС МГ-339
- «Шелонь» — оптический прицел корабельной РСЗО «Огонь»
- «Шельф» — транспортно-десантный катер на воздушной каверне
- «Шельф» — система десантирования
- «Шептало» — система оповещения П-161
- «Шест» — комплект инженерных щупов
- «Шилка» — зенитная самоходная установка ЗСУ-23-4 (2А6)
- «Шилд» — бронежилет
- «Шиповник» — полковой тактический ракетный комплекс (для мотострелковых войск)
- «Шиповник» — радиодальномер СД-1 на Ту-4
- «Шиповник-Аэро» — аппаратная радиомониторинга и блокирования каналов управления БПЛА
- «Ширас» — шашка имитации разрыва артиллерийского снаряда 7С2
- «Широта» — авиационная КВ радиостанция
- «Шишок» — костюм маскировочный с защитой от обнаружения РЛС
- «Шквал» — авиационная дневная оптико-электронная прицельная система И-251
- «Шквал» — скоростная подводная ракета ВА-111
- «Шквал» — комплекс вооружения для бронетехники
- «Шквал» — метеорологический радиотехнический комплекс 1Б27
- «Шквал» — проект самолёта ВВП (ОКБ Сухого)
- «Шквал» — корабельный противолодочный ракетный комплекс
- «Шквал» — корабельная приводная СВ радиостанция Р-653
- «Шквал» — морской ЗРК (экспортный «Шторм»)
- «Шквал» — 4х37-мм зенитная пушка 500П
- «Шквал» — авиационный ПТРК для Су-37
- «Шкерт» — ГАС определения скорости звука в воде (МГ-553)
- «Шкот» — РЛС береговой обороны
- «Шлагбаум» — 533-мм торпедная одноразовая пусковая установка РЭПС-324
- «Шланг» — неконтактный взрыватель АЗ-Т-013 для 57-мм ОФС
- «Шлем» — РЛС ЗПРК «Панцирь»
- «Шлем» — АСУ огнём ПЗРК «Игла»
- «Шлем» — шлем 6Б8 для экипажей бронетехники
- «Шлюз» — корабельный комплекс космической навигации
- «Шлюз» — наземный комплекс ДРЛО (элемент комплекса А-50)
- «Шмель» — авиационный комплекс ДРЛО (А-50) [Mainstay]
- «Шмель» — переносная КВ радиостанция Р-354
- «Шмель» — разведывательный БПЛА (ДПЛА-61)/ мишень
- «Шмель» — ПТРК 2К15 [AT-1 Spigot]; 2К16 [AT-1A Snipper]
- «Шмель» — 93-мм ручной огнемёт РПО-А
- «Шмель» — речной артиллерийский катер пр.1204 [Shmel]
- «Шмель» — корабельная высокоточная радионавигационная система КПФ-2
- «Шмель» — радиовзрыватель БЧ ЗУР В-750 (ЗРК С-75)
- «Шнур» — радиорелейная станция (66Я6)
- «Шнур» — система оповещения
- «Шойга» — ГАК
- «Шомпол» — авиационная РЛС бокового обзора М-202 для МиГ-25РБШ
- «Шорох» — переносной КВ радиоприёмник Р-326
- «Шорох» — комплект виброакустического зашумления помещения
- «Шпага» — РЛС ПВО 5Н56
- «Шпиль» — авиационная лазерная разведывательная система (М-103А)
- «Шпиль» — авиационная РЛС
- «Шрапнель» — 23-мм патрон с зарядом картечи для КС-23  -  «Шрапнель-10» — патрон с зарядом картечи для дальности до 10 метров
  -  «Шрапнель-25» — патрон с зарядом картечи для дальности до 25 метров
- «Штаг» — корабельный комплекс ПУС
- «Штаг» — корабельный радиолокационный дальномер
- «Штиль» — ракета-носитель на базе МБР РСМ-54 (воздушный и морской старт)
- «Штиль» — ГАС звукоподводной связи для надводных кораблей МГ-35
- «Штиль» — экспортный корабельный ЗРК М-22 (3С90Э) [SA-N-7 Gadfly]
- «Штиль» — БПЛА вертикального взлёта и посадки
- «Штопор» — рамочный КВ-СВ радиопеленгатор
- «Штора» — комплекс оптико-электронного подавления ТШУ-1
- «Штурвал» — АСУ корабельных средств РЭБ
- «Штурвал» — корабельный вычислительный комплекс ММП-33
- «Шторм» — большой торпедно-ракетный катер пр.206М [Turya]
- «Шторм» — корабельный ЗРК М-11 [SA-N-3 Goblet]
- «Шторм» — самолёт-снаряд
- «Шторм» — дальнобойный реактивный снаряд ДРСП-1
- «Шторм» — радиотрансляционный комплекс
- «Шторм» — водомётный спецавтомобиль
- «Шторм» — кислородно-водородный разгонный блок 14С41 для РН (проект)
- «Штурм» — вертолётный и самоходный ПТРК 9К113 и 9П149 [АТ-6 Spiral]
- «Штурм» — комбинезон штурмовой
- «Штурм» — серия бронежилетов
- «Штурм» — противоударный защитный щит
- «Штурм» — газодинамический противоминный комплекс
- «Штык» — авиационная радиотехническая разведывательная система
- «Штык» — авиационная РЛС бокового обзора М-101
- «Штык» — унифицированный радиовзрыватель для 100 и 130 мм снарядов
- «Штык» — серия бронекатеров 1910 года постройки
- «Штырь» — авиационная аппаратура радиоуправления спасательной лодкой
- «Штырь» — корабельная космическая навигационная система  -  «Штырь-М» — опытная корабельная космическая навигационная система
- «Штырь» — радиоаппаратура ПКР К-12
- «Шушун» — штурмовой бронежилет 6Б5-15

### Щ
- «Щель» — авиационная нашлемная система целеуказания
- «Щит» — ночной прицел 1ПН22М2 для БМП-1
- «Щит» — экспортный танк T-72C («Shielden»)
- «Щит» — система автоматической охраны пусковых в РВСН
- «Щит» — проект системы ПРО («Таран»)
- «Щит» — средство криптографической защиты информации М-502
- «Щит» — система защиты боевой ОКС «Алмаз»
- «Щит» — АСУ ПВО
- «Щит» — 30-мм космическая пушка/снаряд
- «Щука» — крылатая ПКР КСЩ (4К32) (РАМТ-1400) [SS-N-1 Scrubber]
- «Щука» — реактивная авиационная морская торпеда РАМТ-1400
- «Щука» — корабельный КВ радиопередатчик Р-652
- «Щука» — ПЛ пр. 671РТМ/671РТМК [Victor-III]
- «Щука» — ПЛ пр. 971 [Akula]

### Э
- «Эвкалипт» — авиационная УКВ радиостанция Р-828
- «Эврика» — авиационный наземный возимый ДВ-СВ радиоприёмник Р-880
- «Эдельвейс» — теле-ёмкостная система сигнализации ТЕСС-2М
- «Эдельвейс» — 120 литровый горный рюкзак
- «Экватор» — радиостанция Р-161А2М1 на шасси ЗиЛ-131
- «Экватор» — средний разведывательный корабль проекта 861М (по классификации NATO — «Moma class») Черноморского флота ВМФ СССР
- «Экран» — геостационарный КА телерадиовещания 11Ф647
- «Экран» — корабельная РЛС
- «Экран» — авиационная РЛС защиты хвоста
- «Экран» — авиационная система встроенного контроля и предупреждения экипажа
- «Эксперт» — перспективный миниатюрный БПЛА
- «Эксперт» — цветная телевизионная спектральная система
- «Экспресс» — серия КА 11Ф639 (связь и телекоммуникации)
- «Электрон» — метеорологический спутник
- «Электрон» — радиостанция военной разведки
- «Электрон» — система передачи данных ПВО
- «Электрон» — танковый комплекс коллективной защиты на Т-64А
- «Элерон» — комплекс воздушной разведки с мини БПЛА Т23Э  -  «Элерон-3» — комплекс воздушной разведки с БПЛА    -  «Элерон-3СВ» — комплекс для сухопутных войск Вооруженных сил России
    -  «Элерон-Б» — экспортный вариант БПЛА Элерон-3

  -  «Элерон-10» — комплекс воздушной разведки с БПЛА    -  «Элерон-10Д» — комплекс дистанционного наблюдения
    -  «Элерон-10СВ» — комплекс для сухопутных войск Вооруженных сил России
- «Эллипс» — радиопеленгатор ЭРРС-1
- «Эллипсоид» — ЗРК 9К33 «Оса»
- «Эльбрус» — оперативно-тактический ракетный комплекс 9К72 (Р-17) [SS-1c Scud]
- «Эльбрус» — вычислительный комплекс
- «Эльбрус» — аппаратура ЗАС Т-617 и Т-217М
- «Эльф» — 9-мм пистолет-пулемёт
- «Эльф» — многоцелевой БПЛА (экспериментальный)
- «Эмба» — среднее кабельное судно пр. 1172
- «Эмблема» — авиационный метеонавигационный локатор
- «Энвис» — семейство переносных нелинейных радиолокаторов
- «Эней» — многоцелевой транспортёр-тягач МТ-Т (объект 429)
- «Энергия» — ракетно-космический комплекс 11К25
- «Энергия» — сверхтяжёлая ракета-носитель 14А02
- «Энергия» — полевая злектростанция Э-351
- «Эполет» — авиационная радиоэлектронная система с ФАР
- «Эпос» — пилотируемый орбитальный самолёт (РК «Спираль»)
- «Эпрон» — спасательное судно пр.527 (СС-26)
- «Эра» — автоматическая телеметрическая система
- «Эрдоган» — боевой вертолёт Ка-50-2 (экспортное обозначение)
- «Эрика» — радиостанция оперативной связи
- «Эрстед» — корабельная УКВ радиостанция скрытой направленной связи Р-604
- «Эспадрон» — авиационная станция РТР
- «Эсса» — танковый тепловизионный прицел
- «Эталон» — АСУ авиацией фронта (округа)
- «Эталон» — серия армейских сухих пайков
- «Этнография» — авиационная станция целеуказания на Су-24М
- «Эфа» — 9-мм опытный пистолет П-96
- «Эфир» — космический комплекс
- «Эфир» — авиационная система радиационной разведки (М-341а) для Су-24МР
- «Эхо» — автомобильный УКВ радиопеленгатор Р-363
- «Эшелон» — цифровая ТРС станция Р-444 на шасси ЗИЛ-131

### Ю
- «Юг» — серия космических аппаратов
- «Юг» — средний разведывательный корабль проекта 862
- «Юкон» — высокоточная лазерно-телевизионная станция
- «Юла» — ранцевый десантно-штурмовой вертолёт
- «Юлия» — разведывательный беспилотный летательный аппарат (проект)
- «Юнга» — большой торпедный катер ТМ-200 (ТК-450)
- «Юнга» — малый противолодочный корабль проекта 1131М
- «Юпитер» — авиационный теплопеленгатор
- «Юпитер» — радиоастропеленгатор

### Я
- «Яблоко» — носимая аварийно-связная КВ радиостанция Р-610-1
- «Яблоня» — артиллерийский прицел ночной АПН-3 (1ПН1)
- «Яблоня» — аппаратура перехвата каналов П-155
- «Явор» — импульсная прожекторная установка на Ту-2Р
- «Ягуар» — опытный плавающий автомобиль УАЗ-3907
- «Ягуар» — авиационный прицельно-навигационный комплекс
- «Ягуар» — истребитель танков ИТ-1 «Ягуар» об.150 (на базе Т-62 с ПТРК 2К4)
- «Яд» — авиационная обзорная РЛС на Ту-95К
- «Ядро» — вертолётная связная радиостанция
- «Ядро» — авиационная бортовая АСУ на МиГ-23-98
- «Як» — автопилот крылатой ракеты Х-20
- «Якорь» — корабельная артиллерийская РЛС
- «Ямайка» — бронежилет
- «Ямал» — ракета-носитель
- «Яна» — электрошоковое устройство
- «Январец» — подъёмный кран КТ-80 (КС-7571) на базе МАЗ-547А
- «Янтарь» — океанографическое исследовательское судно проекта 22010 (для ВМФ)
- «Янтарь» — серия космических аппаратов детальной фоторазведки («Зенит»)
- «Янтарь» — авиационная РЛС
- «Янтарь-2» — установка авторулевого
- «Яр» — аппаратура радиоуправления крылатой ракеты Х-20
- «Ярославец» — многоцелевой катер пр.376
- «Ярс» — новейшая МБР РС-24
- «Ярус» — опытная самоходная ИК прожекторная установка на АТ-П
- «Ярус» — ёмкостное периметровое средство обнаружения
- «Ярус» — артиллерийский подвижный наблюдательный пункт АПНП-2 (об.565)
- «Ясень» — многоцелевая АПЛ пр. 885 [Granay]
- «Ясень» — наземное передающее устройство для связи с самолётами
- «Ясень» — корабельная радиостанция
- «Ястреб» — авиационная ракето-торпеда АПР-2
- «Ястреб» — авиационная бортовая связная КВ радиостанция Р-856
- «Ястреб» — сверхзвуковой дальний БПЛА Ту-123 (ДБР-1); опытный Ту-139 (ДБР-2)
- «Ястреб» — патрульный катер пр. 12260
- «Ястреб» — сторожевой корабль пр. 29
- «Ястреб» — сторожевой корабль пр. 11540 (Неустрашимый) [Neustrashimy]
- «Ястреб» — авиационный ИК-прицельный комплекс
- «Ястреб» — комплекс аппаратуры уплотнения кабельных линий связи (П-304)
- «Ястреб» — космический скафандр
- «Ястреб-Топаз» — телеметрическая станция
- «Ястребок» — мобильная аэродромная радиостанция
- «Ятаган» — корабельная система управления ЗРК «Волна» 4Р-90
- «Ятаган» — авиационная система РЭБ Л-190
- «Ятаган» — авиационная ПКР на Су-30МК
- «Ятаган» — танк Т-84-120 (экспортный)
- «Яуза» — нашлемная система целеуказания унифицированная
- «Яуза» — пассивный радиогидроакустический буй
- «Яхонт» — базовый минный тральщик пр.1265 [Sonya]
- «Яхонт» — сверхзвуковая ПКР П-1100
- «Яхта» — аппаратура ЗАС Т-219
- «Яхта» — корабельная ГАС
- «Ячмень» — связной КВ радиоприёмник Р-309
- «Яшма» — аппаратура фототелетайпной связи
- «Ящерица» — 30-мм фугасная граната БМЯ-31 к гранатомёту-пистолету «Дятел»